# 反對逃犯條例修訂草案運動過程 (2020年10月)
| 2019年          | 尚未開始 | 尚未開始 | 3月至6月 | 3月至6月 | 3月至6月 | 3月至6月 | 7月 | 8月 | 9月    | 10月   | 11月   | 12月 |
| 2020年          | 1月      | 2月至4月 | 2月至4月 | 2月至4月 | 5月      | 6月      | 7月 | 8月 | 9月    | 10月   | 11月   | 12月 |
| 2021年          | 1月      | 2月      | 3月      | 4月      | 5月      | 6月      | 7月 | 8月 | 9-11月 | 9-11月 | 9-11月 | 12月 |
| 2022年1月或以後 |          |          |          |          |          |          |     |     |        |        |        |      |

## 1日

### 中秋節銅鑼灣示威

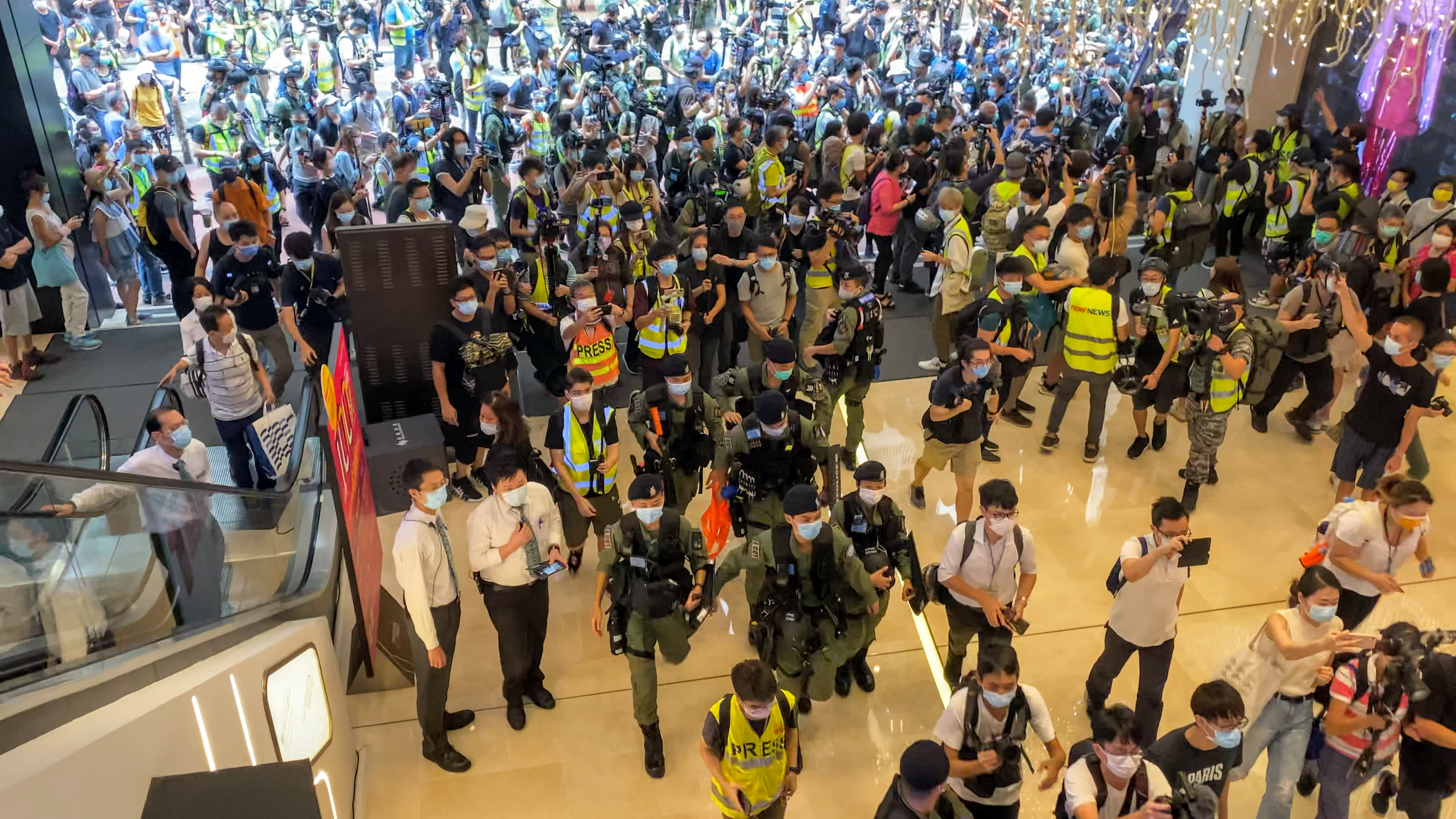
大批防暴警員指名店坊內有人非法集結，一度衝入商場，沒人被捕

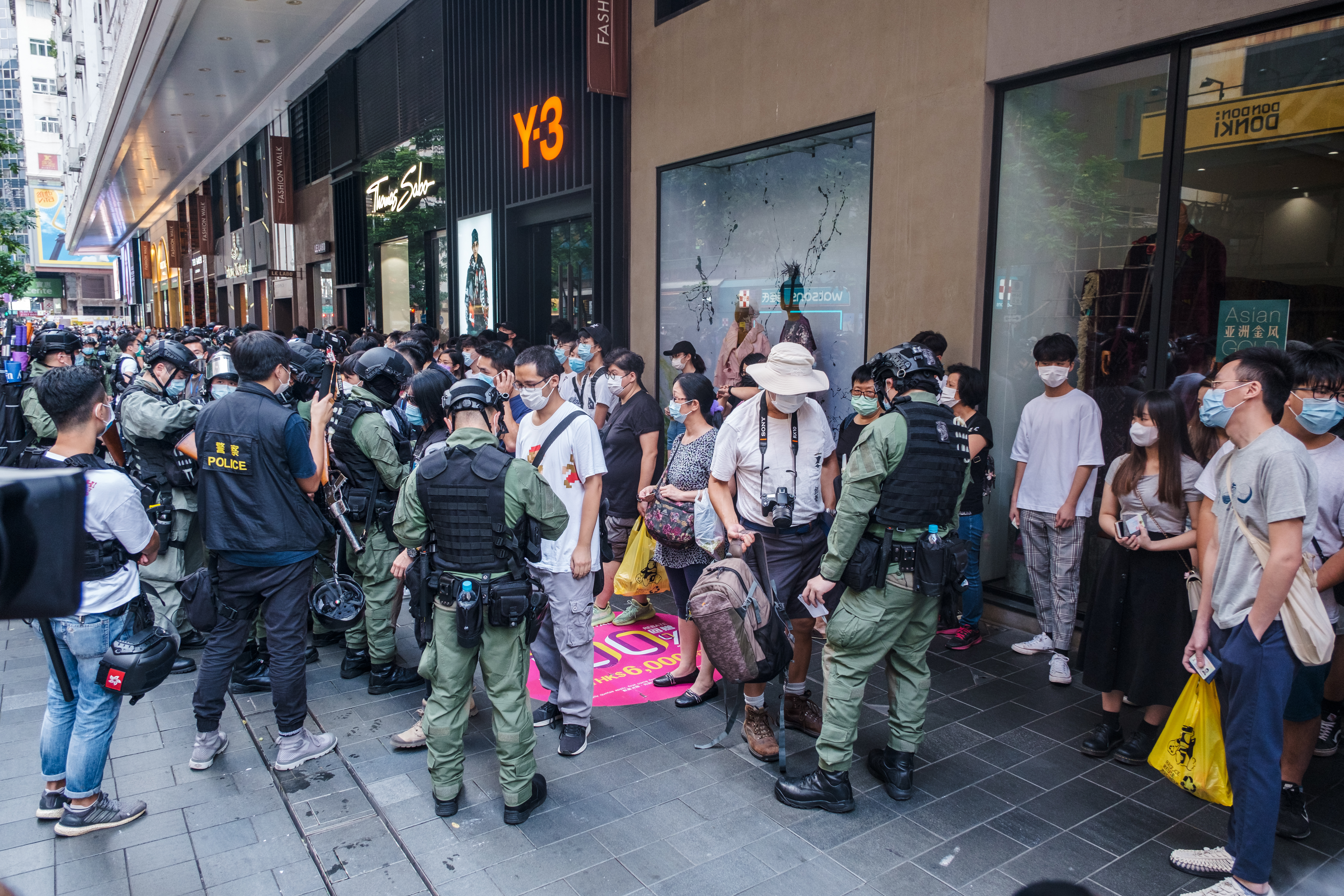
大批市民在百德新街被警員包圍無法離開，之後全部被捕

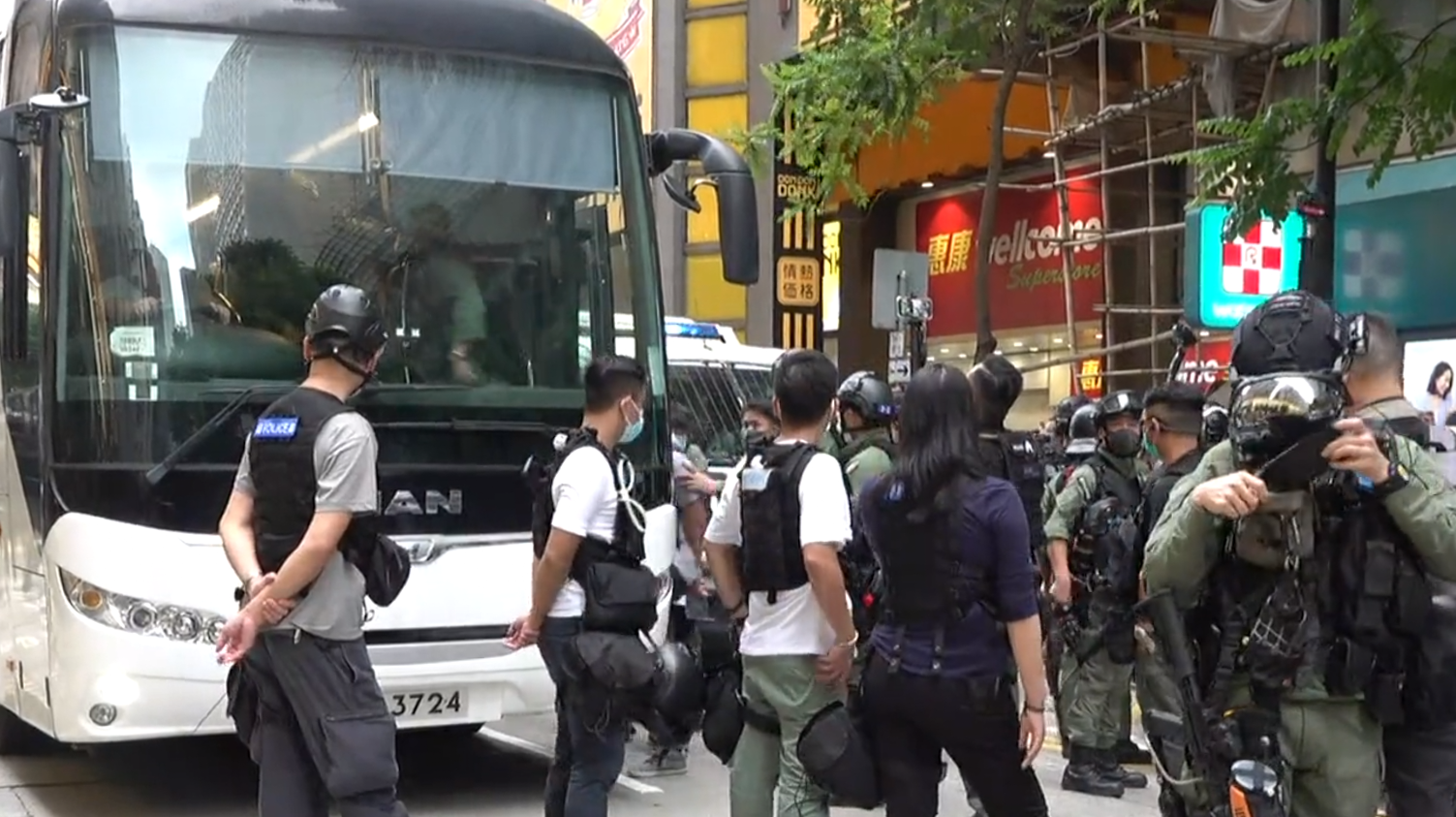
被捕人士帶上警方派出的白色旅遊巴

2020年10月1日是中華人民共和國成立71周年，亦是中秋節，民間人權陣線原訂於港島區舉辦遊行，但遭到警方發出反對通知書。中午起，已有大批記者和警員在銅鑼灣東角道一帶，警方截查路過的青年。下午約2時20分，記利佐治街附近有人叫了兩聲叫「光復香港，時代革命」口號，警方亦即時舉起藍旗，警告在場人士「非法集結」。到20分鐘後，防暴警員在名店坊外舉藍旗警告，要求在場的人向維園方向離開。其後大批警員一度衝入商場，但很快便走回行人路。
到4時10分，一批防暴警員突然走入百德新街驚安之殿堂對面的行人路設立封鎖線，包圍約60名市民，主要以年輕人為主，並手持購物膠袋。區議員梁晃維及李予信也被包圍。隨後警方派出兩架白色旅遊巴到場，並其後宣布，以參與未經批准集結為由，把該處約50名市民全部拘捕，並鎖上索帶。其後大批警員繼續不斷在怡和街一帶巡邏。
到傍晚6時20分，大批防暴警員突然封鎖記利佐治街，並跑到銅鑼灣地帶入口，將大量未能上電梯的市民帶回地面，期間一度引起混亂。警方在名店坊外設封鎖線及截查市民，要求除下口罩核對身分證樣貌後才可戴回口罩。其中3男3女押上警車帶走，一名女子被押走時情緒激動。而一名黑衣男子在崇光百貨門前被防暴警察拉入封鎖線內，之後遭多名防暴警按在地上制服，他被捕後繼續與防暴警爭論，之後被警員押走。
到7時55分，防暴警員在東角道及駱克道交界拉起橙帶，截查約10名市民，有警員一度走入東角商場內。到晚上8時半，被截查的人大部分被扣上索帶帶走，包括沙田區議員陳運通及黎梓恩。當日有86人被捕，包括4名區議員。有年輕網媒記者亦被票控違反限聚令。
這天亦是警方修改《警察通例》「傳媒代表」定義後首個大型公眾活動，警方截查記者，向部分網媒記者發出「限聚令」票控，截查市民時又使用封鎖線圍封記者，部分記者被禁止進入封鎖線內採訪。記協則派出觀察員，觀察和記錄警察的行動情況。
而「真·香港再重光」則於同日下午兩點半舉辦「沒有國慶 只有國殤」遊行。遊行由銅鑼灣崇光百貨至灣仔菲林明道，由於警方高度設防，參與該遊行的約100名人士只能沿行人路前往遊行終點，無法步上馬路示威。有遊行人士步行至灣仔消防局時被截查。

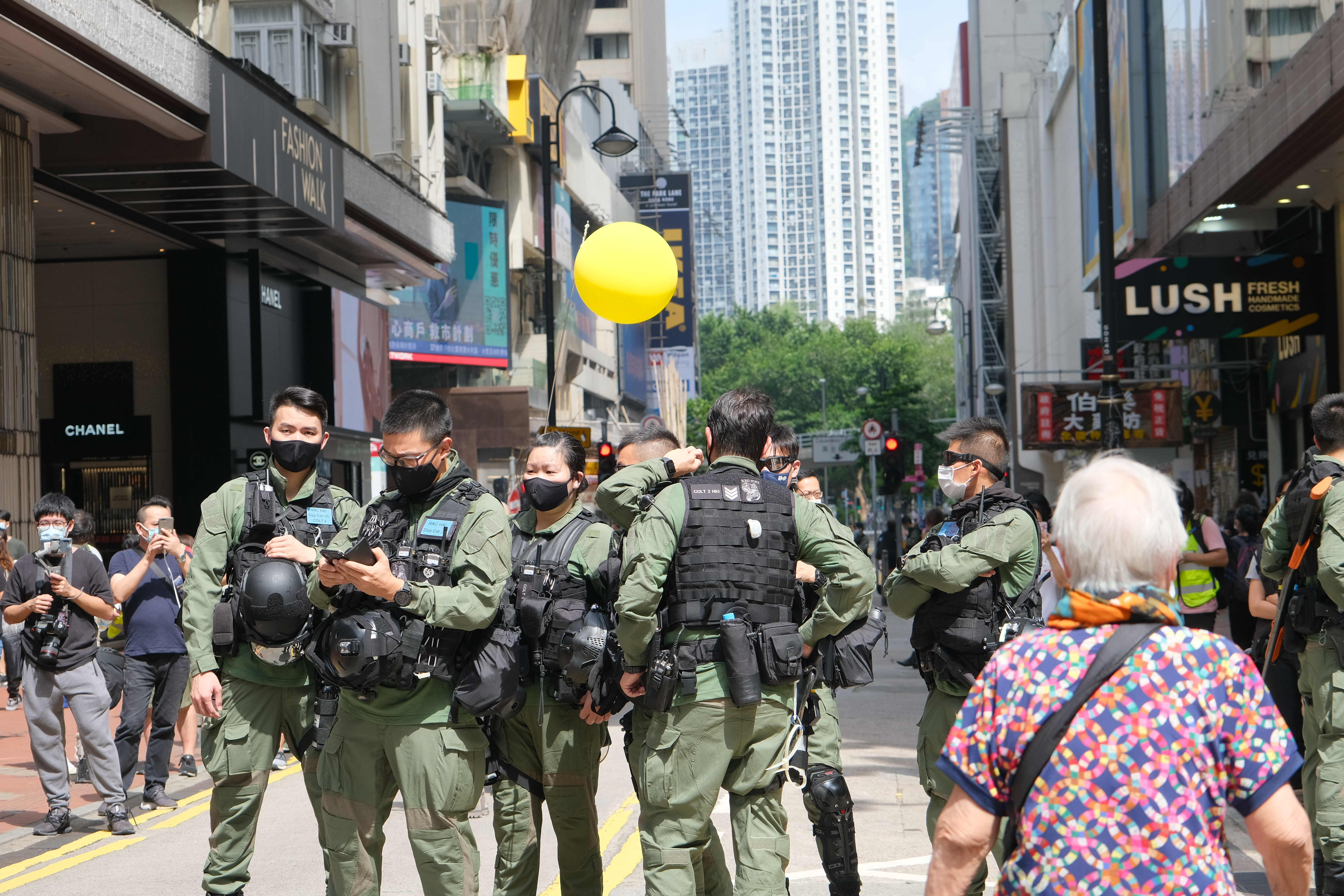
中午起，有人在記利佐治街吹起一隻大的黃色氣球，其後被警方要求離開
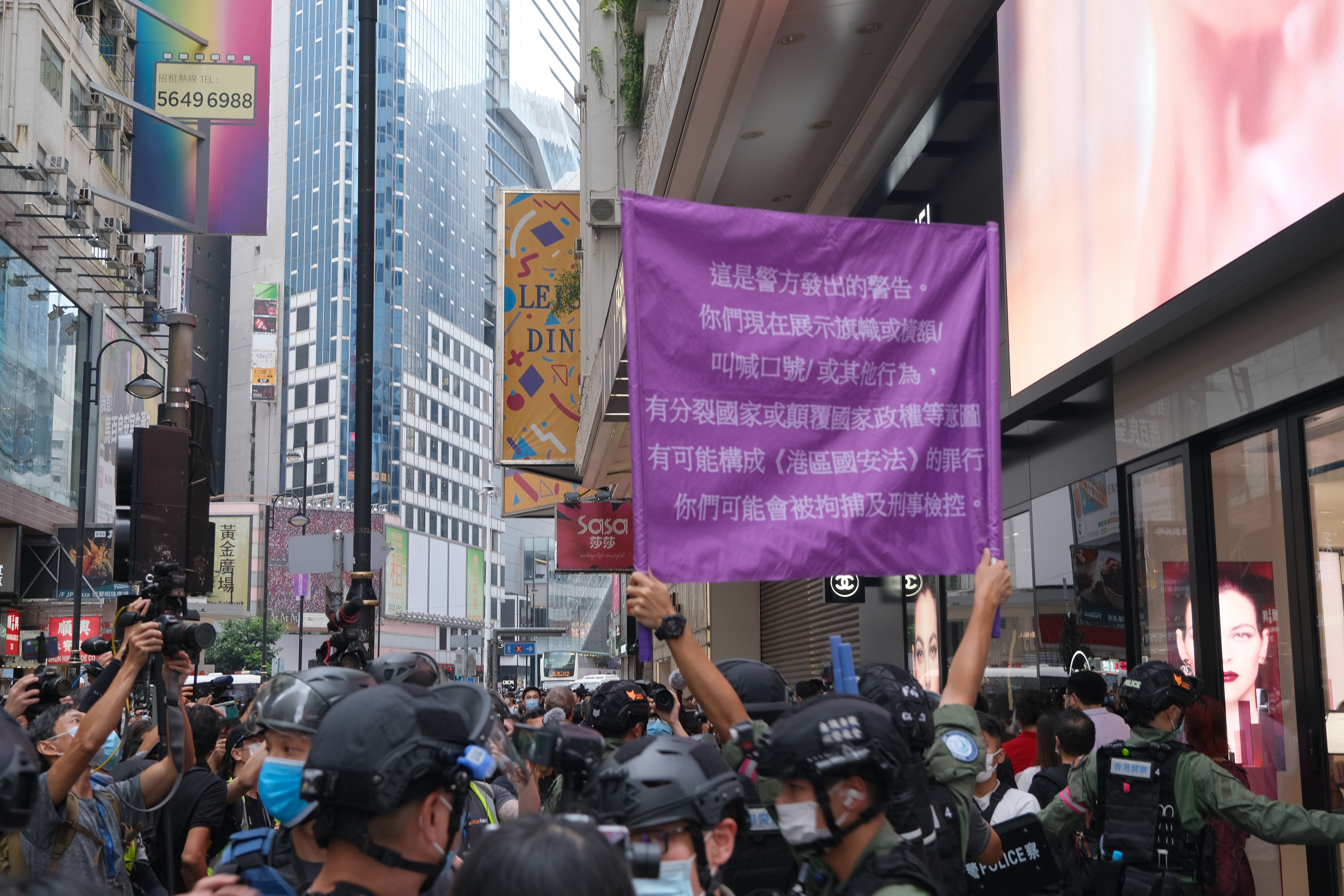
下午3時33分，防暴警在記利佐治街舉起紫旗，指有人違反港區國安法
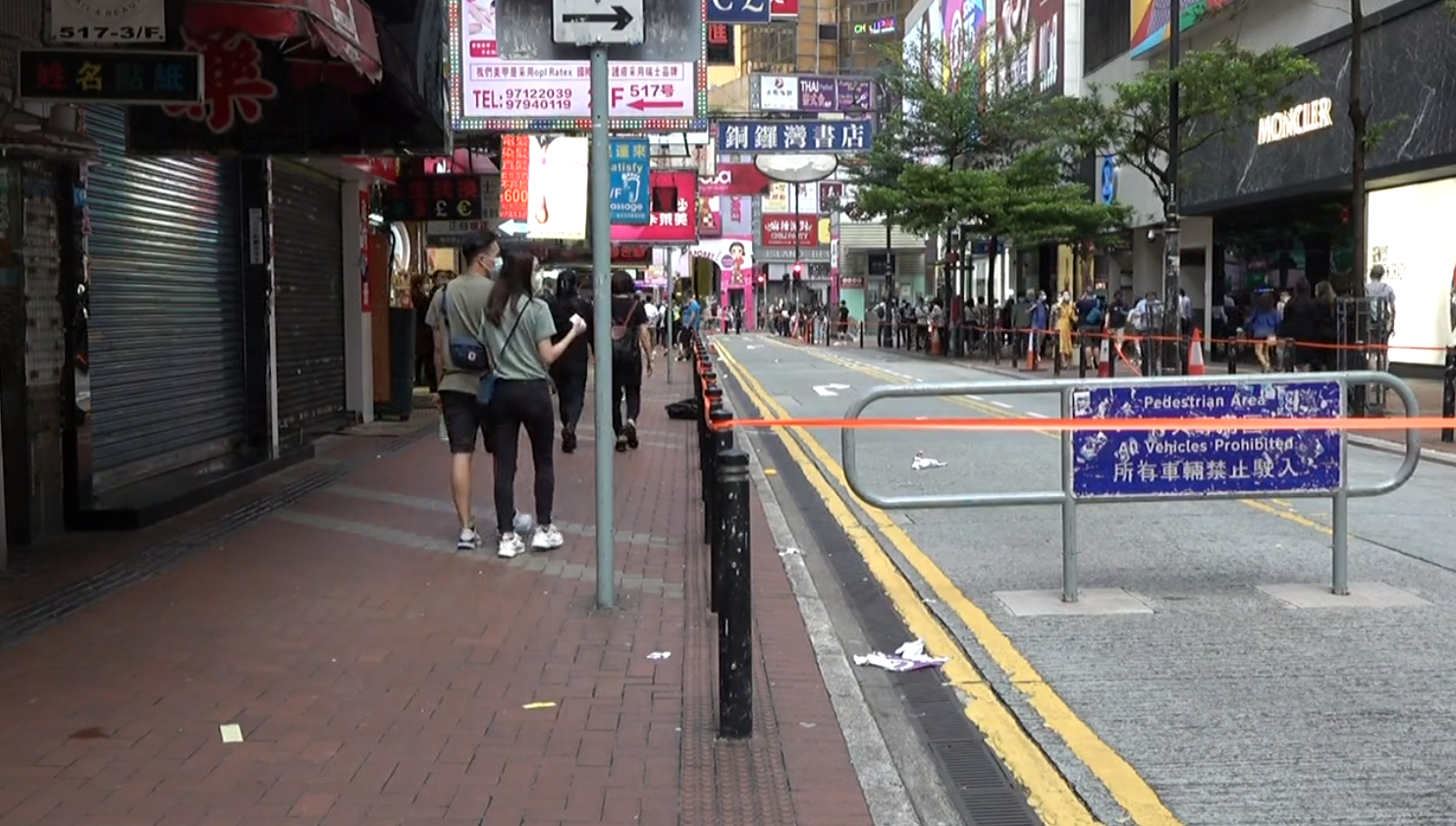
駱克道多間商店落閘，而警方封閉道路禁止市民進入
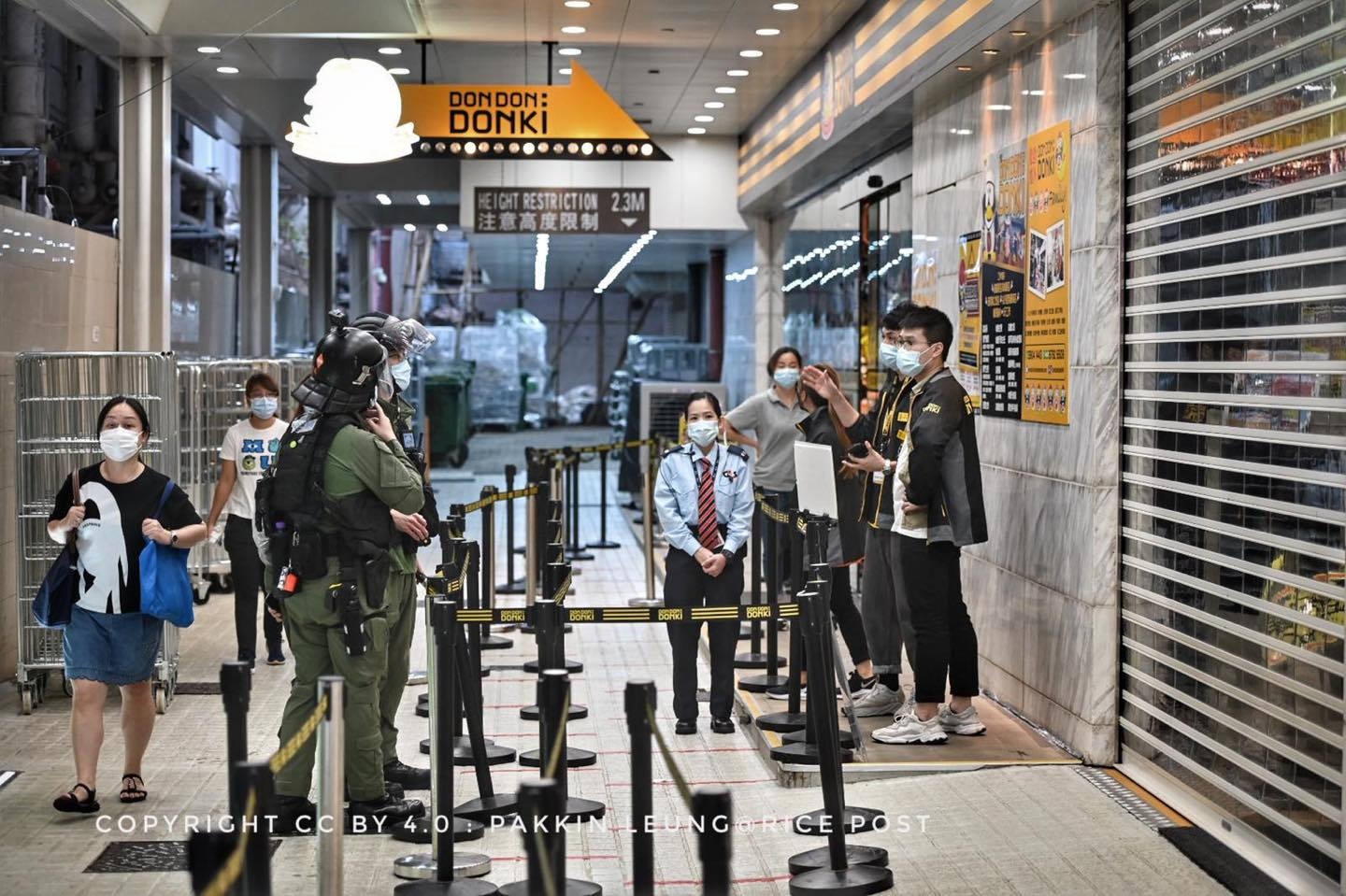
防暴警員走入翡翠明珠廣場內的驚安之殿堂等候區
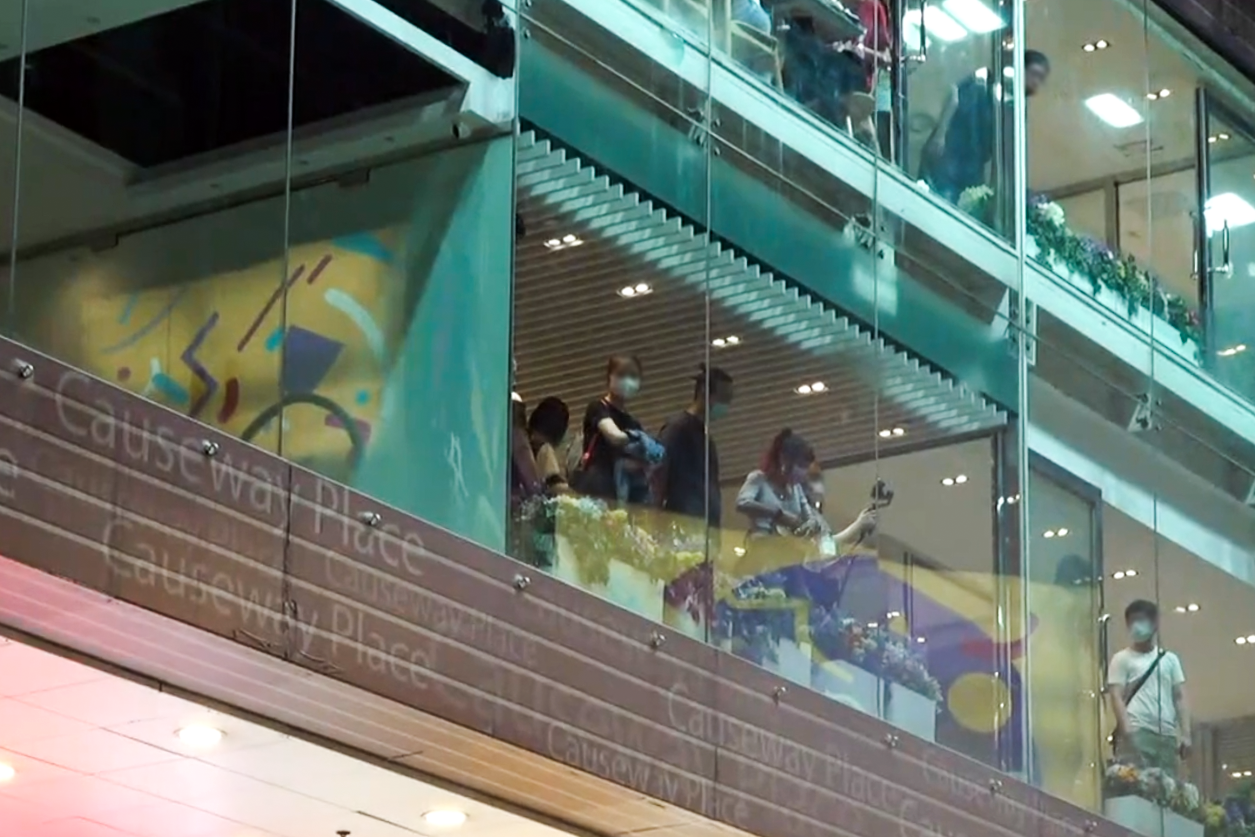
警員圍封銅鑼灣地帶，商場有大批市民逗留
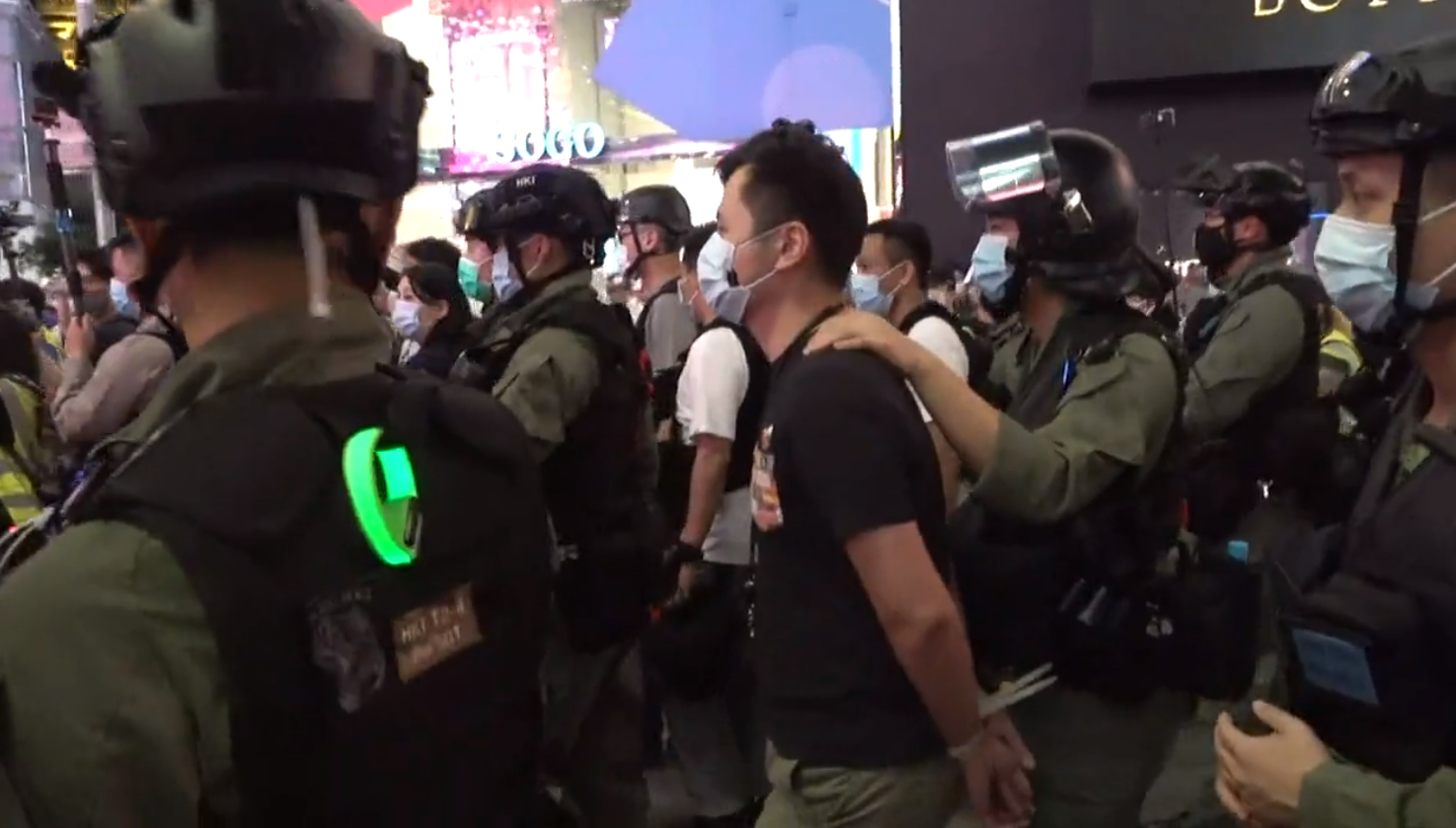
沙田區議員陳運通被帶走
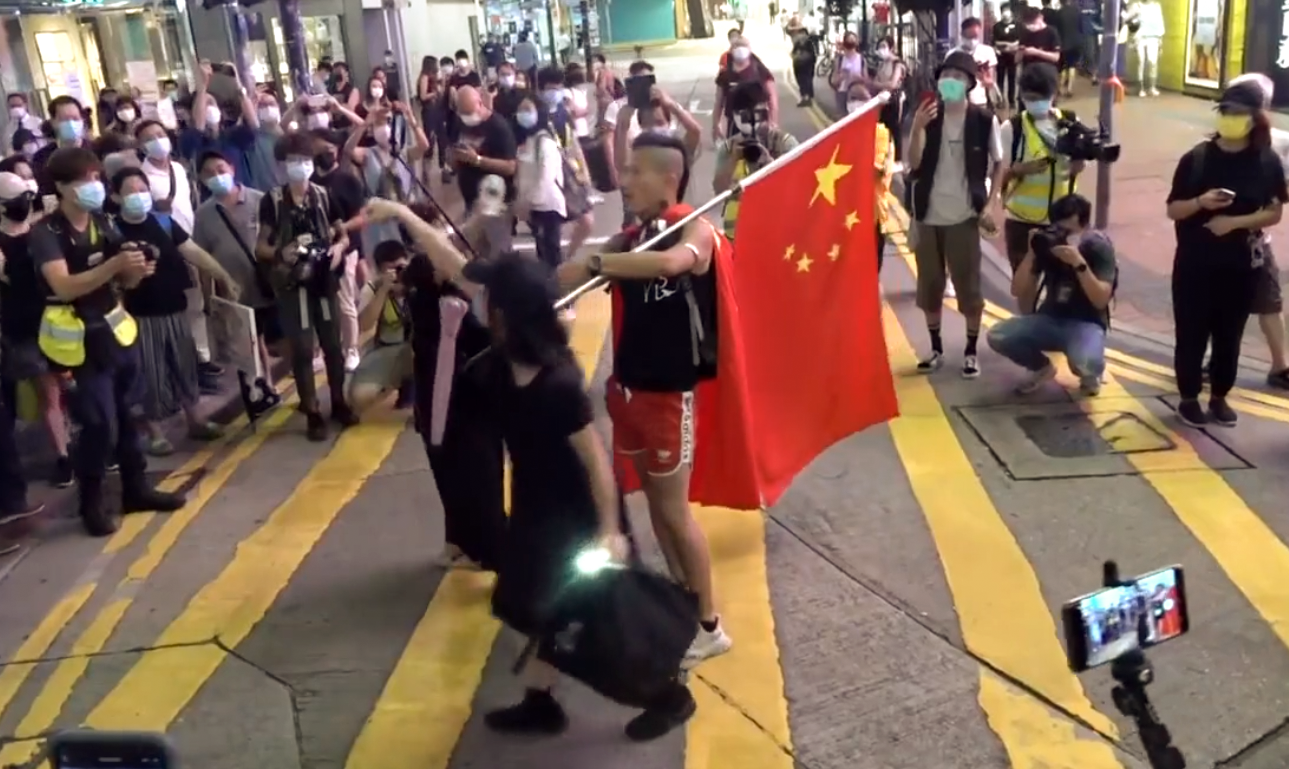
晚上8時半，龍心手持中國國旗，在銅鑼灣出現
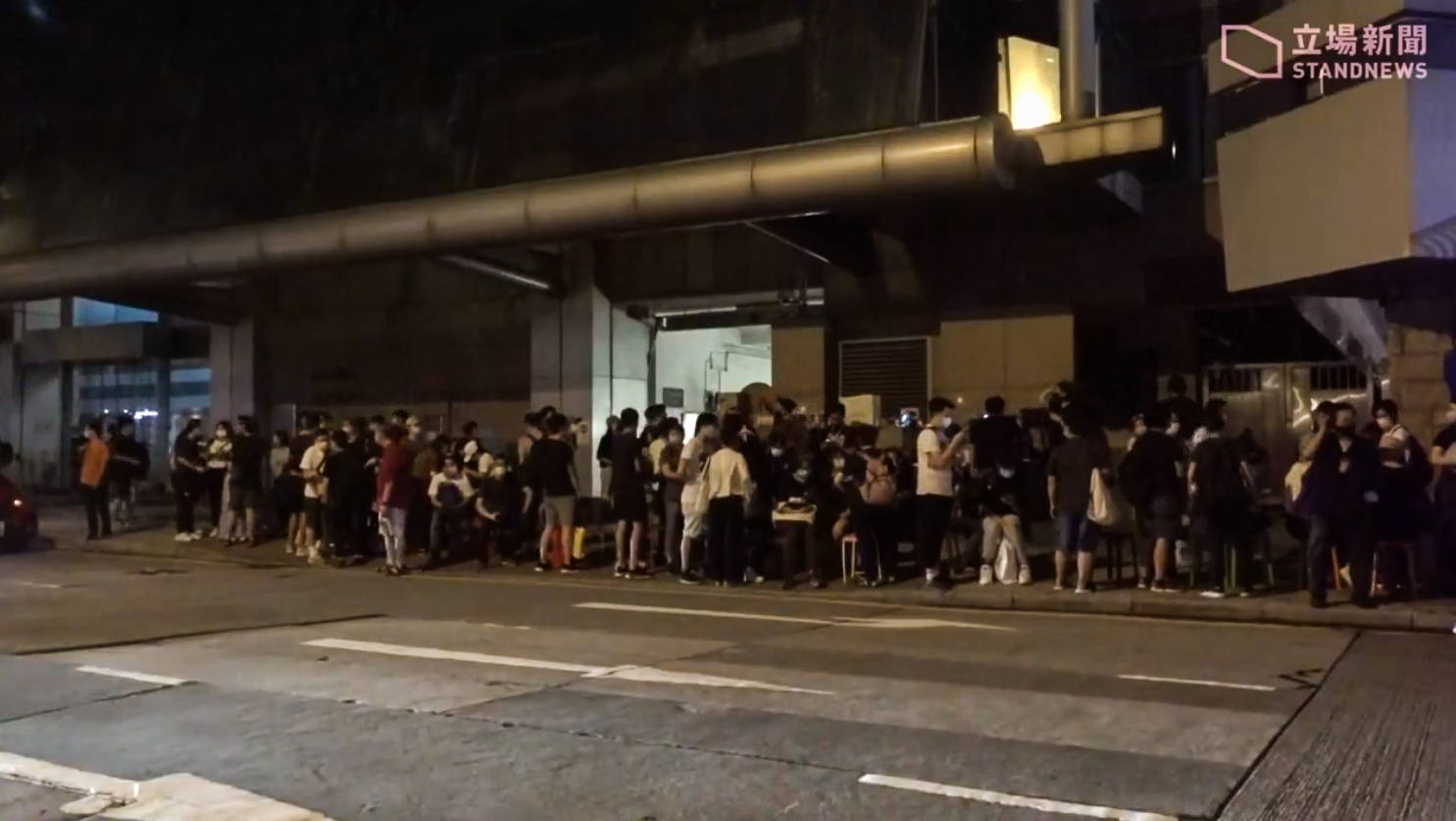
被捕家屬在北角警署外等待

### 中秋商場大遊行

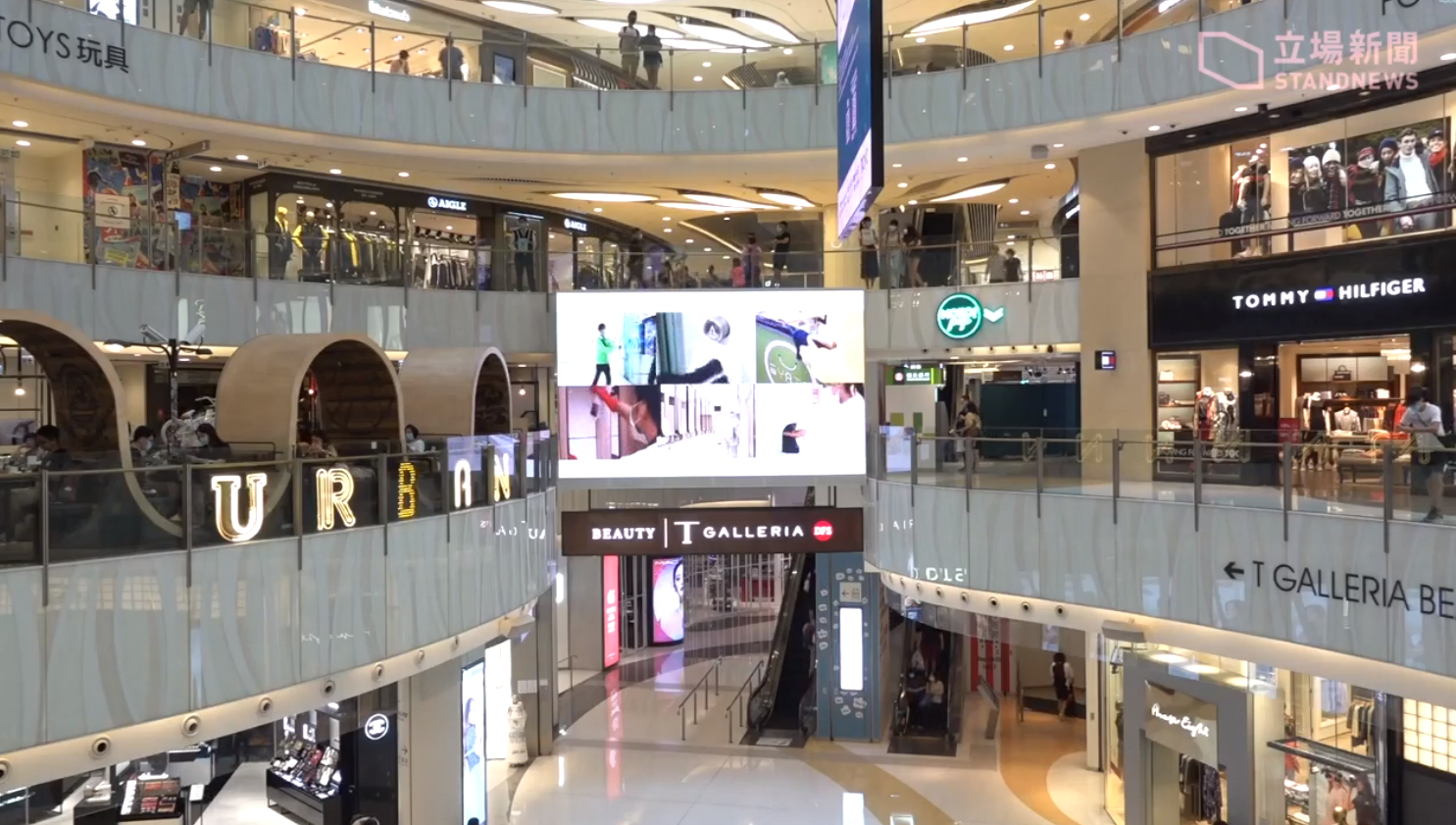
旺角新世紀廣場只有少量市民

下午，有網民發起在18區舉行「中秋商場大遊行」，多區商場外有警車戒備，不過活動反應冷淡。

### 獅子山「和你燈」

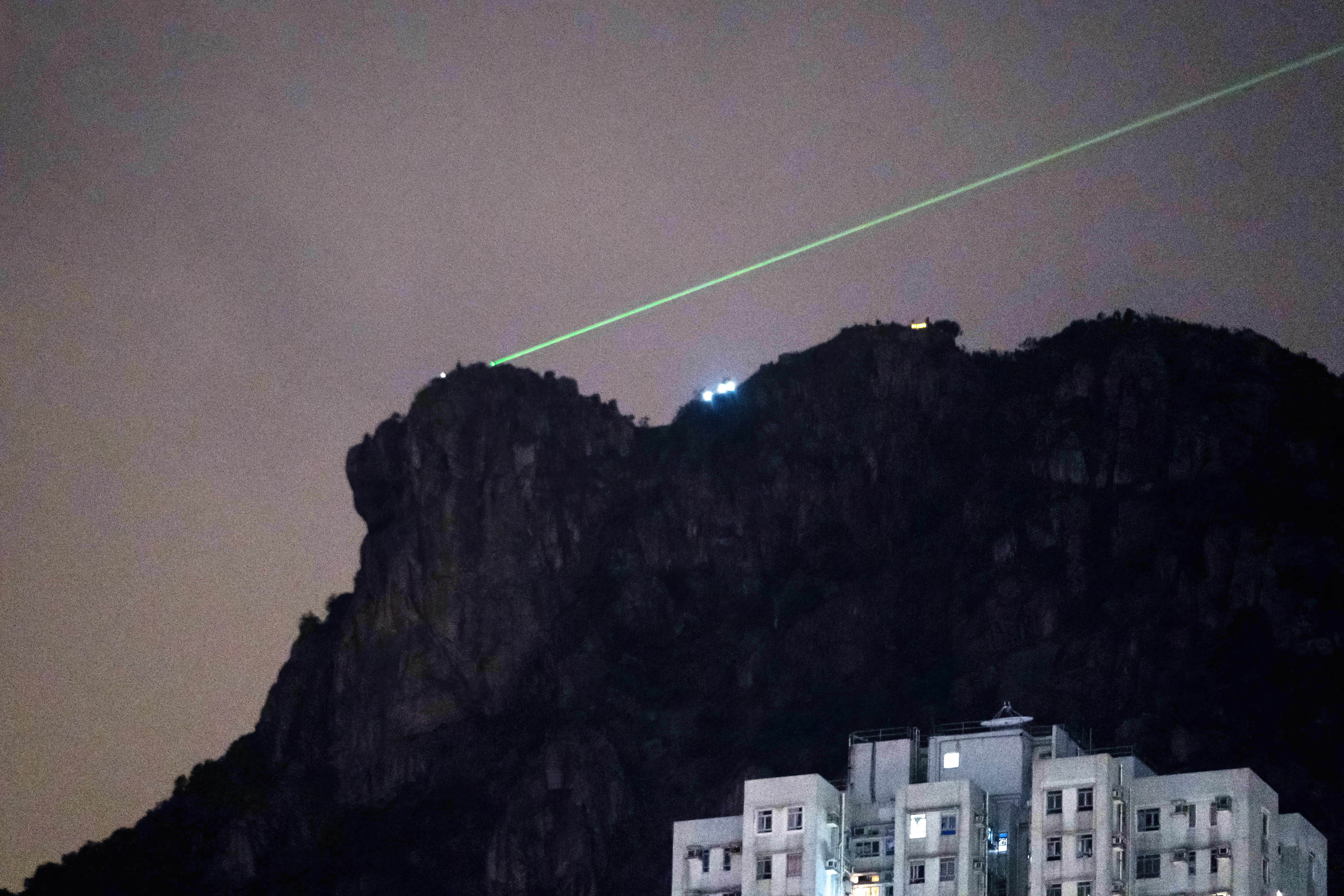
獅子山「和你燈」

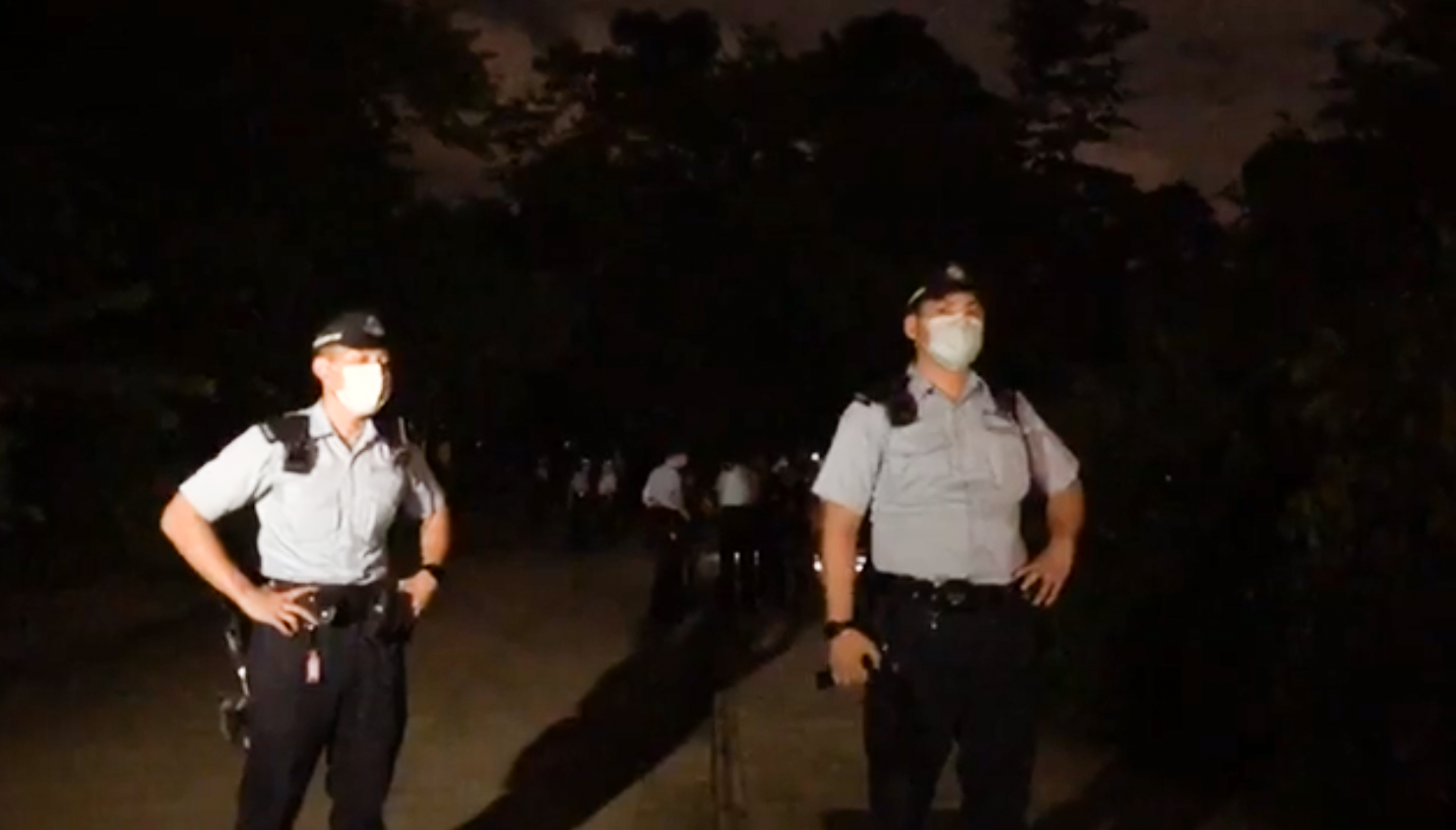
獅子山山腳有警員戒備，並封鎖獅子山出入口，不准許市民上山

晚上，有人發起在獅子山舉行「和你燈」活動，警員一早到山上戒備。到晚上9時左右，山頂上有百多名市民唱《願榮光歸香港》、高呼「光復香港，時代革命」口號，山頂一度有逾百人聚集。警方以山上有可能的非法集結，為由，在晚上約9時半封鎖獅子山出入口，不准許市民上山。所有下山的人士都要搜身、搜袋和記錄身份證。

### 月夕行動
「月夕行動」引起香港政府及中聯辦高度關注，警方安排大批警力在多區戒備。到下午5時，群組先要求荃灣、青衣、天水圍、葵涌、元朗和沙田等地區的網民準備，但最終未有公布行動詳情。其中在屯門區，警方更調動水炮車到該處，而大批防暴警員在集合點周邊一帶戒備和截查市民，一名義務急救員被帶走。在荃灣路德圍有網媒記者上前拍攝後被截查，之後帶上警車。「實時新聞」認為警方做法荒謬。
最終未見有任何實質行動。到晚上10時許，Telegram管理員以人數不足和響應速度太慢為由，宣布行動取消。

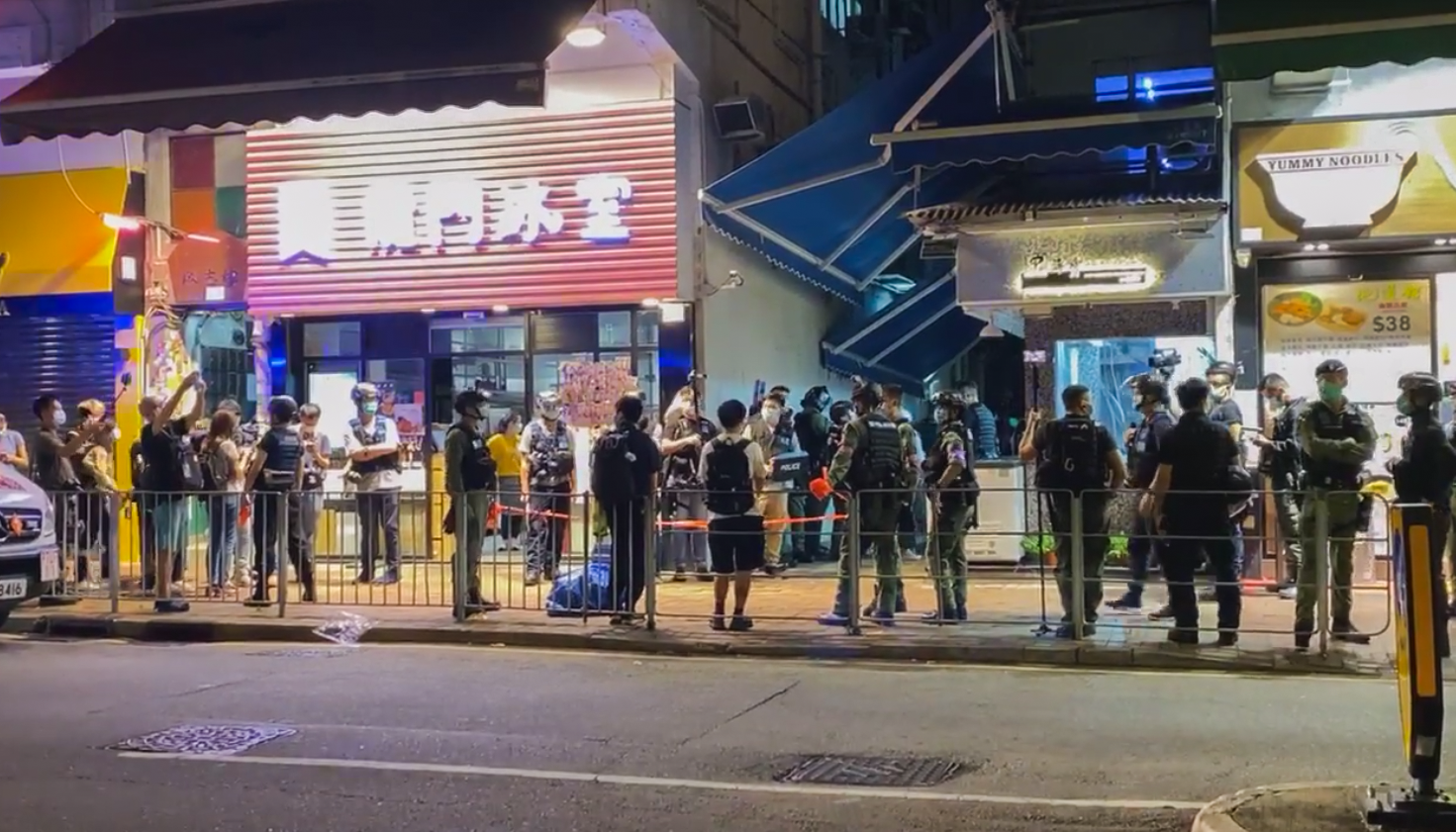
荃灣路德圍現場有網媒記者上前拍攝後被截查，之後帶上警車
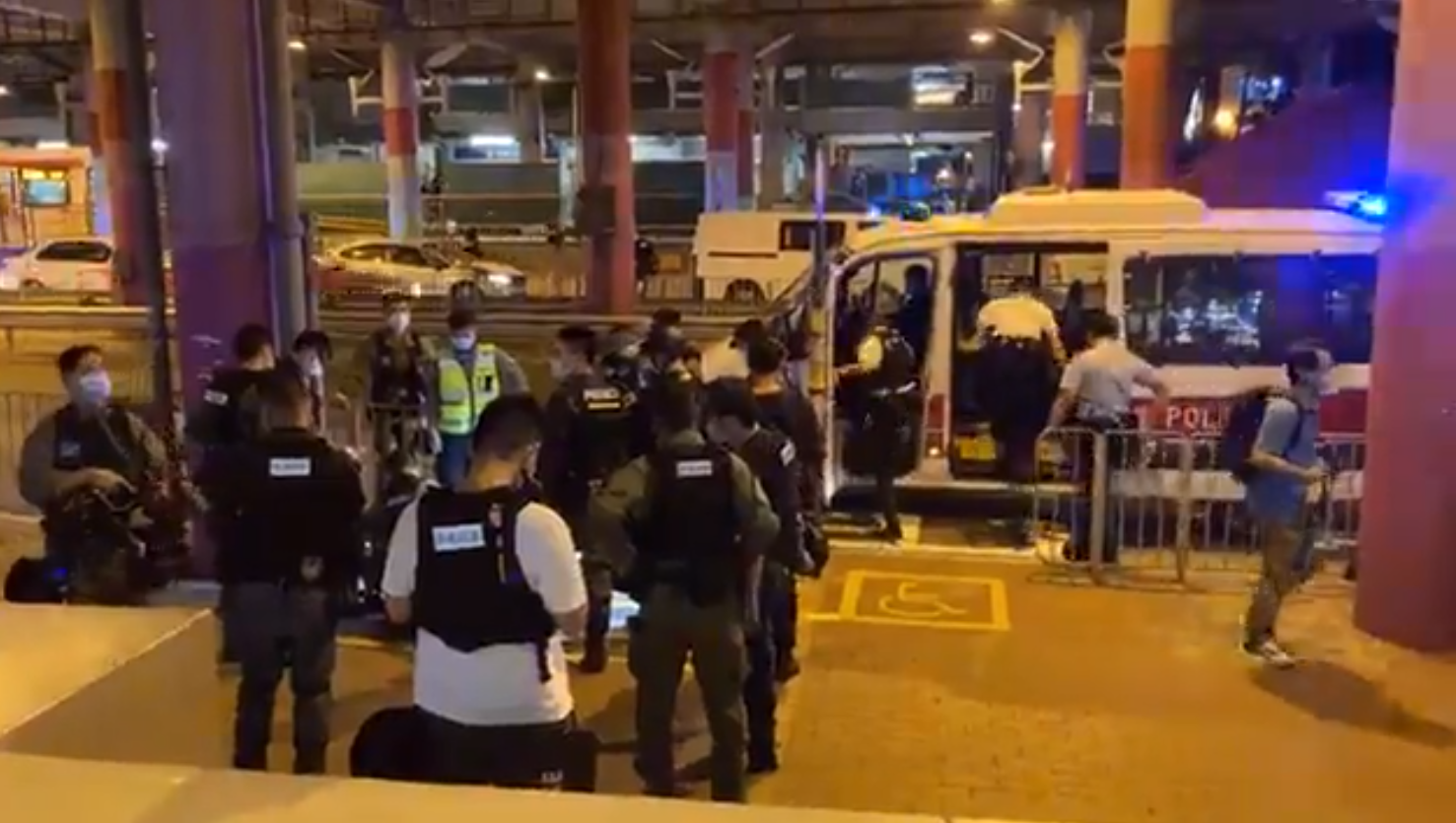
屯門友愛邨有大批警員截查一名義務急救員，之後被帶走

### 示威者在中國駐英使館前燒五星旗 使館嚴厲譴責

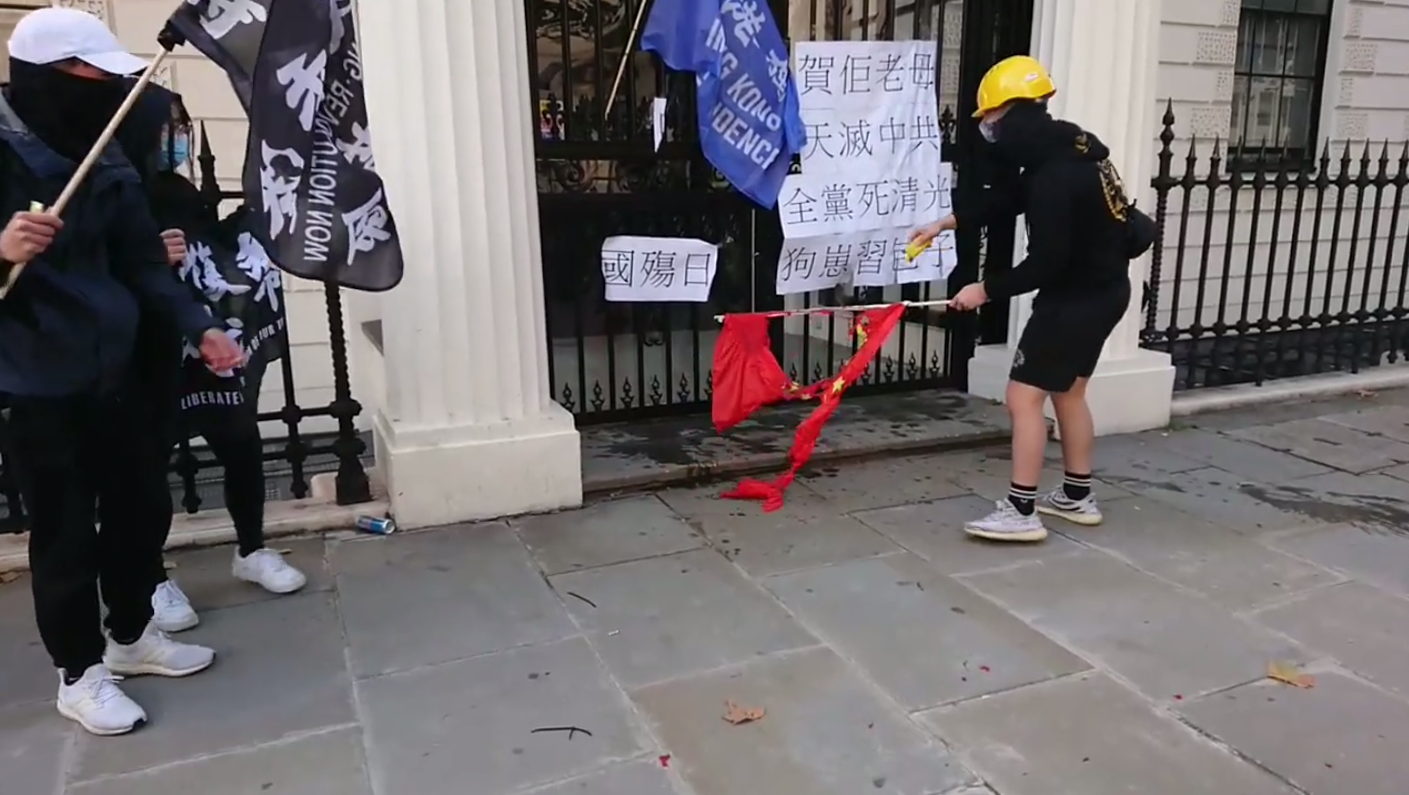
示威者將已焚燒中國國旗擺放在中國駐英國大使館門外後便離開

英國當地時間下午4時，10多名身穿黑衣的在英港人示威者，於中國駐英國大使館門外抗議，展示「光復香港，時代革命」和「香港獨立」旗幟。他們於大使館門外貼上「國殤日」、「賀佢老母」等標語，之後倒插及焚燒中國國旗後便離開。警員接報到場後向在場的記者詢問。中國駐英國大使館發表聲明強烈譴責，指「港獨」暴徒焚燒國旗和衝撞使館的行徑卑劣，嚴重挑戰中國主權和領土完整，並威脅使館館舍和人員安全，已經向英國警方和外交發展部提出嚴正交涉，要求英方迅速開展調查，並切實履行《維也納外交關係公約》規定。

### 英國集會聲援在內地被拘留的 12 名港人

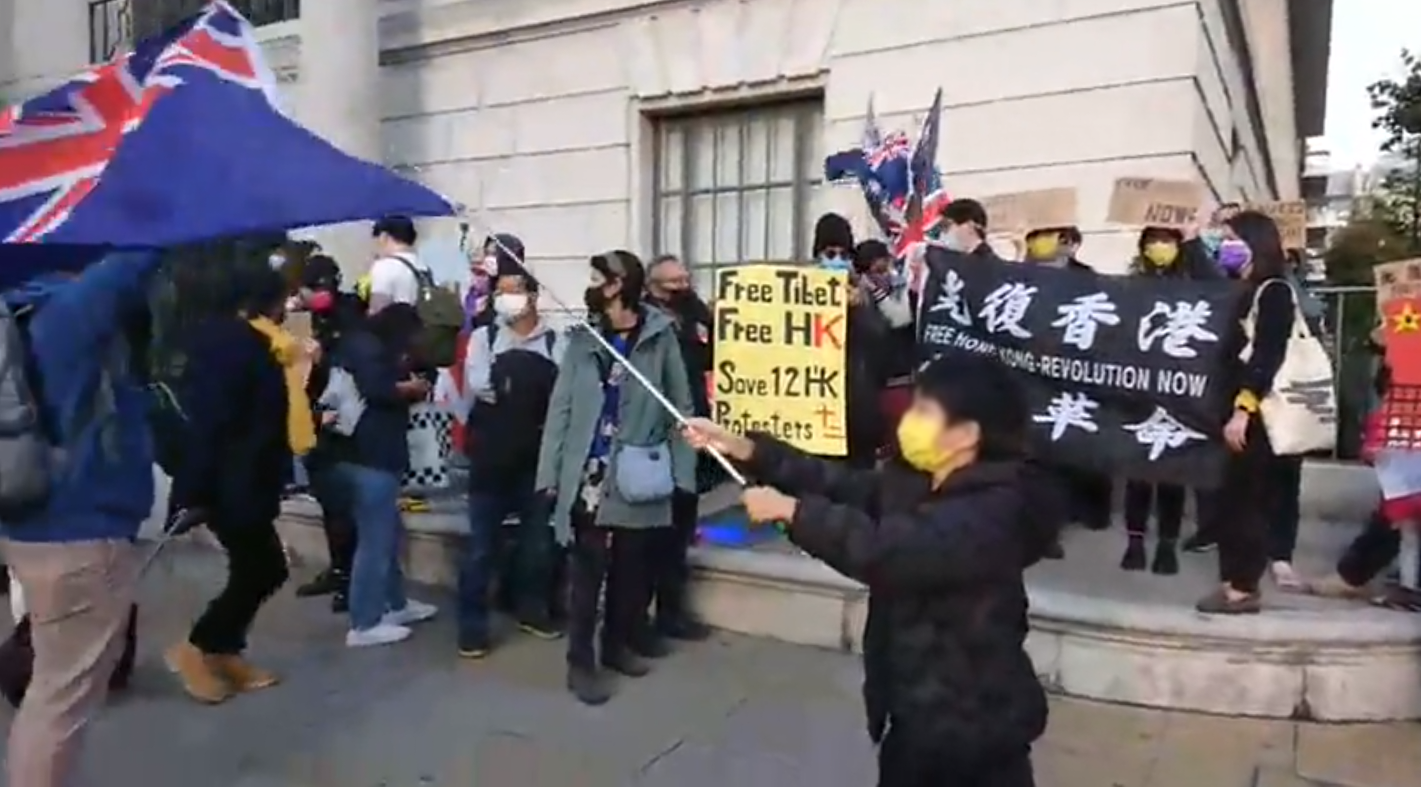
人權團體「NOW！」在英國倫敦發起的集會，有小朋友舉起港英旗

人權團體「NOW！」在英國倫敦發起聲援香港、西藏及新疆的集會，有數十人參與，有人拉起「SAVE 12 HK YOUTHS」的黑色橫額，聲援被拘留在中國的12名港人，亦有人高舉西藏獨立的標語牌。到傍晚6時，居英港人團體「暖氣軍師撐香港」在倫敦皮卡迪利圓環（Piccadilly Circus）及曼徹斯特發起中秋集會，聲援12名港人。倫敦有當地居住、工作、讀書以及「流亡」至英國的港人參與，袁彌明父親商人袁弓夷也有到場。到晚上，集會人士合唱「願榮光歸香港」後散去。

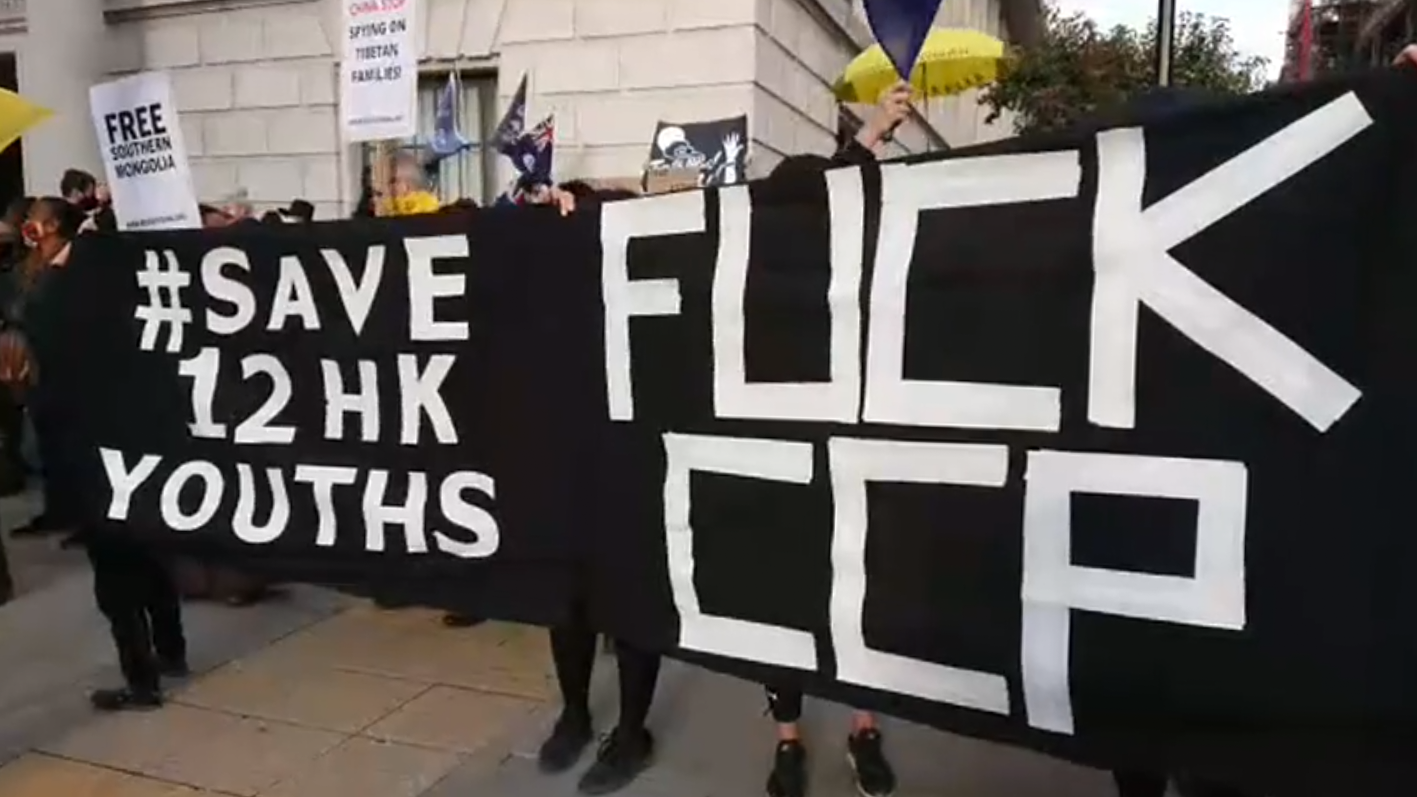
有人拉起「SAVE 12 HK YOUTHS」的黑色橫額，
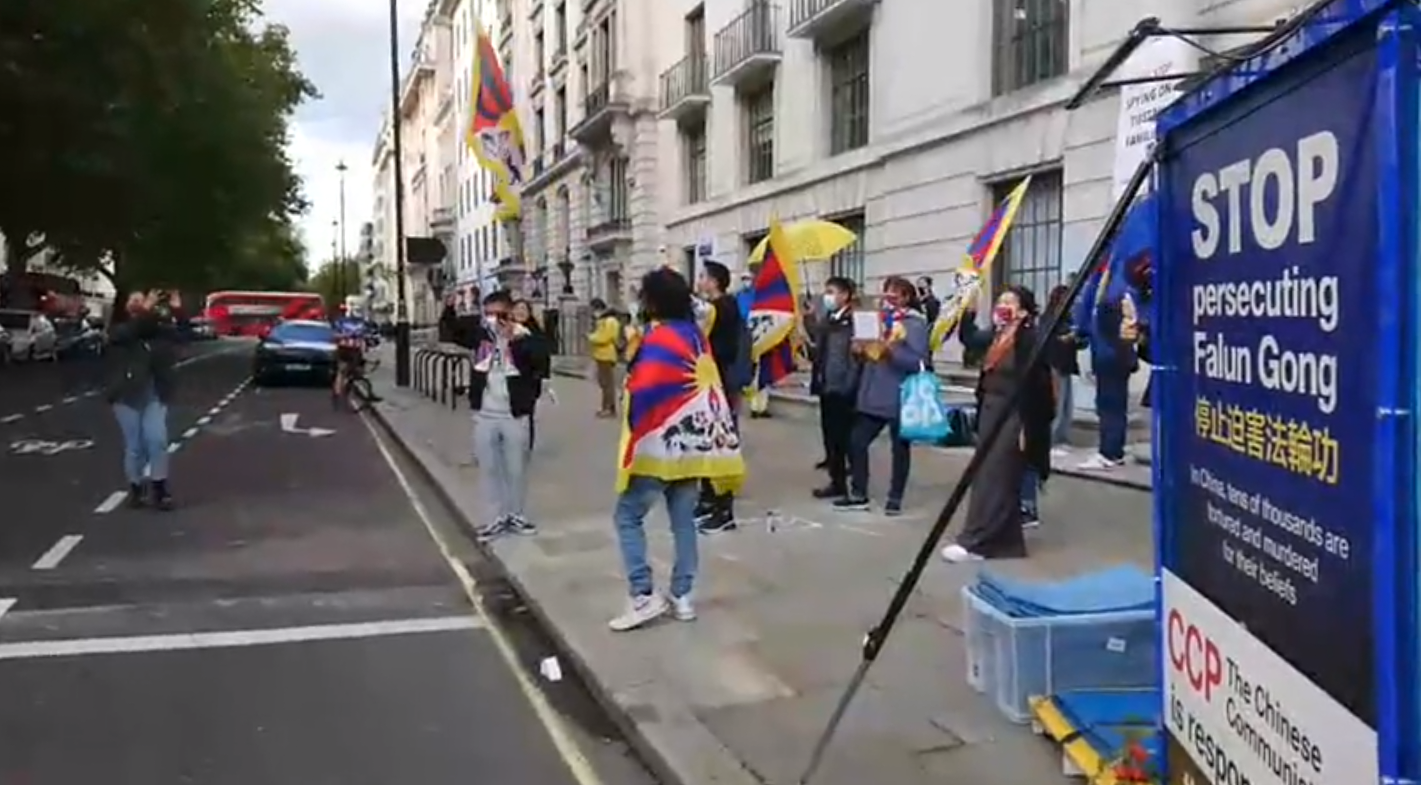
有人高舉西藏獨立的標語牌和旗
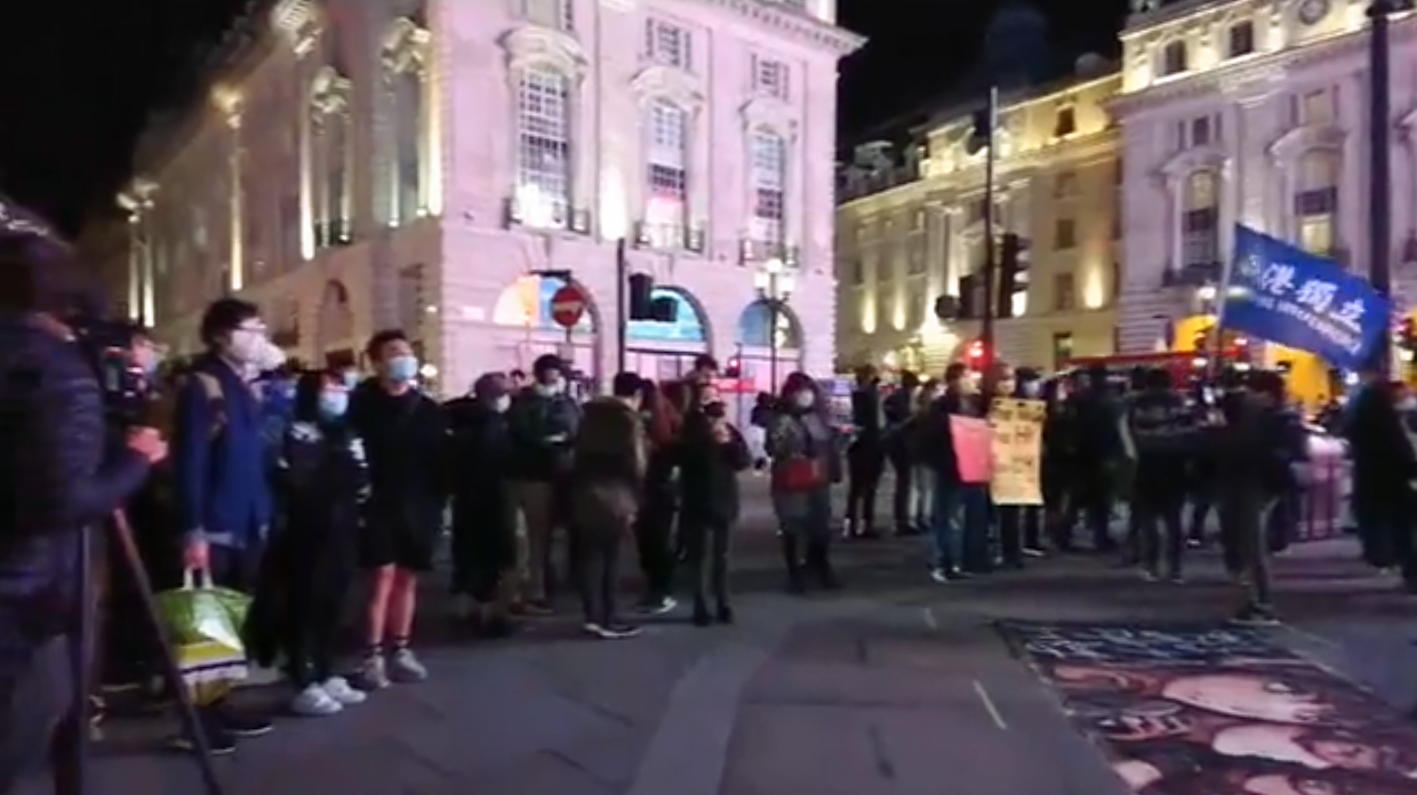
晚上在倫敦皮卡迪利圓環的中秋集會
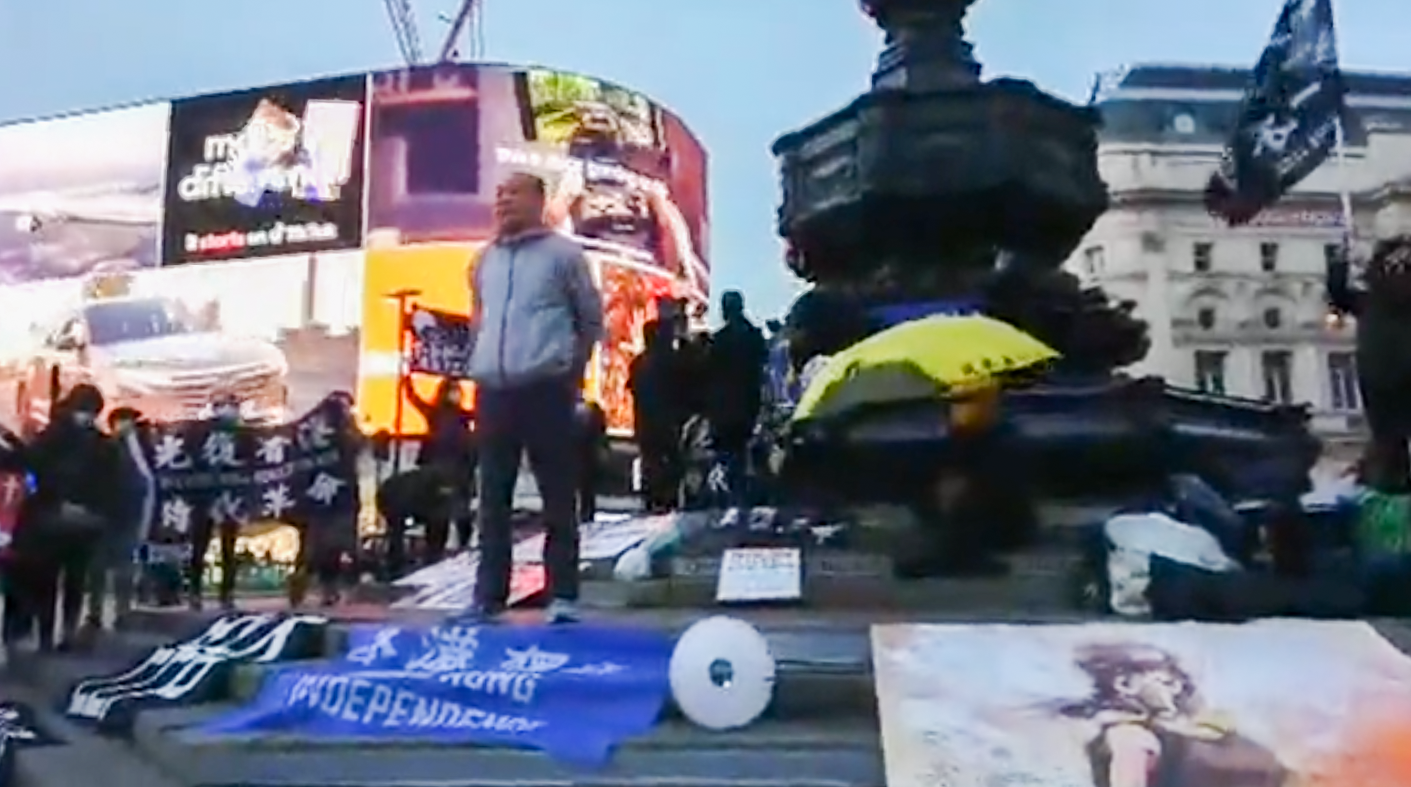
袁彌明父親商人袁弓夷到場發表講話
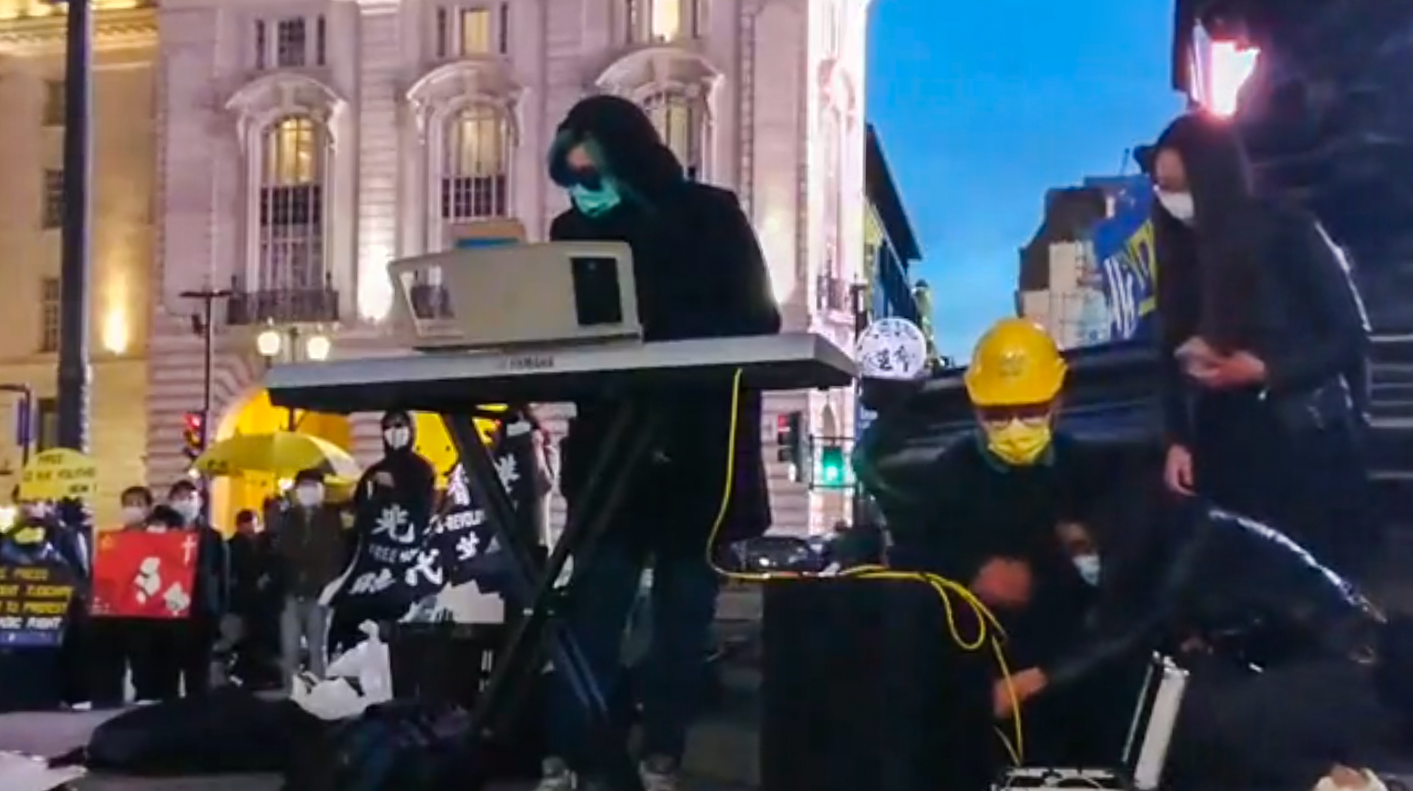
有參與人數演唱歌曲

### 男侍應被搜出銀包藏有卡片型摺刀
一名24歲男侍應在灣仔史釗域道被警員搜出銀包暗格內藏有一把卡片型摺刀，裁定公眾地方管有攻擊性武器罪罪成。2021年12月20日，粉嶺裁判法院裁判官鄧少雄形容該摺刀有相當大殺傷力，並不相信有工作用途，判處被告入獄6個月。被告不服定罪及判刑而提出上訴，到2022年7月15日，高等法院張慧玲同意上訴方指，每人使用工具習慣不同，「不能一概而論」。加上上訴人及其前僱主證供「有可能是真確」下，裁定上訴得直，撤銷定罪及判刑。

## 2日

### 反濫捕及和你睇蘋果
下午1時，「Lunch哥」David到中環國際金融中心商場外發起「反濫捕睇蘋果」，透過閱讀《蘋果日報》，無聲譴責警方濫捕。現場有至少4架警車到場戒備。而David坐在地面閱報一度被保安阻止。其後「大波Man」石房有到場與David挑機，指「未來青年，坐監就係你既出路」。David一路跟隨「大波Man」至香港站大堂，其後離去。

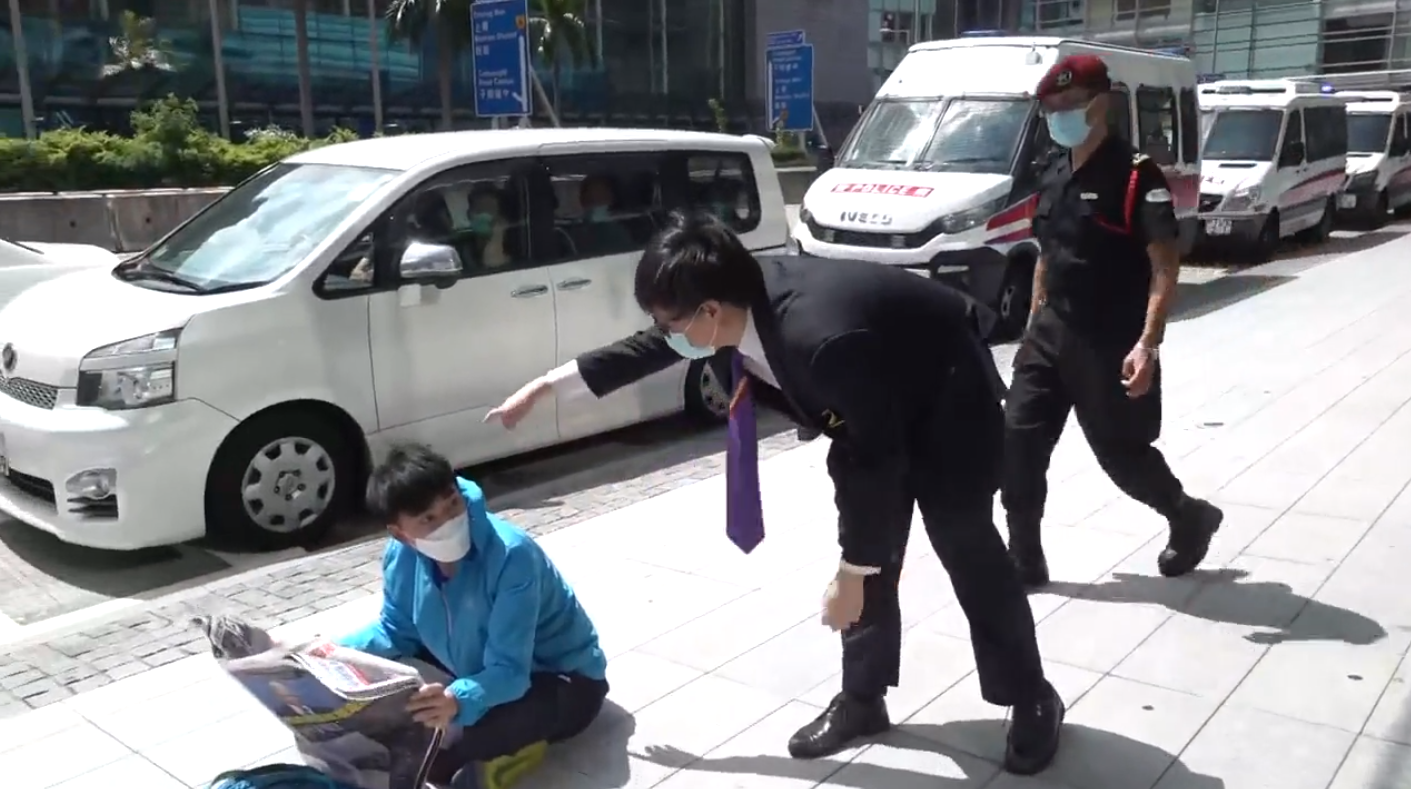
David坐在地面閱報期間，一度被國際金融中心商場保安阻止
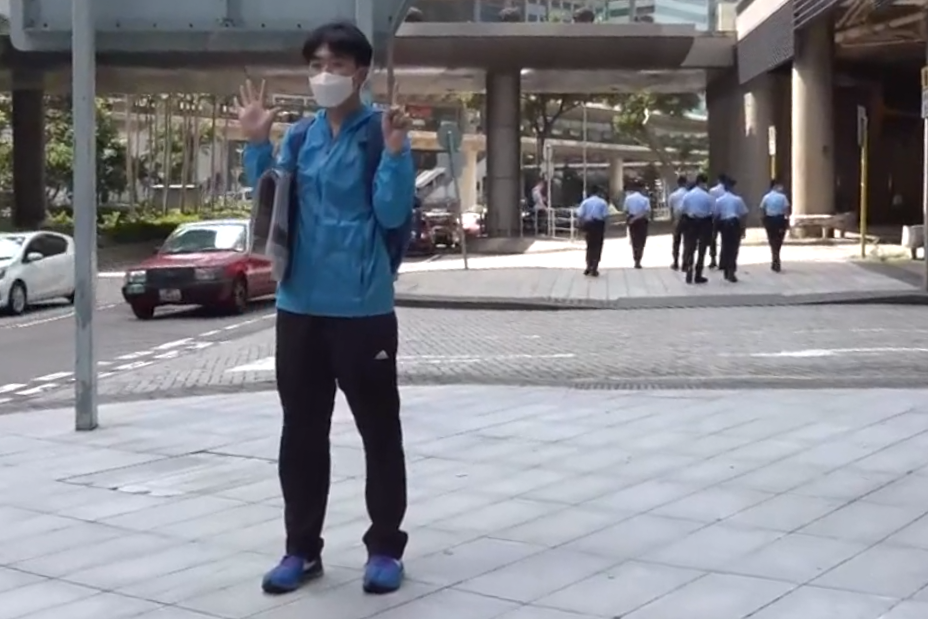
David舉起「五一」手勢
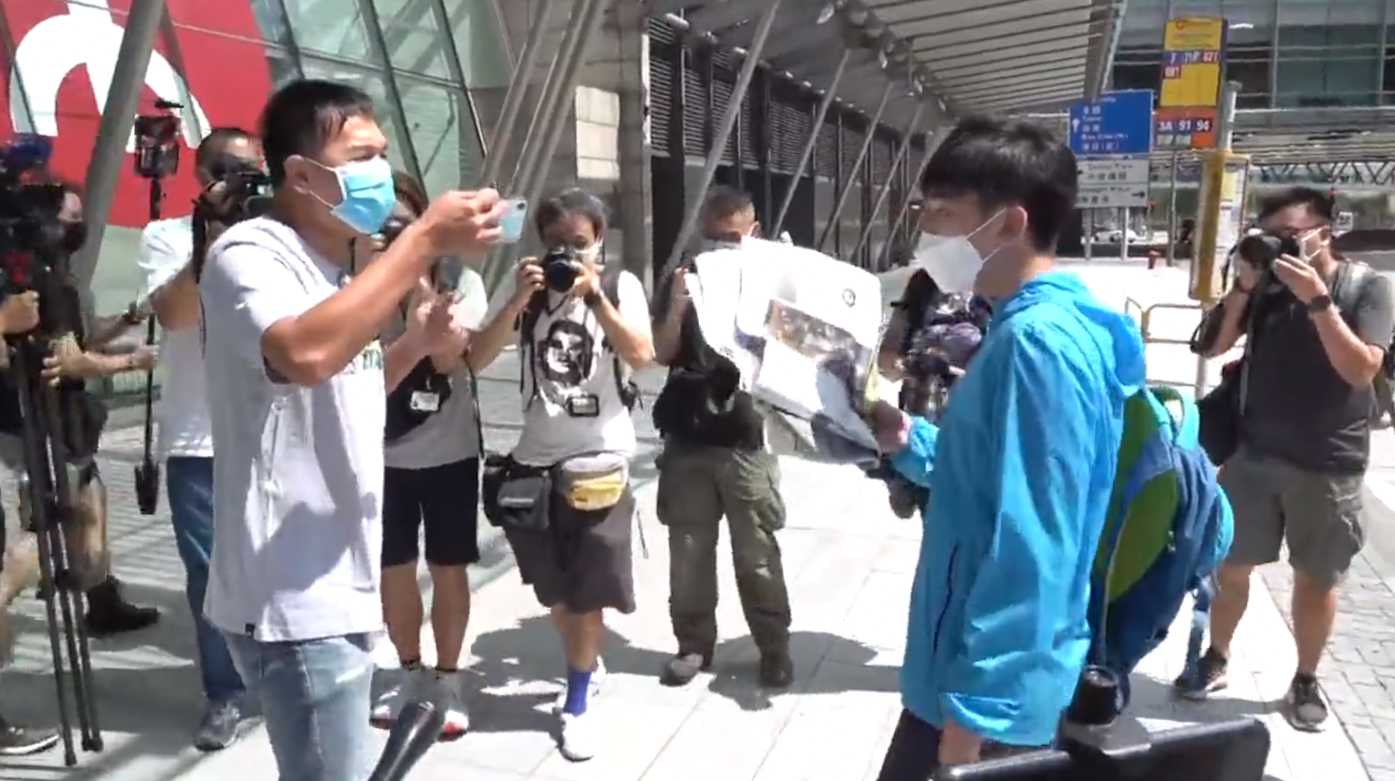
「大波Man」石房有到場與David挑機

## 3日

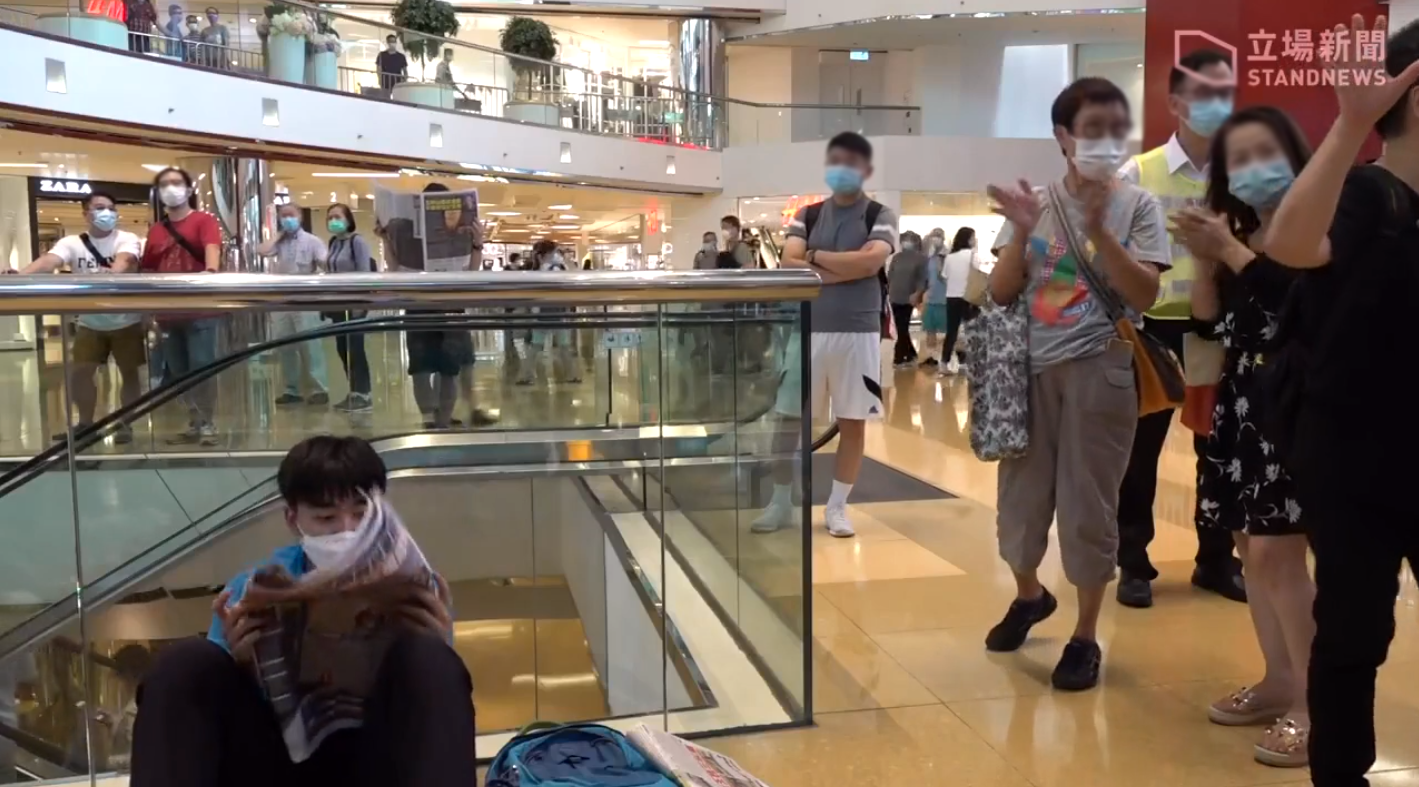
「LUNCH 哥」David在太古城中心，坐在地下看報紙，周邊有同路人和應

### 美国国务院谴责香港警方执法行动 特區政府及外交部驻港公署嚴詞駁斥
美国国务院就10月1日在香港发生的示威活动的警方执法行动表态，指出“对香港警方的任意逮捕感到愤慨”。声明说，这些逮捕再度凸显了北京完全背离其维护“一国两制”的承诺。美国国务院发言人奥特加斯在官网上发布声明说，稳定和繁荣的香港有赖于尊重集会、言论自由和其他基本自由。香港特区政府在4日回应表示強烈不滿和反對，认为警方的拘捕行動完全合法和必須，以維持社會秩序和保障香港市民的生命財產。声明同时强调，美國高級官員持續持雙重標準對香港的執法行動作出不負責任的評論，着實令人遺憾。外交部驻港公署发言人发表声明表示强烈不满和坚决反对，要求美方立即停止打着人权、法治幌子插手干预香港事务。

### 「Lunch哥」多區和你睇《蘋果》
「Lunch哥」David到先後到中環，太古城中心及觀塘APM商場繼續「和你睇《蘋果》」，太古城中心有多名保安一度要求他停止活動，並指他的坐姿阻礙途人。其後有數人在商場不同樓層閱讀《蘋果日報》，以作響應。活動期間一名年輕男子指David不尊重其他抗爭者，而David未有正面回應。下午3時許，他到觀塘APM繼續「和你睇《蘋果》」，吸引數十人圍觀並合唱反修例歌曲《願榮光歸香港》。

### 東京撐香港遊行

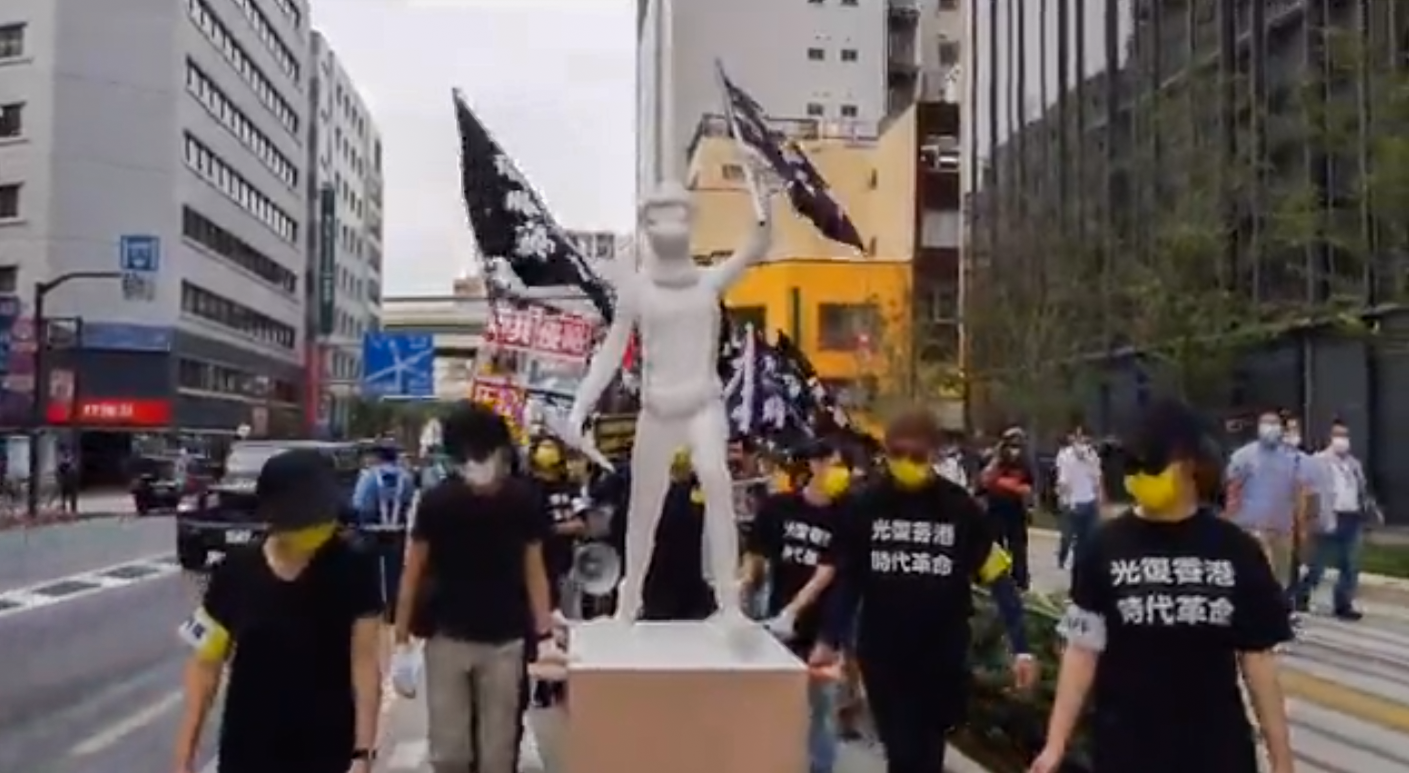
第一場在東京池袋的遊行，隊頭展示「反修例運動」民主女神雕像

下午，一批日本人和在日港僑，聯同當地西藏、維吾爾、蒙古等民族，在東京發起兩場「中華人民共和國建國 71 周年聯合遊行」，希望能表達向中共政策說不。首場遊行在池袋舉行，有過百人參加。參加人士隊頭展示「反修例運動」民主女神雕像，並穿上「光復香港 時代革命」的黑色衣服和揮舞相關旗幟。遊行吸引不少市民圍觀。到傍晚的遊行在新宿水之廣場集合，主辦單位宣布有約350人參加。

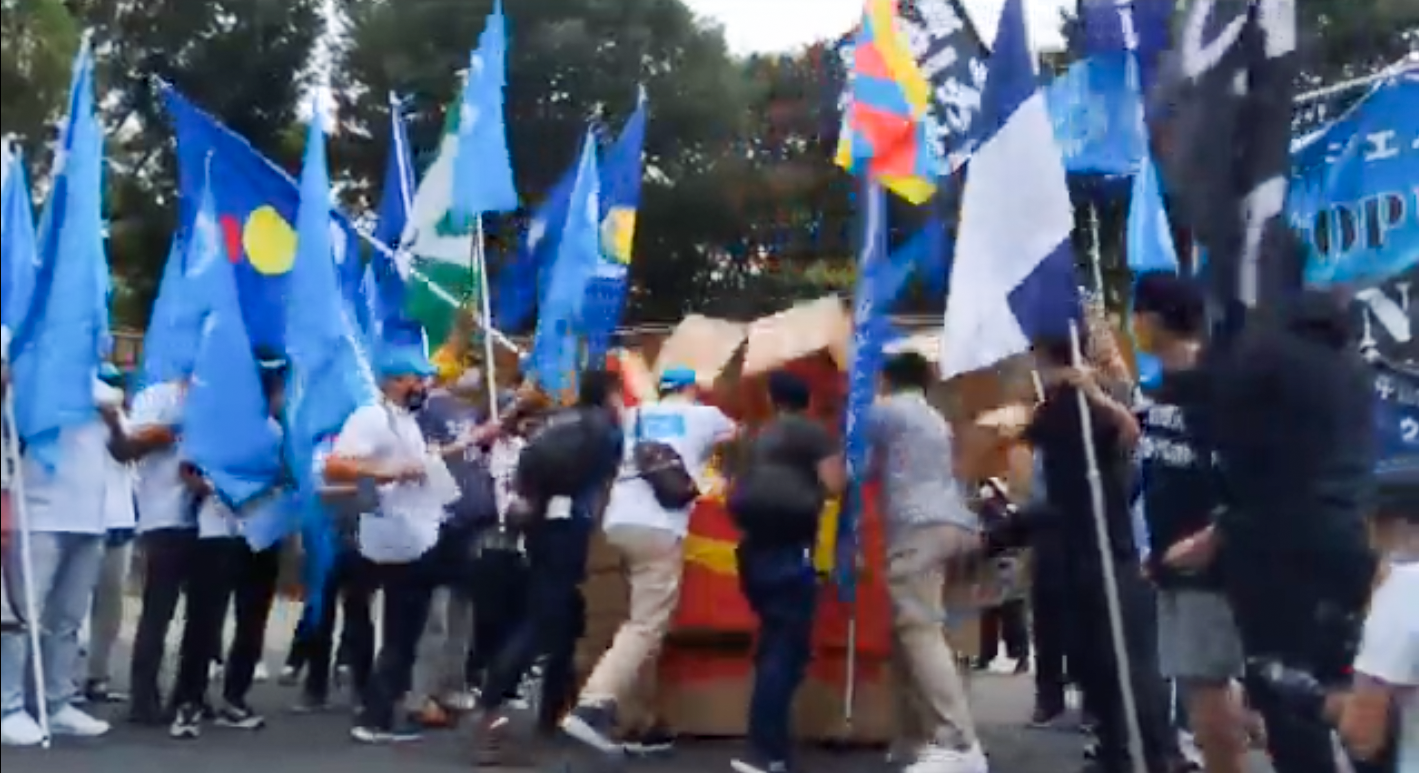
示威者推倒畫了中共標誌的紙皮箱
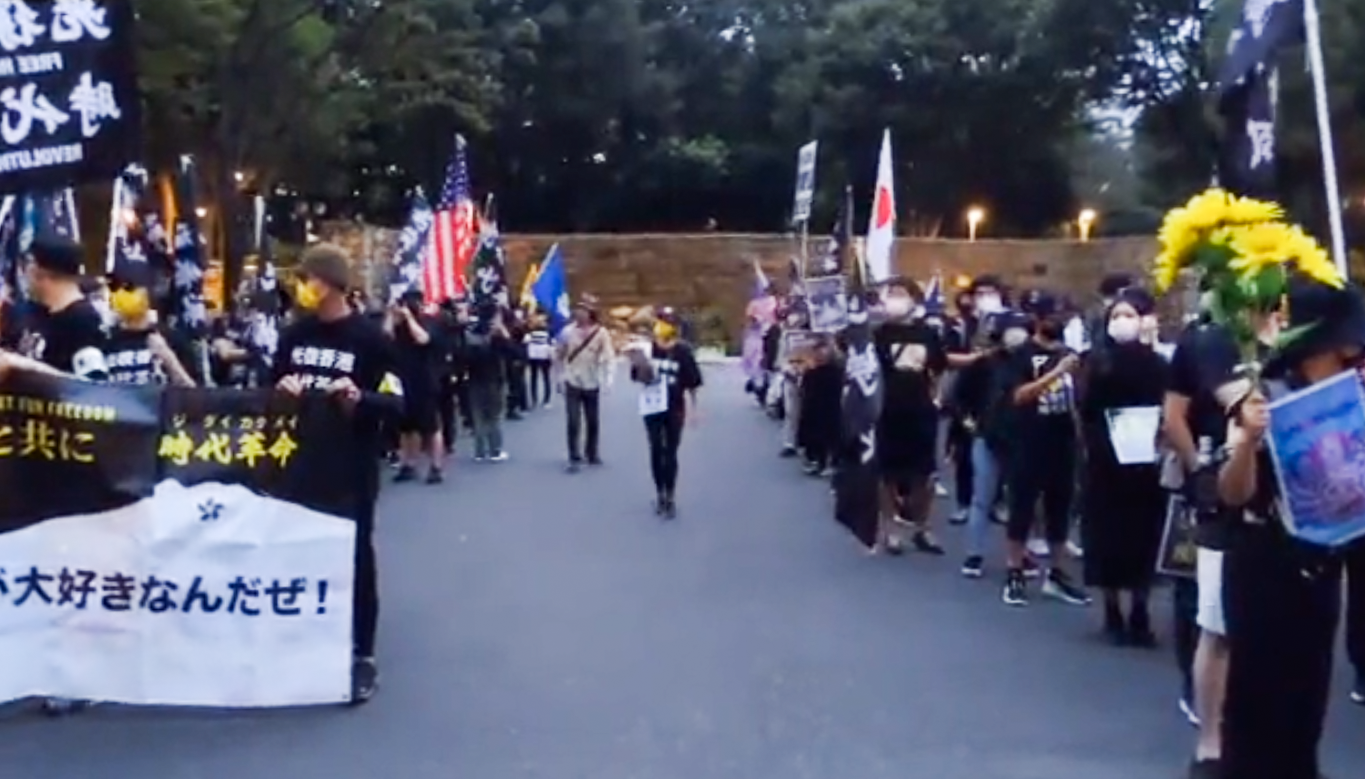
傍晚的遊行在新宿水之廣場集合
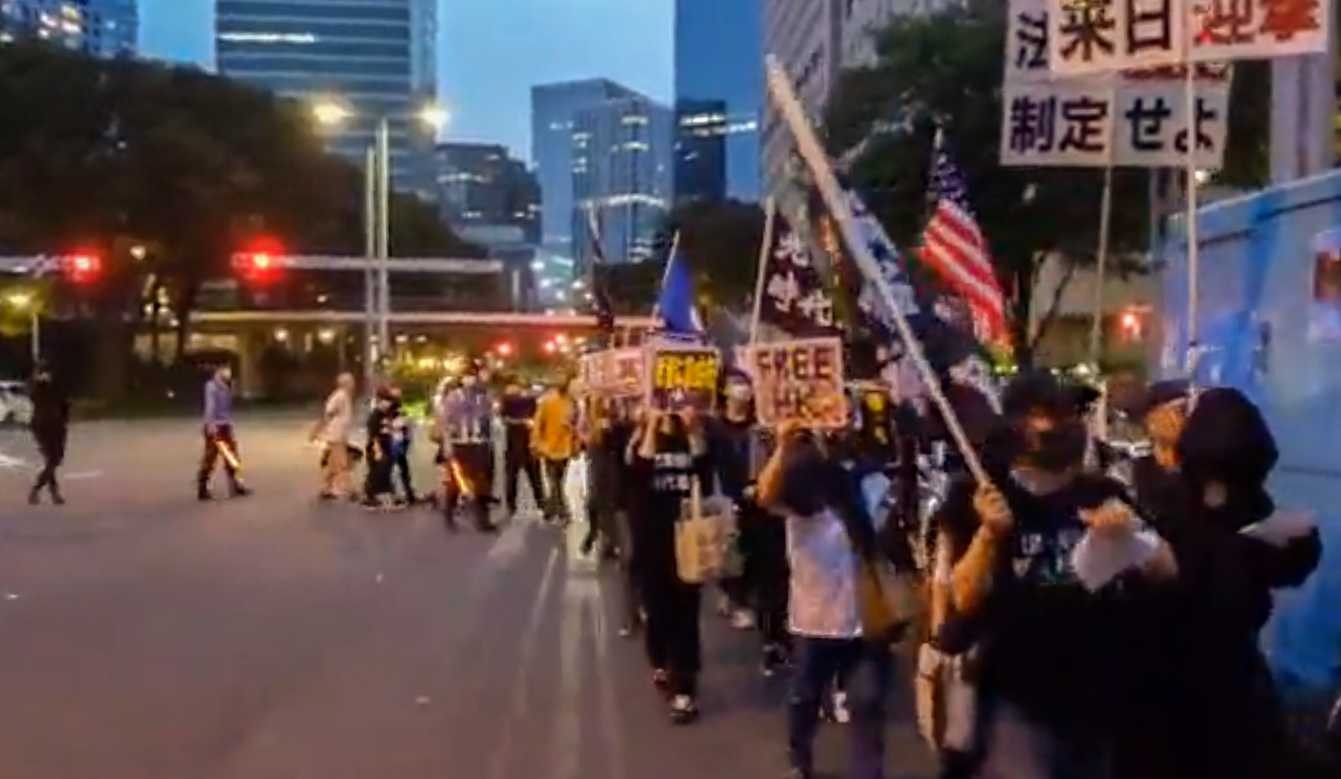
晚上在新宿的遊行
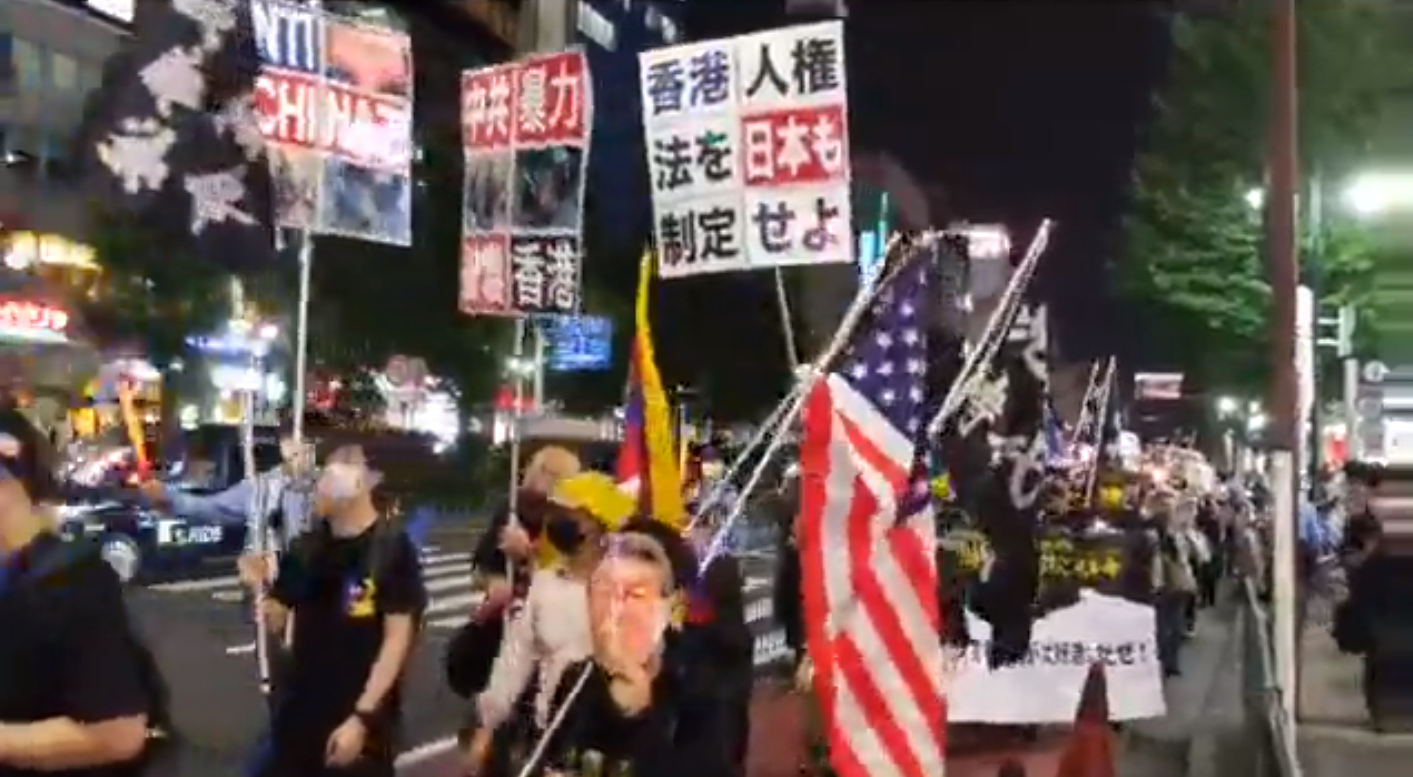
示威者展示多個標語

## 4日

### 「Lunch哥」和你睇《蘋果》 晚上被帶走

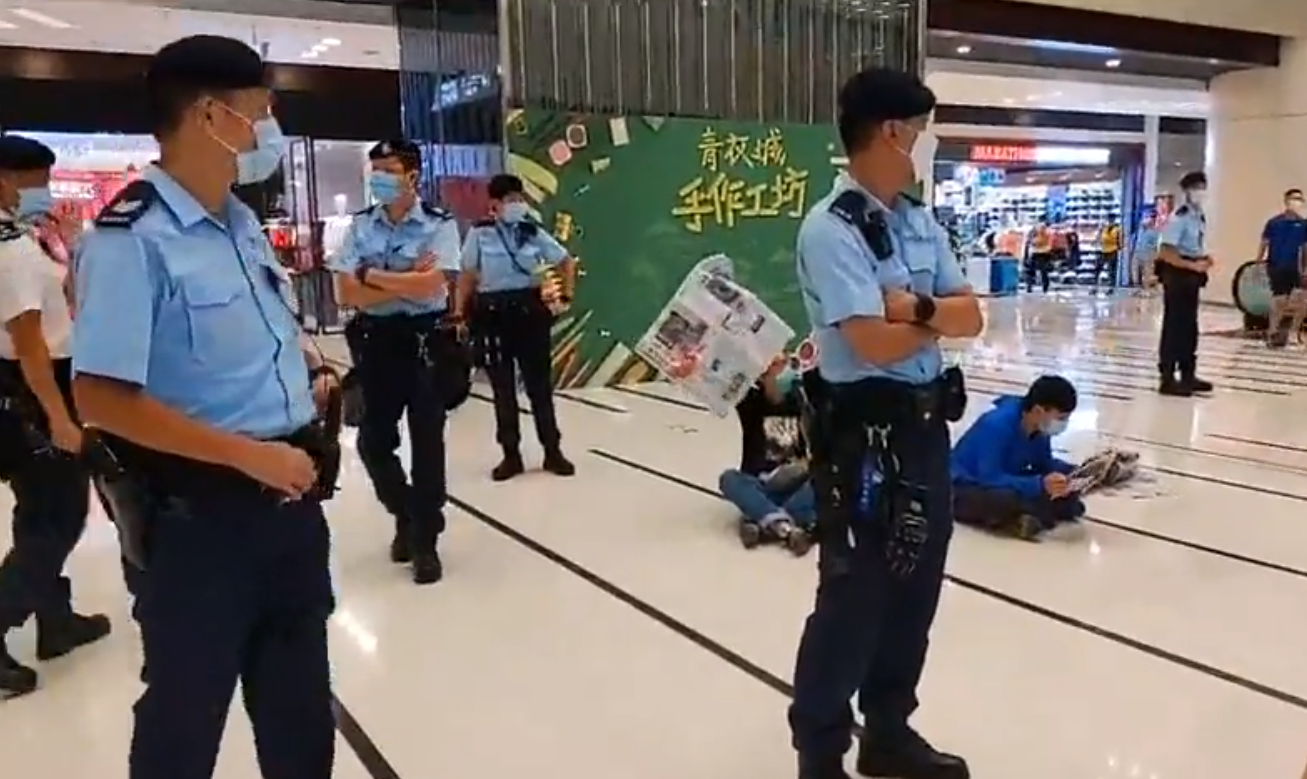
晚上，多名機動部隊警員在青衣城商場包圍「Lunch哥」David與朋友Alex

「Lunch哥」David與朋友Alex到旺角警署門外讀報，活動開始約一分鐘，6名警員走岀門口，稱他們堵塞報案室的出入口，要求他們離開。之後改為在警署外，坐在地上閱讀《蘋果日報》及《大公報》。其後步行往花墟繞警察體育遊樂會一圈，其間被一名黑衣男以粗口指罵。他向記者透露因穿着校服參與示威活動，而被學校認為「使學校陷於政治漩渦」，判處停課兩日。不過校方沒有聯絡他，未知是否繼續被要求停課。
到晚上，二人坐在青衣城中庭地上閱讀報紙，期間有3名黑衣男子指罵David。其後有警員走入商場，指兩人行為引來人群圍觀及叫罵，破壞社會安寧。其後有至少10名警員到場包圍他們，並進行搜身截查。警員開咪警告現場逗留的人士不離開的話，會發出限聚令告票。
而David 表示會起行到青衣警署投訴其中一名警員。但到晚上在7時許，多名警員第二次走入商場，之後將David帶回警署。

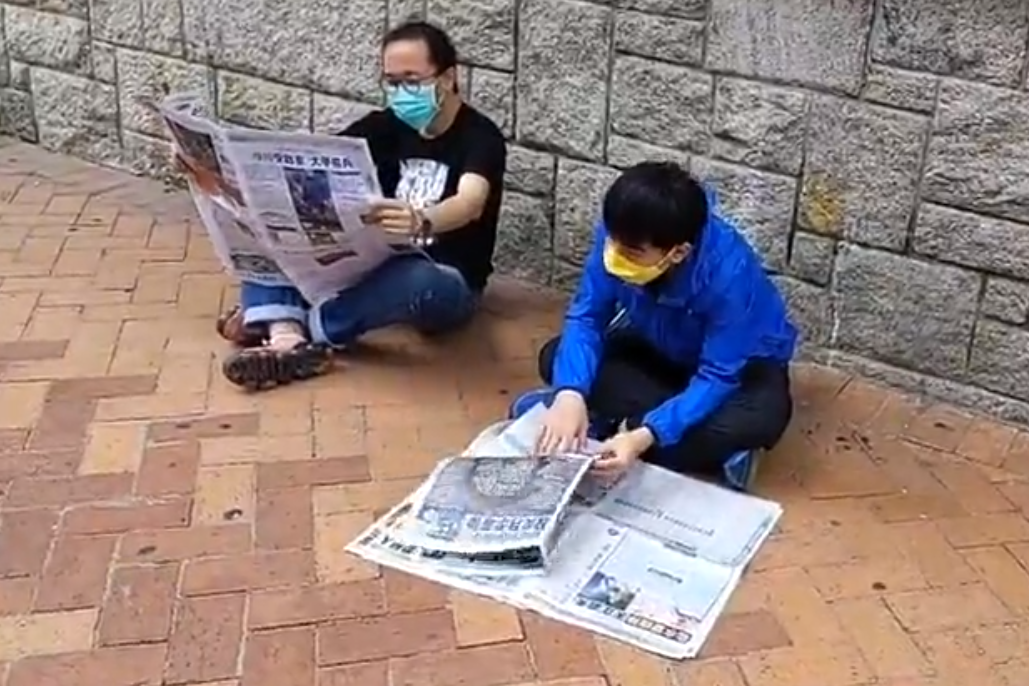
David與朋友Alex在旺角警署門外讀報
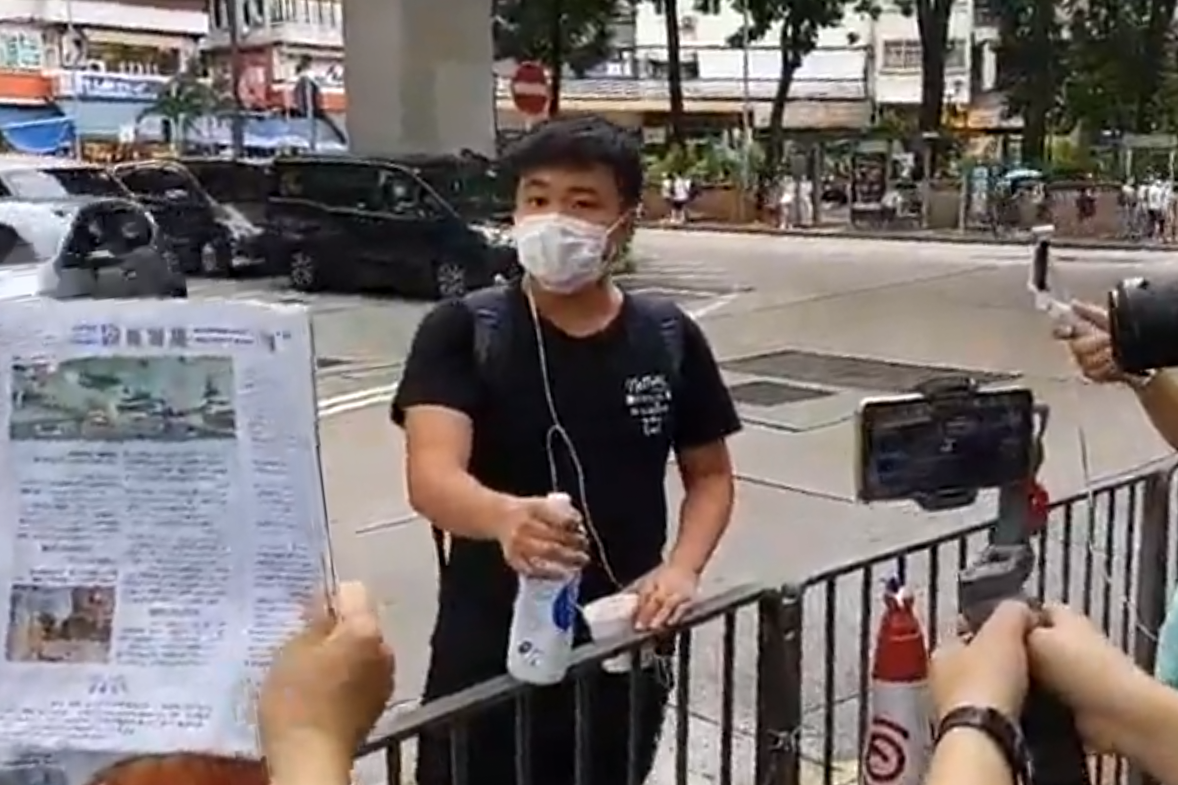
一名黑衣男在旺角警署附近，以粗口指罵David
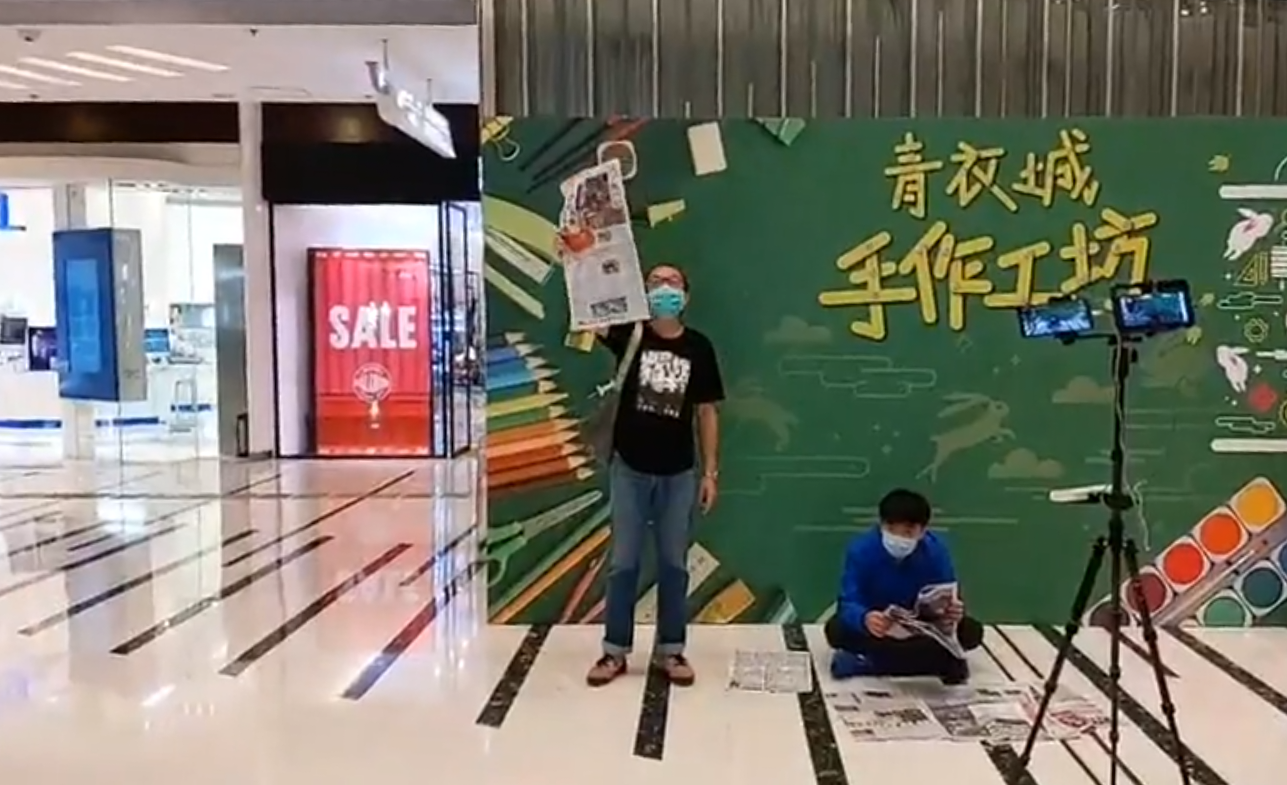
晚上，David與朋友Alex在青衣城商場中庭，坐在地上讀報
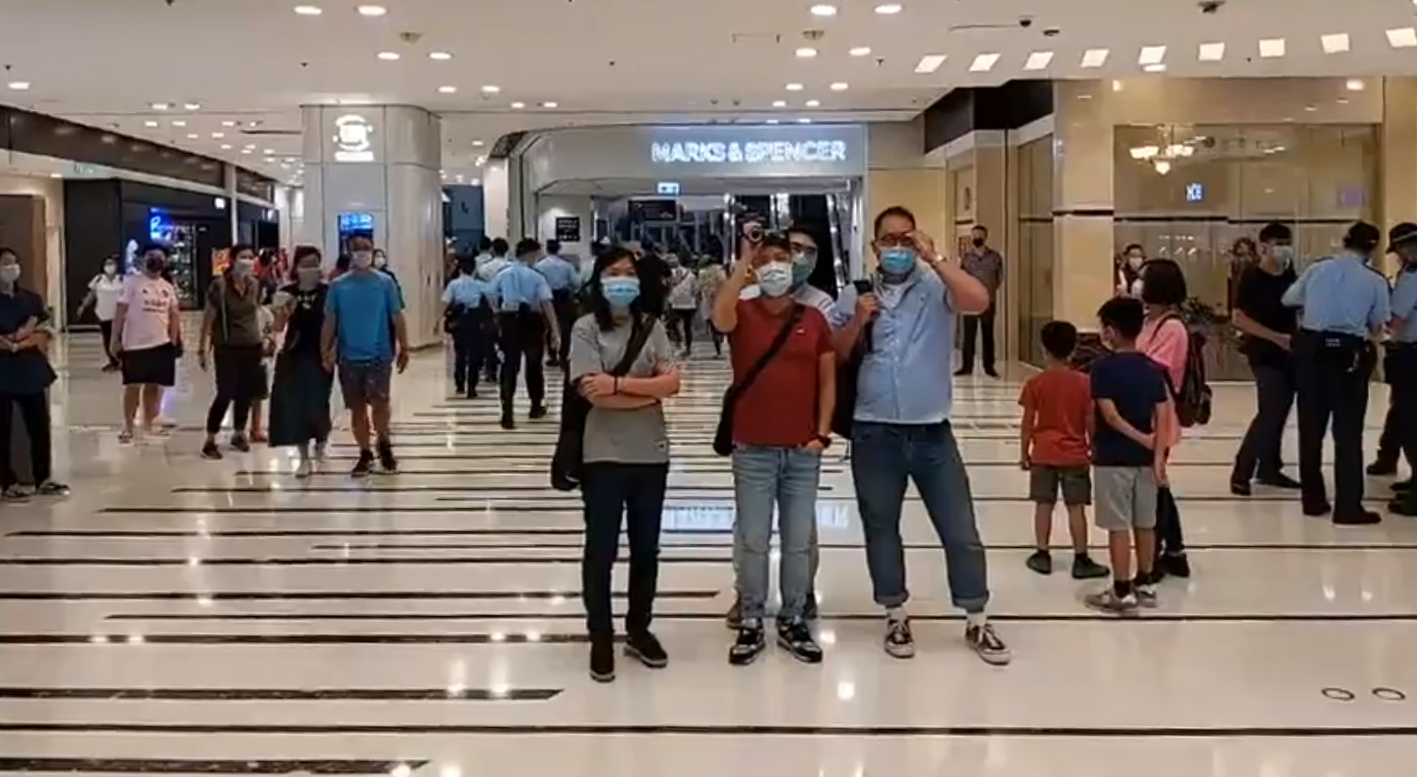
3名便衣警員在商場內攝錄記者和參與人士

## 8日

### 12名港人部份家屬和朱凱廸黃之鋒等人到飛行服務隊抗議

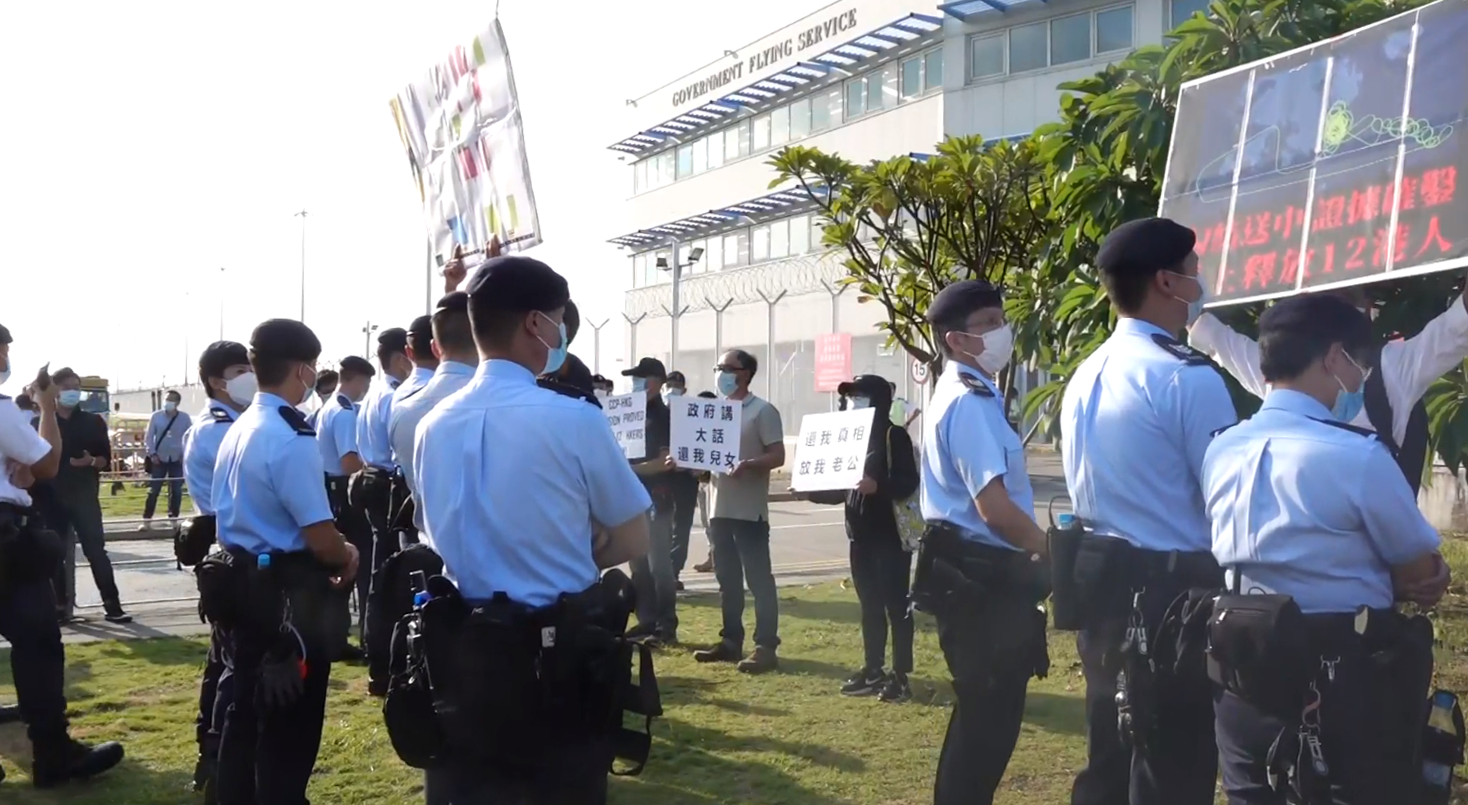
10月8日，12名港人部份家屬，與及協助他們的朱凱廸、鄒家成、岑敖暉以及黃之鋒，到赤鱲角的政府飛行服務隊總部抗議，警員拉起封鎖線，最後有8人被票控違反「限聚令」

下午3時45分，12名港人部份家屬，與及協助他們的朱凱廸、鄒家成、岑敖暉以及黃之鋒，到赤鱲角的政府飛行服務隊總部抗議，要求當局公開相關的出勤記錄，交代拘捕過程，以及立即釋放12人。到下午4時，記者會開始前，大批警員立即到場拉起封鎖線包圍多人，指他們違反「限聚令」，拉起封鎖線調查隨身物品。而家長叫「還我真相」、「政府講大話」等口號。最後有8人被警員票控。

### 周梓樂逝世11個月紀念

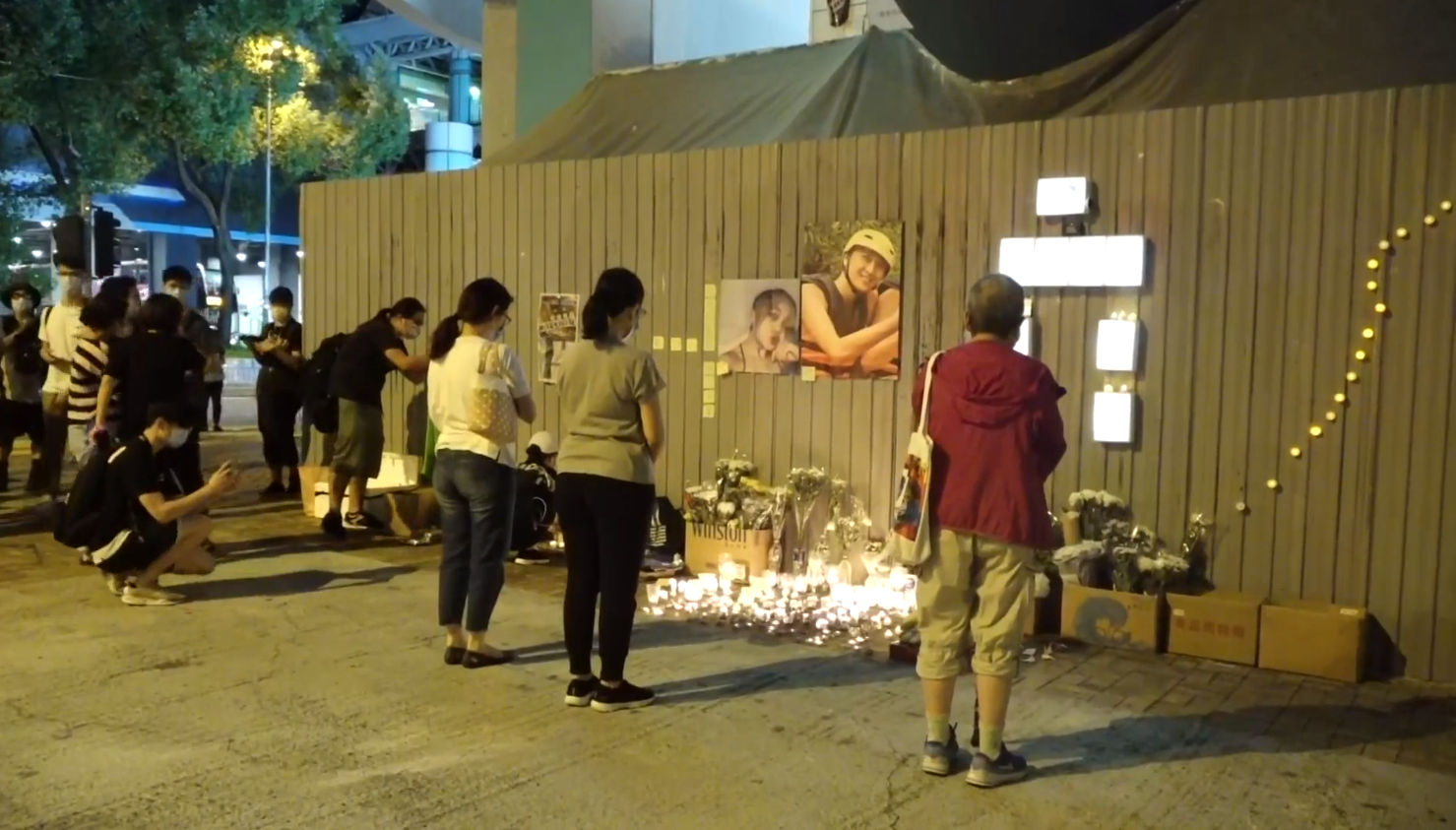
晚上8時許，市民到將軍澳尚德停車場外悼念

晚上近8時，陸續有市民到將軍澳尚德停車場外悼念。警員向祭壇負責人表示，需於8時半前收拾物品並離開現場。但到8時15分，十多名警員突然在現場拉起封鎖線戒備並要求收拾物品，期間亦不時截查市民和記者。

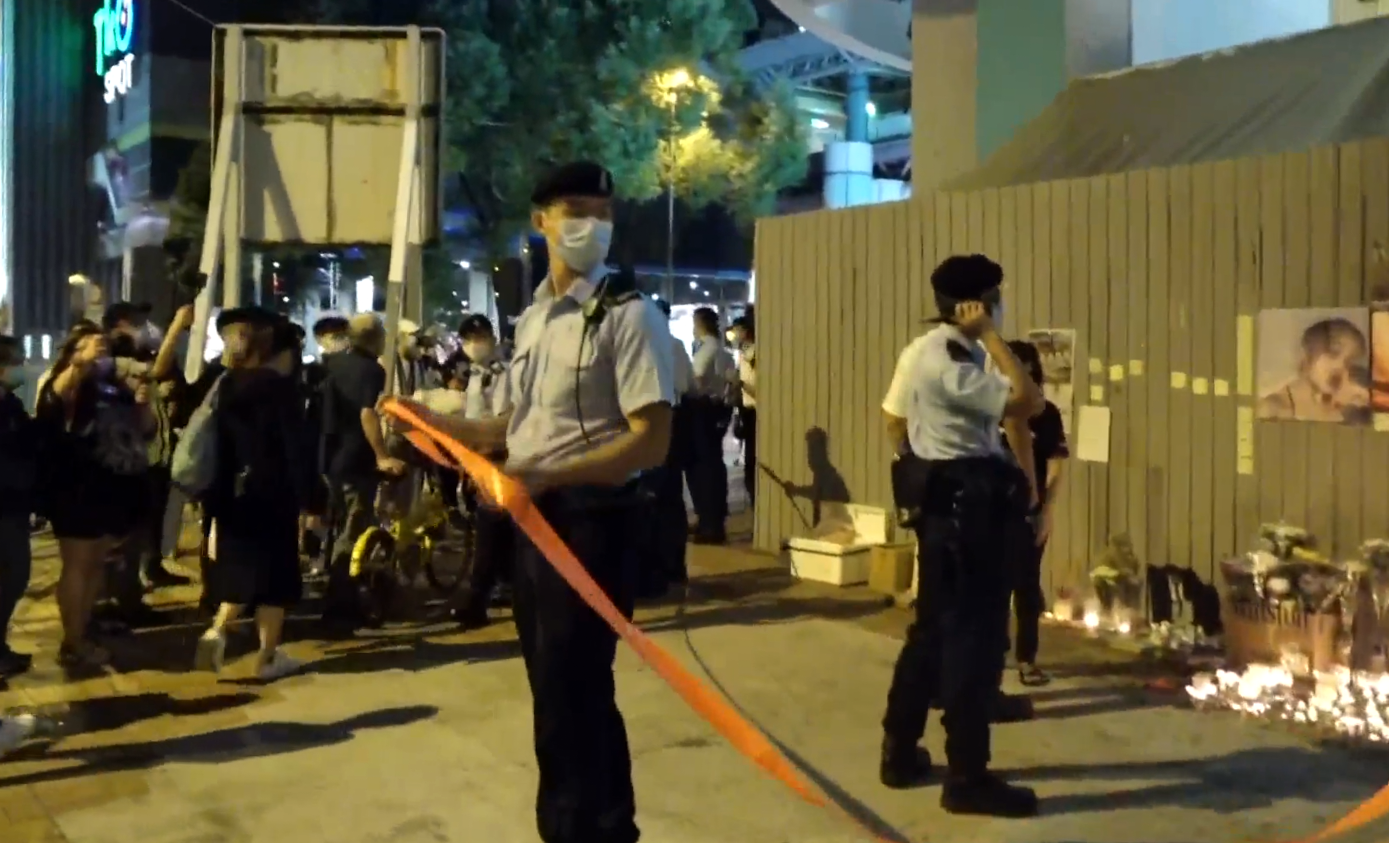
8時15分，機動部隊警員突然在現場拉起封鎖線，要求祭壇負責人收拾物品
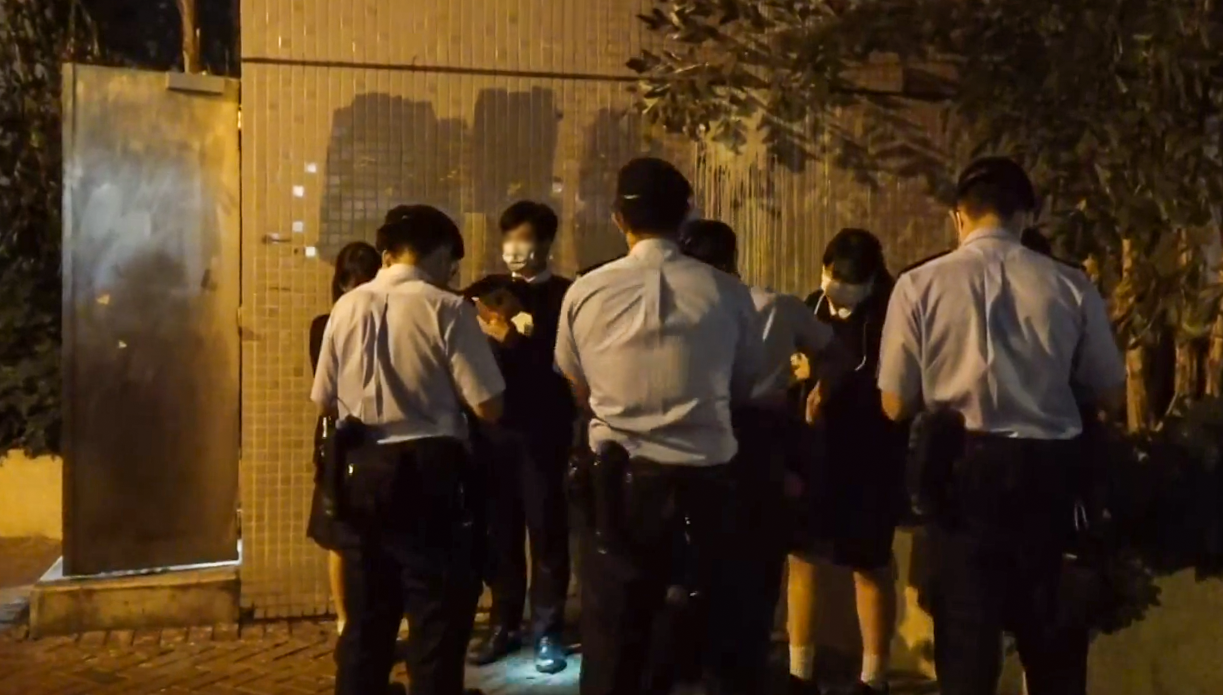
有路過的中學生被多名警員截查
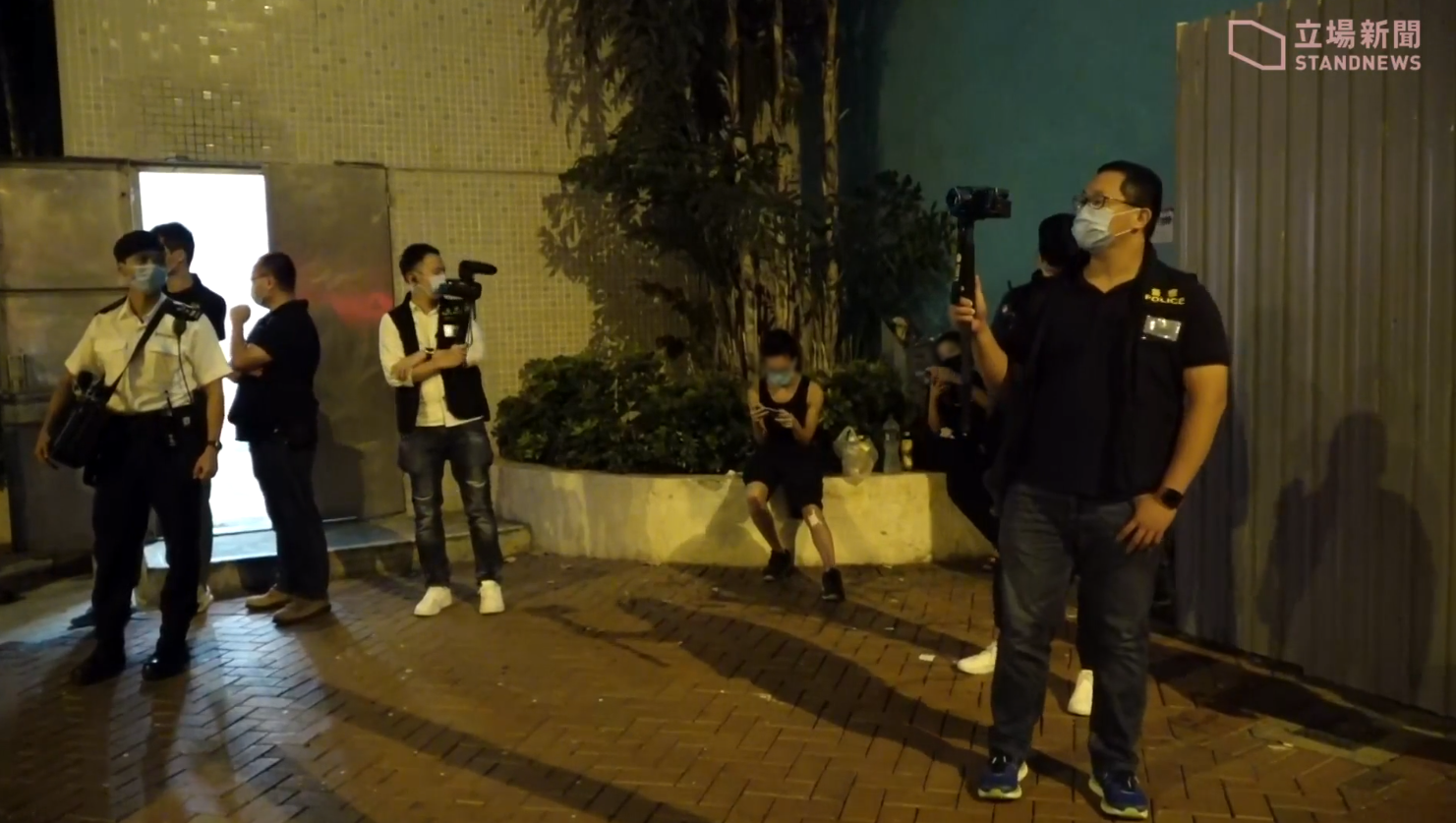
警員用攝錄機拍攝在場的記者和市民
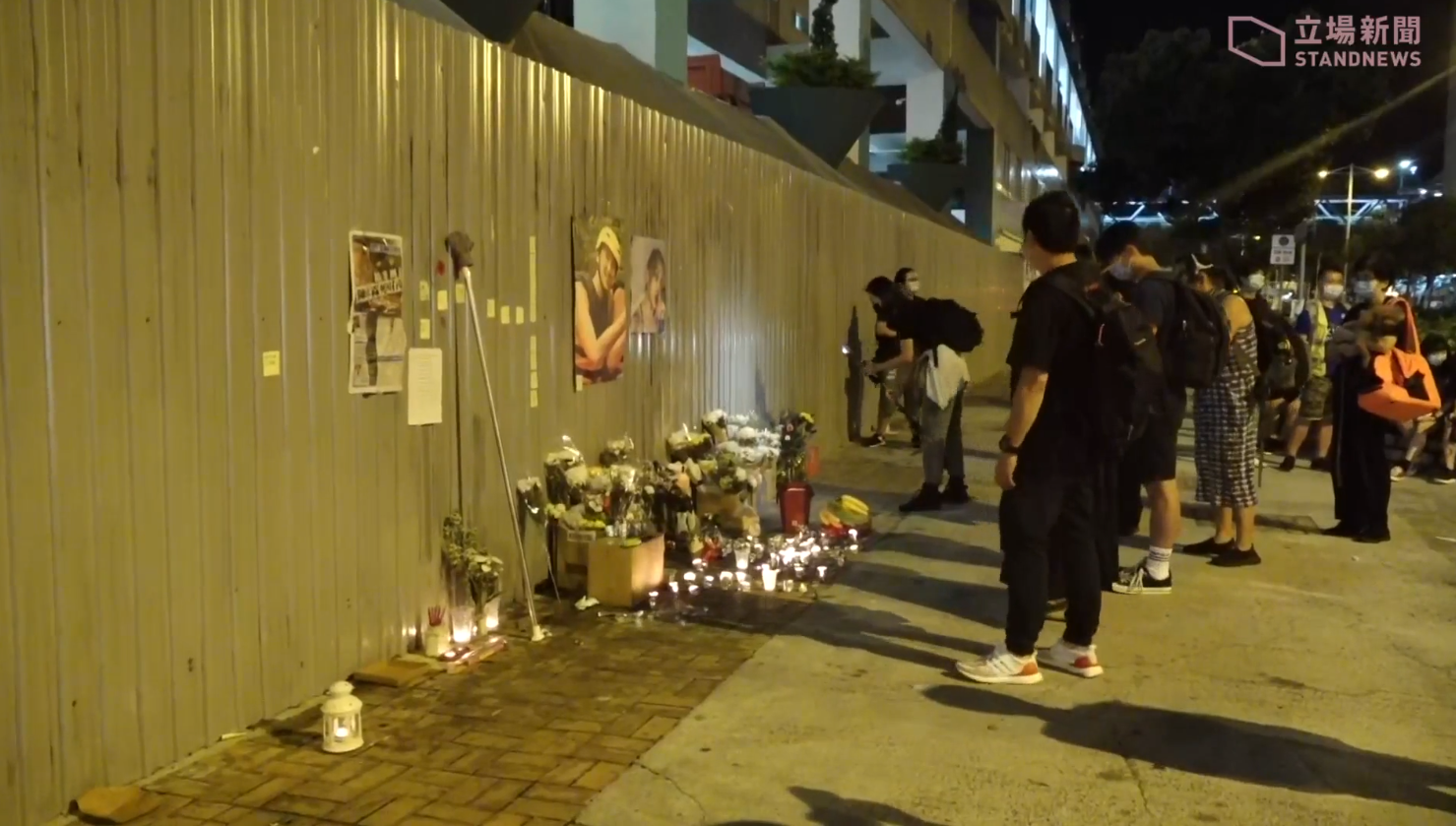
晚上10時後，祭壇再次擺放物品

## 10日至11日

### 全民感謝日
近2,000家黃店發起自救行動，舉行一連兩天的「10.10全民感謝日」大推小店優惠。感謝日團隊亦已經印製了 10 萬張文宣卡，呼籲市民繼續留意「12港人被扣鹽田事件」。旺角不少黃店外都大排長龍。
全民感謝日發言人Toby（化名）向《蘋果日報》表示，當著名的瓏門冰室都不敵市道差宣告關舖，認為已默示著民間小店所面對的壓力，團隊希望借今次活動提醒港人緊握初心，以消費選擇未來。

### 學生組織「賢學思政」街站

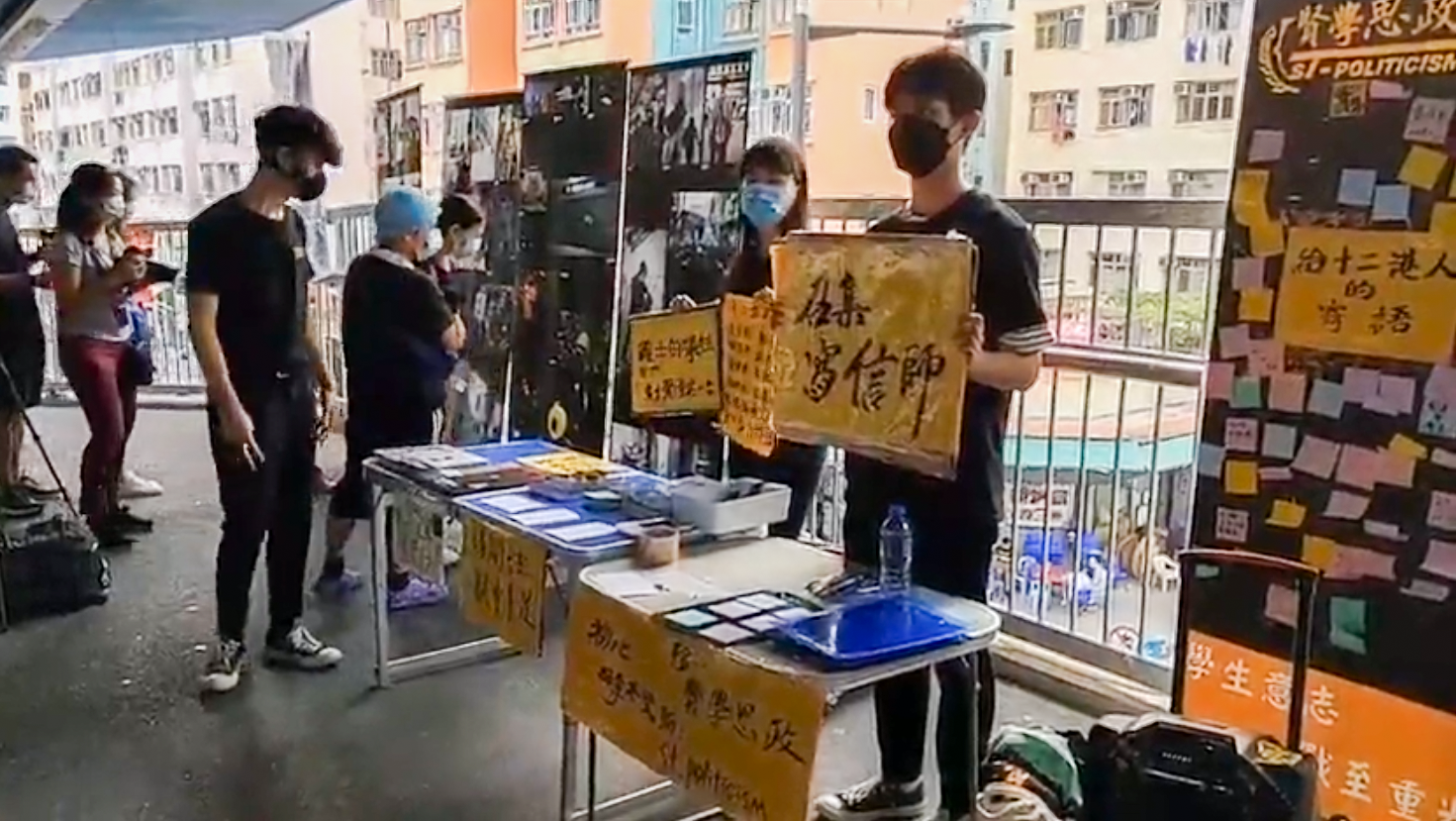
10月11日下午3時，學生組織「賢學思政」聯同地區組織「天水連線」在西鐵朗屏站外的天橋舉行街站

10月10日下午時學生組織「賢學思政」在銅鑼灣東角道開設街站，舉行「初心──四季不變」抗爭攝影展，展出多幅反修例運動期間的相片。大批警員收到投訴，指展品「鼓吹暴力」，一度拉起橙帶圍封並截查成員。最終提早20分鐘結束。賢學思政召集人王逸戰認為警方指控街站鼓吹暴力是白色恐怖。
10月11日下午3時，學生組織「賢學思政」與地區組織「天水連線」聯合在西鐵朗屏站外的天橋舉行街站，展出多幅反修例運動相片，並呼籲公眾關注被送中的12港人情況。約10名軍裝警員在場戒備，之後截查街站成員和記者，並全面檢視和拍照記錄街站物品。而不少市民到場書寫心意卡。

## 12日

### 「本土民主前線」成員鍾雪瑩提堂
在12港人被內地拘捕事件中另外被捕的「本土民主前線」成員鍾雪瑩，涉及2019年12月20日大埔遇警截查開槍案，她被控「無牌管有槍械或彈藥」罪，於粉嶺裁判法院提堂，暫毋須答辯，不得保釋，還柙至12月21日再訊。

## 13日
在審理反修例示威相關案件時，曾多次抨擊警方供詞誇大、不可信的西九龍法院裁判官林子勤，11月2日起調往淫褻物品審裁處工作。代表短期內不會處理示威案件。
司法機構回覆查詢表示，林子勤將於今年11月2日起調任淫褻物品審裁處主審裁判官，該職位同屬裁判官職級；在現行安排下，西九龍裁判法院主任裁判官可因應運作需要，安排出任淫褻物品審裁處主審裁判官審理部分裁判法院的審訊。
司法機構重申，按照司法人手調配的慣常安排，裁判官會因應運作需要，不時調任各裁判法院或同等級別的專責法庭或審裁處的不同司法職位，此安排亦為裁判官提供汲取司法經驗的機會，有關調任任期因應運作需要而各有不同。

## 14日
中共中央總書記習近平14日出席深圳經濟特區成立40週年的慶祝活動，他表示深圳必須全面準確貫徹「一國兩制」基本方針，促進內地與香港、澳門融合發展、相互促進。

## 15日

### 第二代「美國隊長」在太古廣場涉違國安法被捕

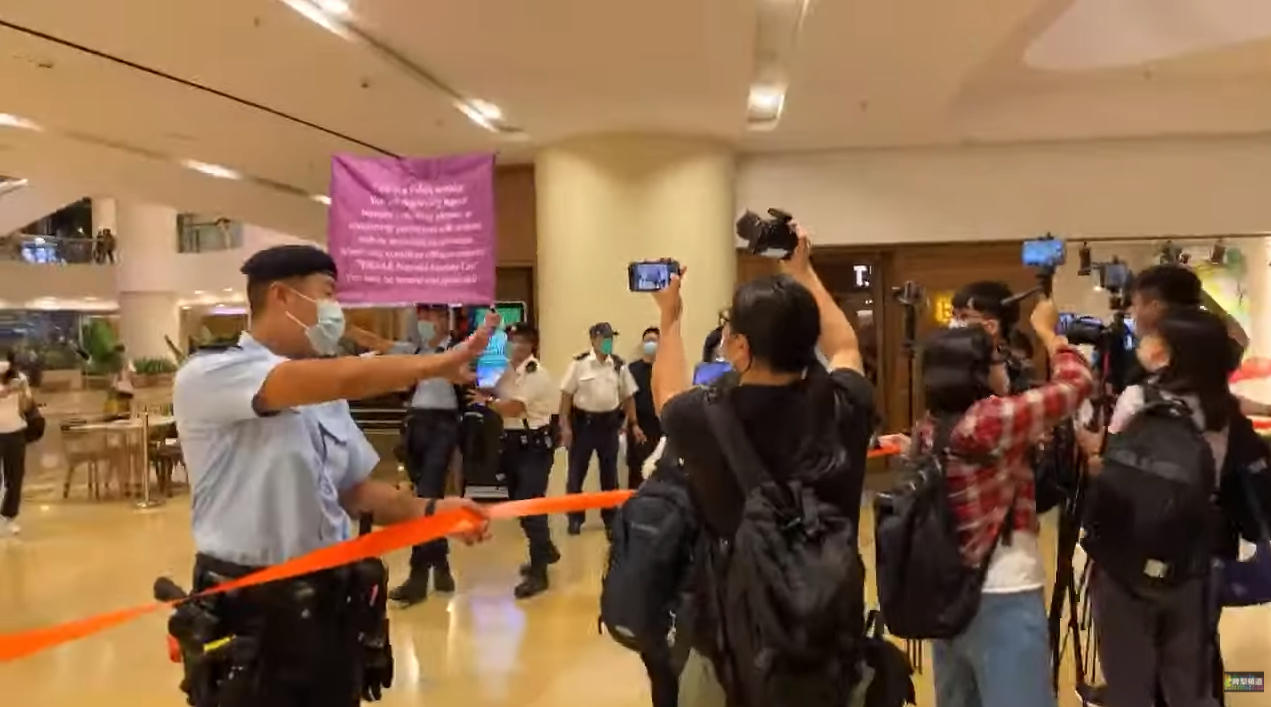
大批軍裝警員隨即走入商場拉起封鎖線包圍，以涉嫌違反《港區國安法》將「第二代美國隊長」馬先生拘捕，亦一度舉紫旗

反修例示威者梁凌杰逝世16個月，經常參與示威活動的「第二代美國隊長」馬先生獨自到金鐘太古廣場中庭，亮起手機燈高唱《願榮光歸香港》和並不斷高叫反修例口號。到晚上約7時，大批軍裝警員隨即走入商場拉起封鎖線包圍，以涉嫌違反《港區國安法》將他拘捕，警員亦一度舉紫旗，警告在場人士涉嫌違反《港區國安法》。馬先生到10月17日獲准保釋候查，須於11月中旬向警方報到。而太古廣場外有不少市民獻花悼念。

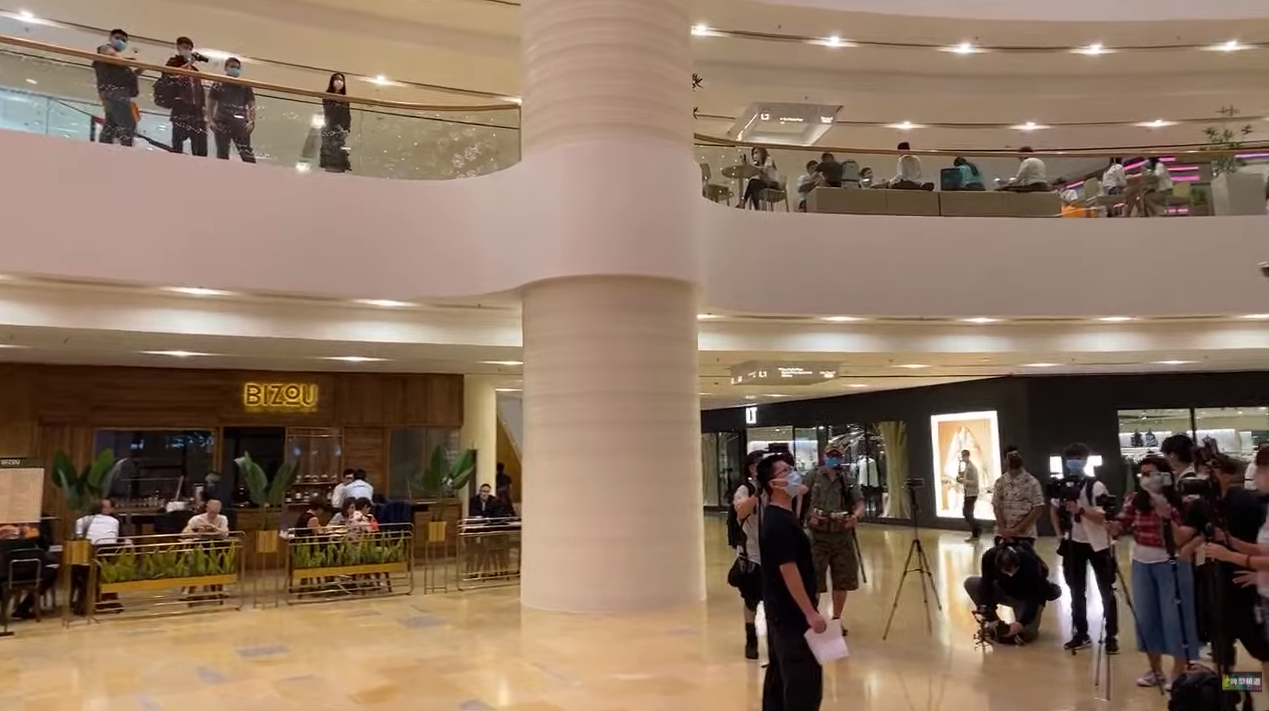
「第二代美國隊長」馬先生獨自到金鐘太古廣場中庭，便衣警員在樓上用攝錄機拍攝
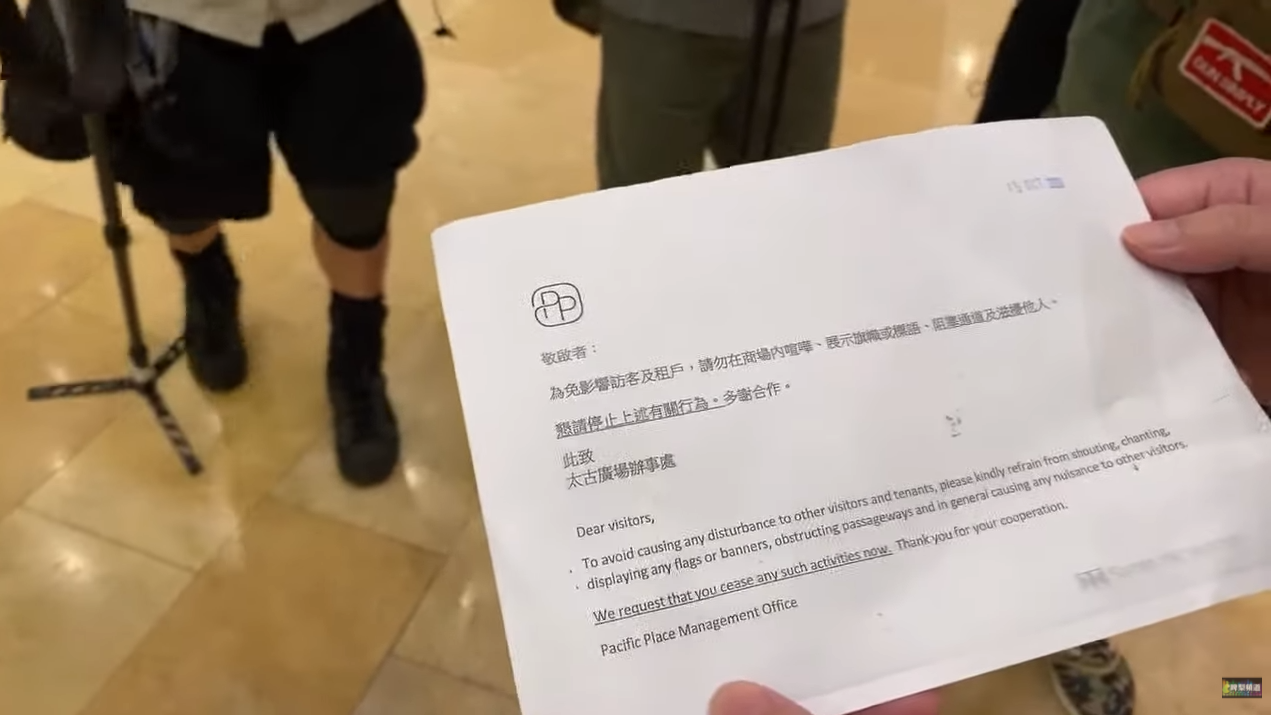
太古廣場保安向馬先生派出警告信，指他在商場喧嘩
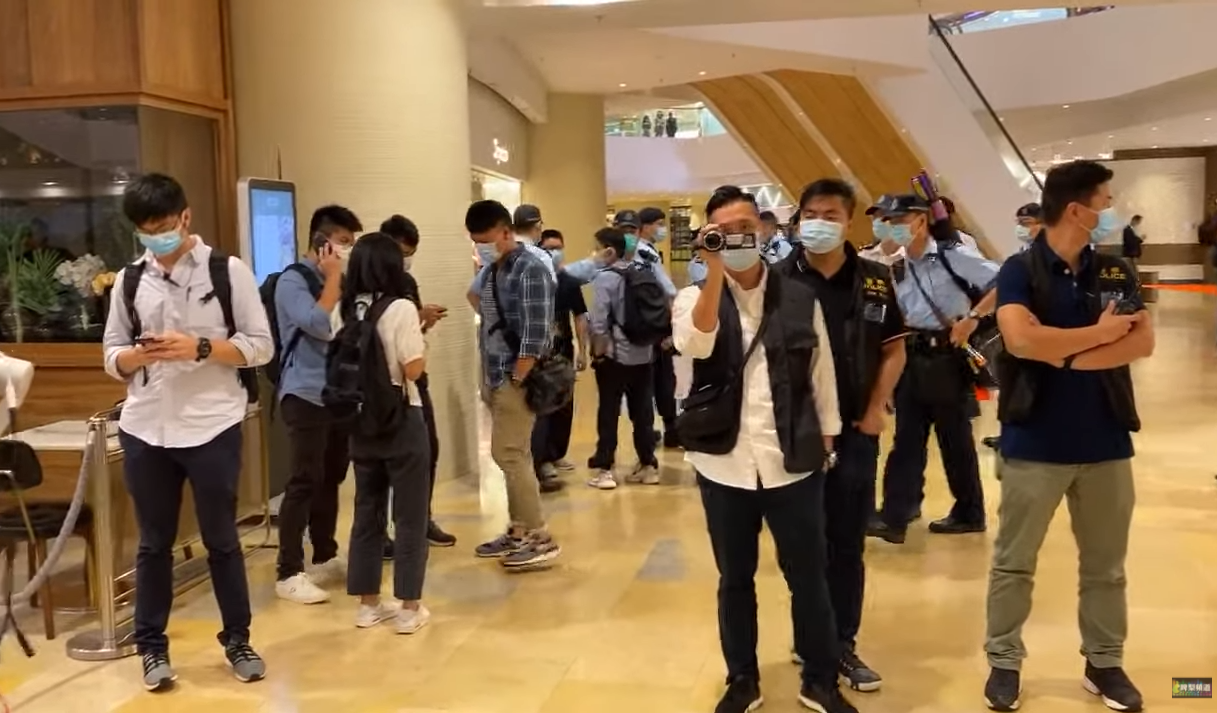
警員拉起封鎖線期間，便衣警員用攝錄機拍攝記者
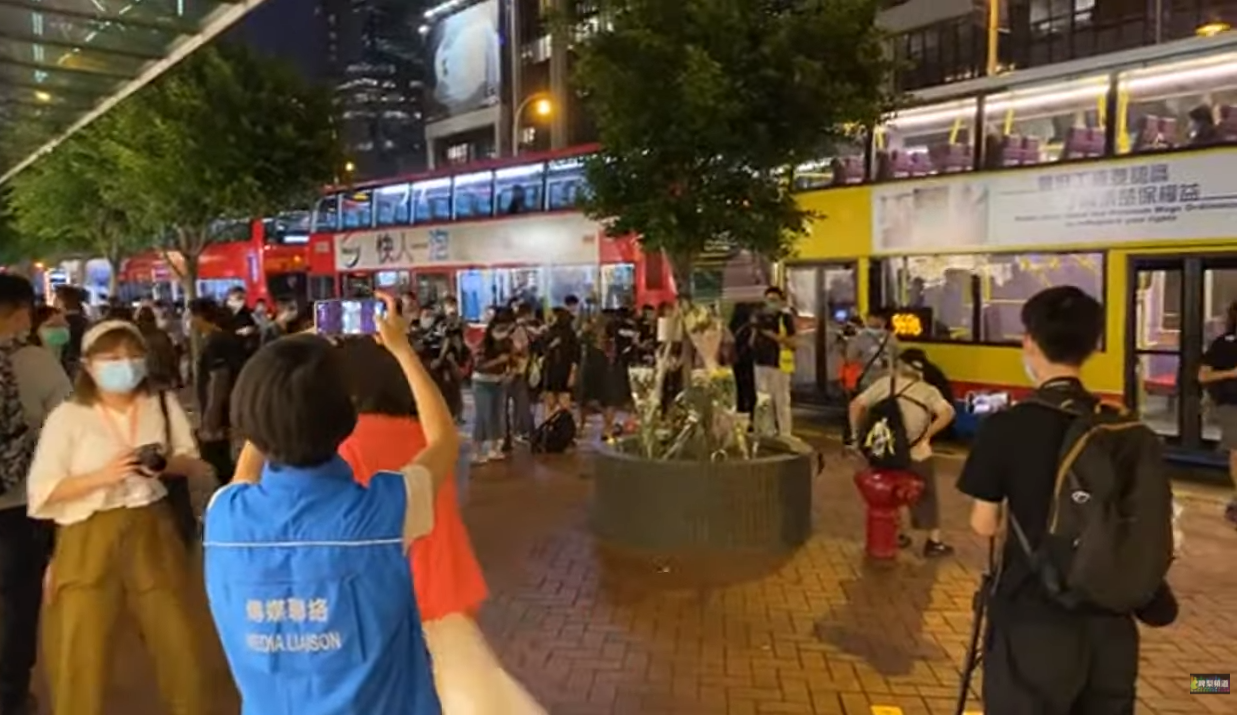
太古廣場外有不少市民獻花悼念，有警員拍攝記者

## 16日

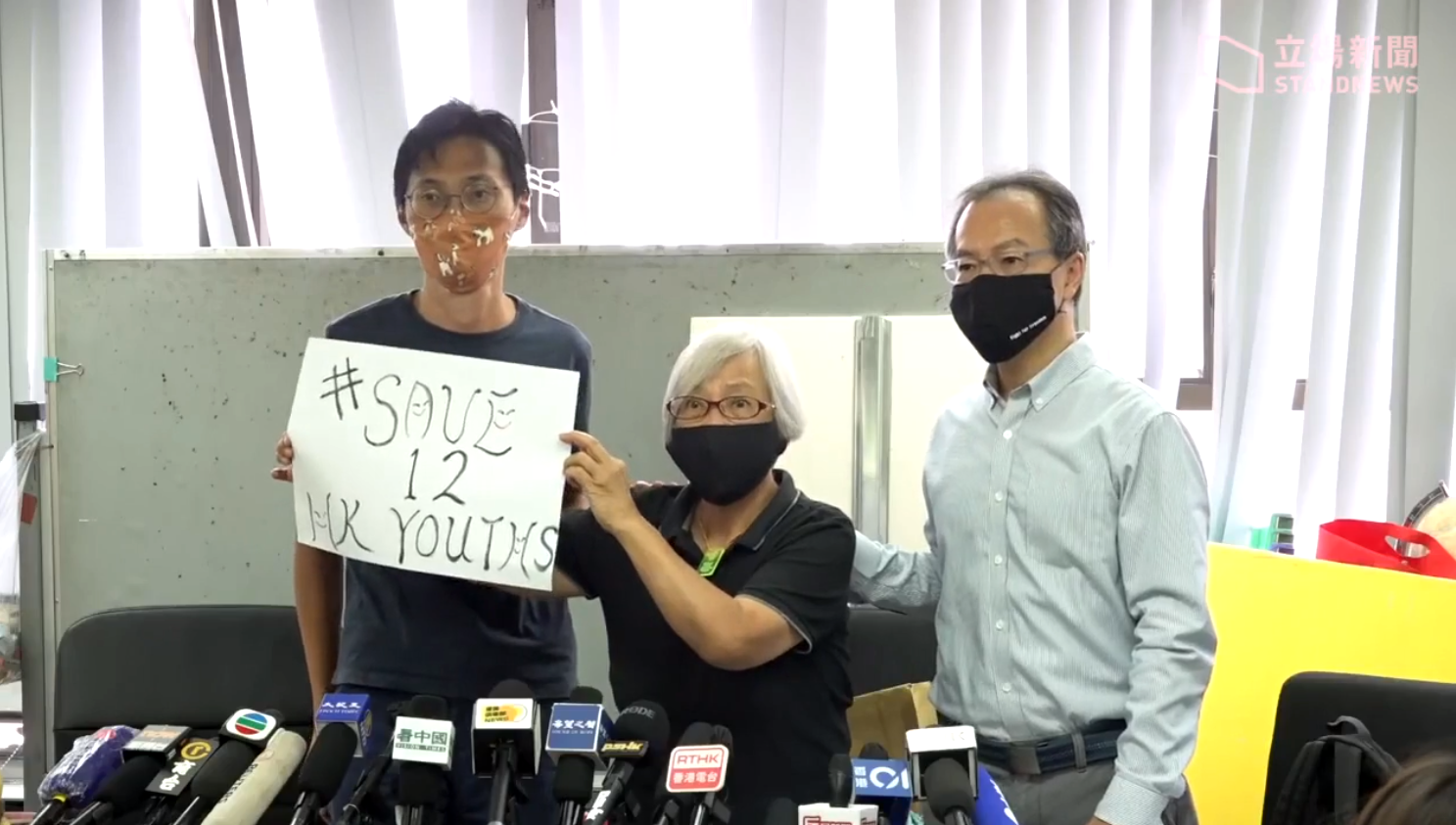
10月17日，王婆婆回港後公開經歷，包括曾拍認罪片和被迫參與「愛國之旅」。她表示非常擔心被扣押內地的12名港人，呼籲社會繼續關注

### 芬蘭暫停與香港引渡協定
芬蘭總統尼尼斯托表示，由于《港區國安法》的實施，限制了香港的自治權後，香港的法律地位不再明確，故暫停與香港的引渡協定。随后，中國駐芬蘭大使館發文表示「強烈不滿」，並要求芬蘭停止以任何形式干涉香港事務和中國內政，以免損害雙邊關係。10月23日，香港特區政府接中央人民政府指示，已向芬蘭駐香港總領事館發出通知，暫停履行《中華人民共和國香港特別行政區政府與芬蘭共和國政府關於移交逃犯的協定》。

### 王婆婆回港公開被捕經歷
去年反修例運動期間經常高舉英國旗及黃傘參與示威、人稱「王婆婆」的王鳳瑤，去年8月11日於港鐵太古站最後露面後，一直行踪不明。到8月14日凌晨經深圳皇崗口岸過關回家期間被扣留，並被帶往深圳福保派出所被國安審問有關香港參與示威活動的事情約100小時。經歷15天行政拘留、30天刑事拘留，到取得保獲釋後，執法人員稱她「尋釁滋事」，須「取保候審」一年，不得離開深圳。期間更被要求撰寫悔過書及拍攝認罪短片，承諾以後不再參與遊行示威、不再舉英國旗，確實沒有被當局人員虐待或毆打和呼籲傳媒不要追訪她。去年9月29日拘留完畢後，卻被帶到機場，之後飛往陝西省參與5天的「愛國之旅」，過程包括手持中國國旗拍照、唱國歌、看電影《我和我的祖國》和國歌表演等。
她表示每次收到來電都感到極大壓力，害怕不能返港。嘆道「我差啲死喺大陸！」，認為執法人員對她造成精神虐待。而經歷今次事件後，表示短期內不會再返內地。

## 18日

### 灣仔警察總部外水馬移走
警察總部水馬圍封逾1年，到晚上，多名工人到灣仔警察總部外的軍器廠街，用起重機將水馬逐一搬上貨車運走。警方表示會不時檢視有關保安措施。

## 19日

### 鄭麗琼認藐視法庭緩刑
中西區區議會主席、民主黨鄭麗琼被控在今年3月在facebook轉發射盲印尼記者的警員之名字的帖文，律政司控告她民事藐視法庭，她被判監禁28天、緩刑12個月，並須向律政司支付訟費。法官高浩文判刑表明日後若有人違反「起底」警員的禁制令，量刑起點很可能是數以月計的即時監禁。

### 22歲中大女學生獲德國批政治庇護
組織「避風驛」在facebook專頁公布，一名22歲香港中文大學女學生因參與反修例運動而被警方控告暴動罪，於10月14日收到德國聯邦移民與難民局通知，獲批為期3年的政治庇護和難民身份。同時為反修例運動以來，首個獲得德國政治庇護的案件。不過女生在難民營居住期間，曾遭難民營職員性侵，並因情緒問題而進出醫院。

## 20日

### 潘曉穎媽媽交請願信

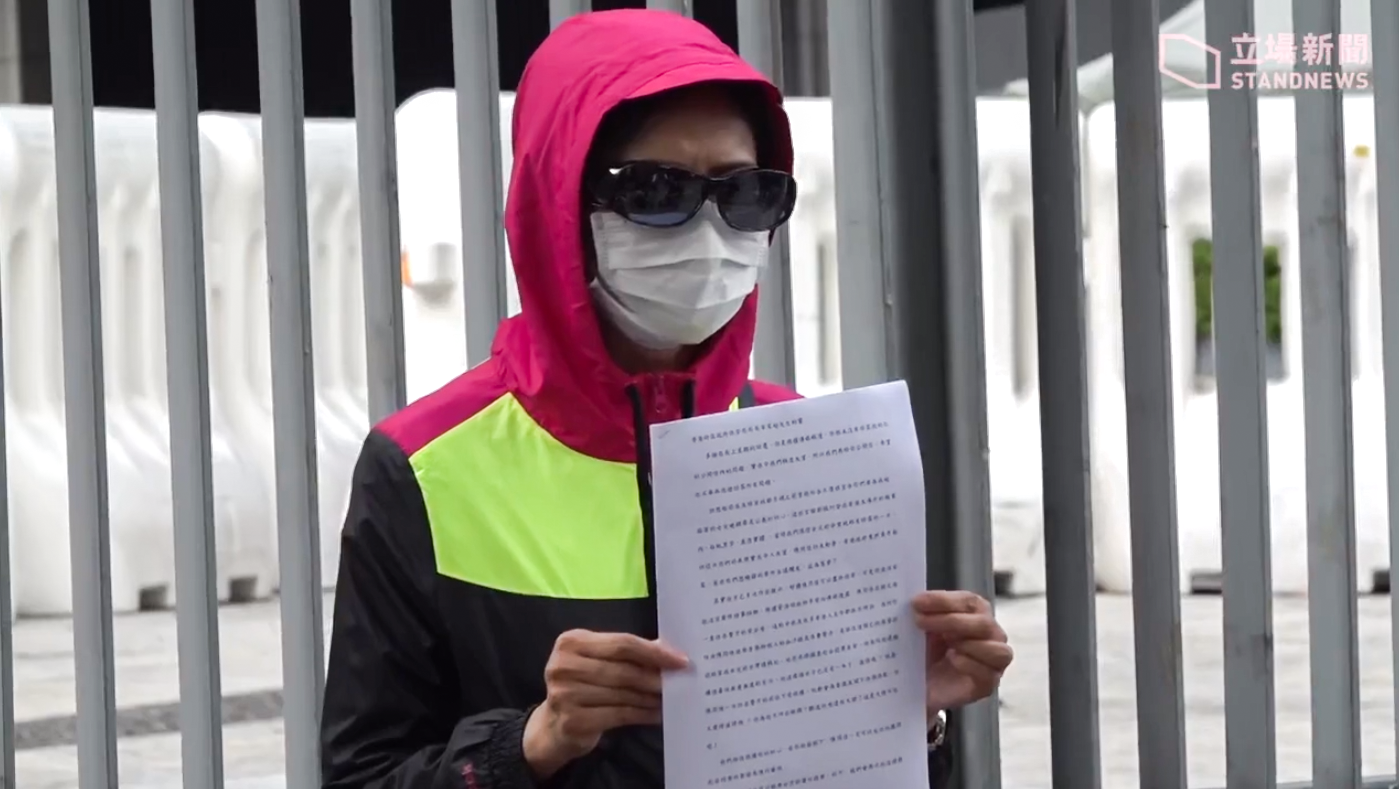
潘曉穎母親中午親自到政府總部向保安局局長交公開信

台灣殺人案疑犯陳同佳接近刑滿出獄一年，死者潘曉穎的母親在中午到金鐘政府總部遞交公開信，要求保安局局長李家超特事特辦，協助陳同佳盡快到台灣投案自首，不要官腔回應。她讀出公開信內容，表示陳同佳是已經承認殺人的通緝犯，但港府繼續用公帑和警力，讓陳同佳提供安全屋，並過着無憂無慮的生活。

### 中聯辦舉行座談會
20日中聯辦舉行的座談會上，中聯辦主任駱惠寧指，香港在許多領域擁有國際一流的科研能力和專業服務能力，有強大的融資能力，有吸引國際人才的能力，要想更好地打開發展空間、贏得未來優勢，在堅持「目光向外」、積極融入世界經濟的同時，更需堅持「目光向內」、努力搭上國家發展快車。融入國家發展大局，不是要讓香港「內地化」、「邊緣化」，而是要全面準確貫徹「一國兩制」方針，讓香港更好地保持特色、更好地發揮比較優勢，在此基礎上與內地實現優勢互補、相互促進。此外，駱惠寧希望香港帶頭參與大灣區建設，在展開更高水平深港合作、參與中國「雙循環」過程中，開拓發展新空間、做出自己新貢獻。

## 21日

### 721事件15個月 第二代「美國隊長」再度被捕

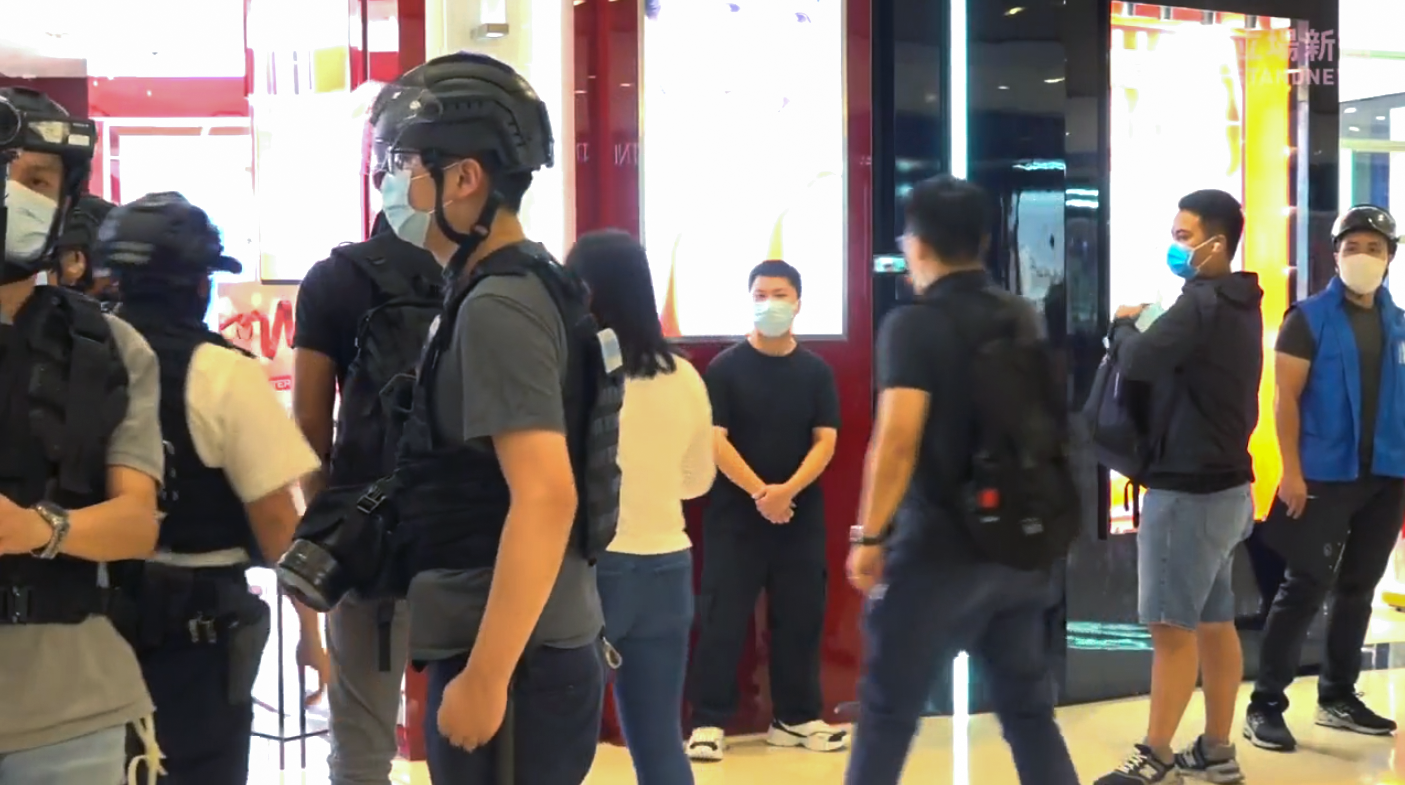
第二代美國隊長再度被捕

10月21日為721事件15個月，大批警員在元朗站和區內重兵佈防。一名男子在站內被帶走。到晚上近7時，30歲的第二代「美國隊長」到YOHO MALL中庭高叫「光復香港 時代革命」及「香港獨立」等口號，並唱《願榮光歸香港》。期間有少數市民和應。不足數分鐘，近100多名軍裝警員和便衣警員從多路走入商場，並在中庭範圍拉起大範圍封鎖線截查，一度引起市民不滿。警員開咪警告，稱在場人士涉嫌違反限聚令需立即離開，部分警員更手持胡椒球槍。第二代美國隊長雙手被鎖上索帶拘捕，涉嫌違反「煽動意圖罪」。之後大批警員繼續在商場內巡邏和截查市民。到晚上8時許，警員才陸續收隊離開。

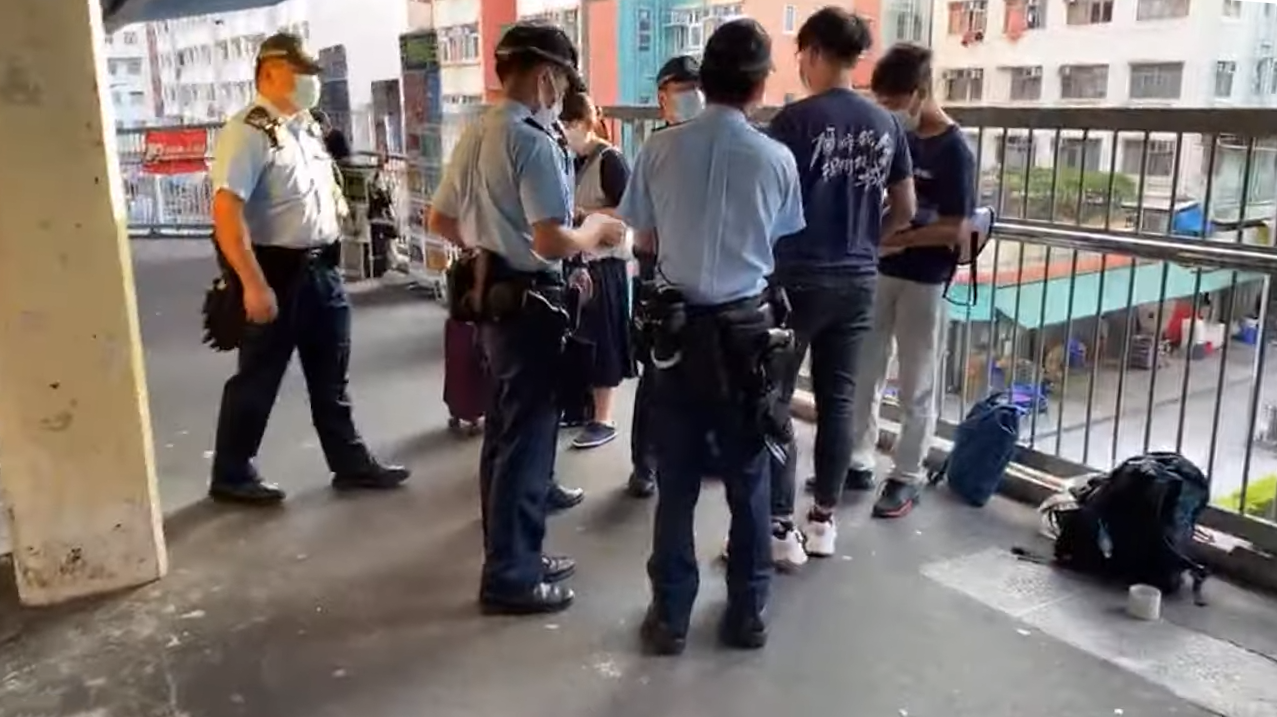
天水連線於西鐵朗屏站外擺設街站，有警員進行截查
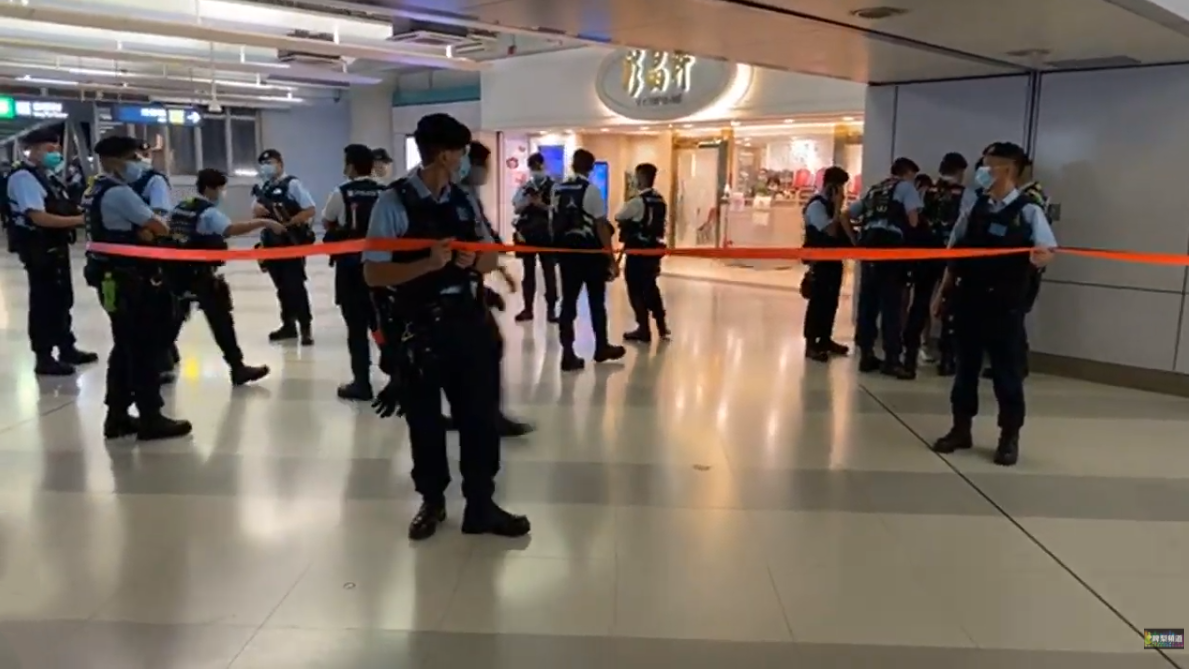
大批警員在元朗站大堂重兵佈防。一名男子在站內被帶走
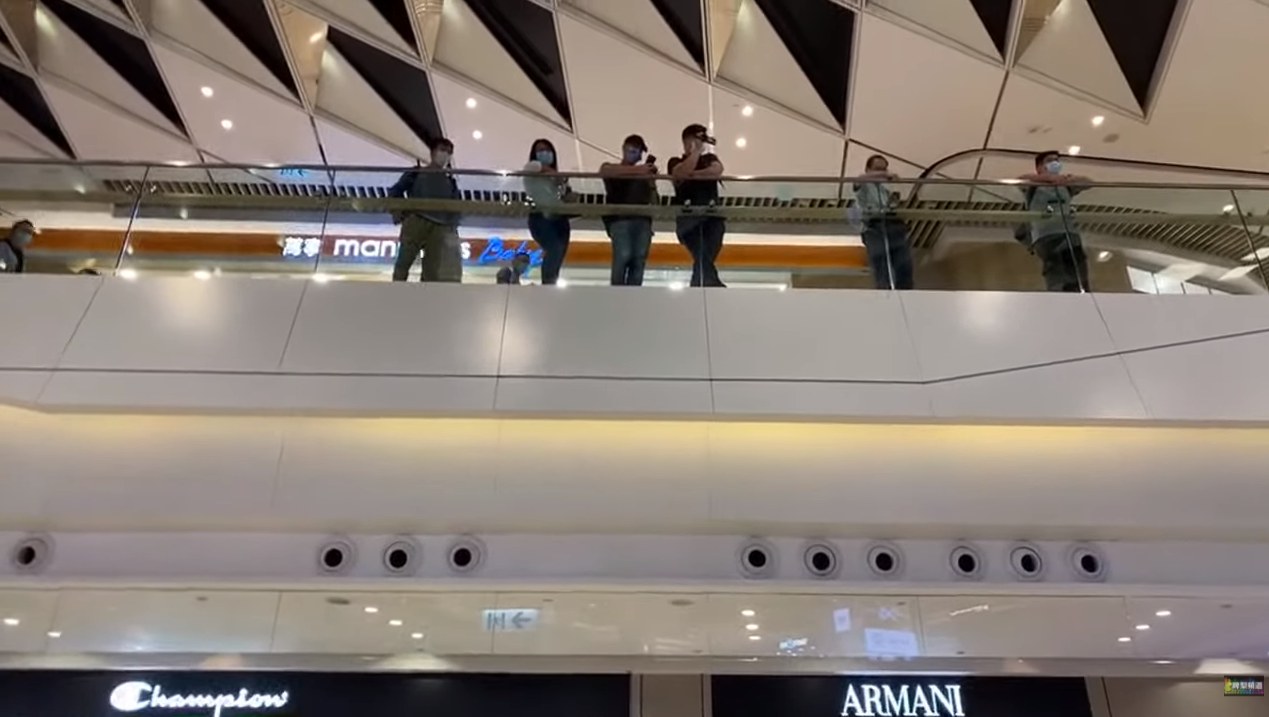
第二代美國隊長在YOHO MALL中庭高叫口號時，多名便衣警員在樓上攝錄
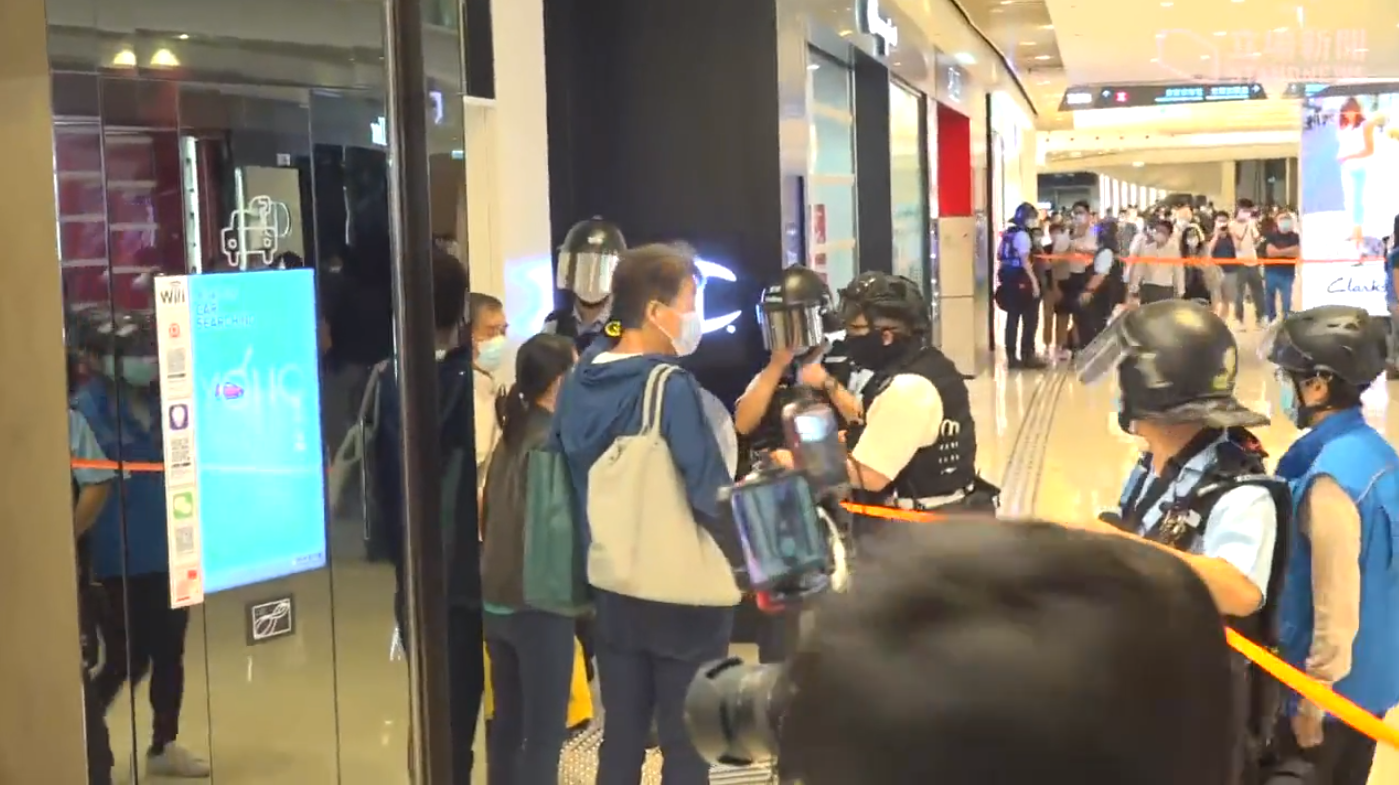
警員在中庭範圍拉起大範圍封鎖線截查，一度引起市民不滿無法出入
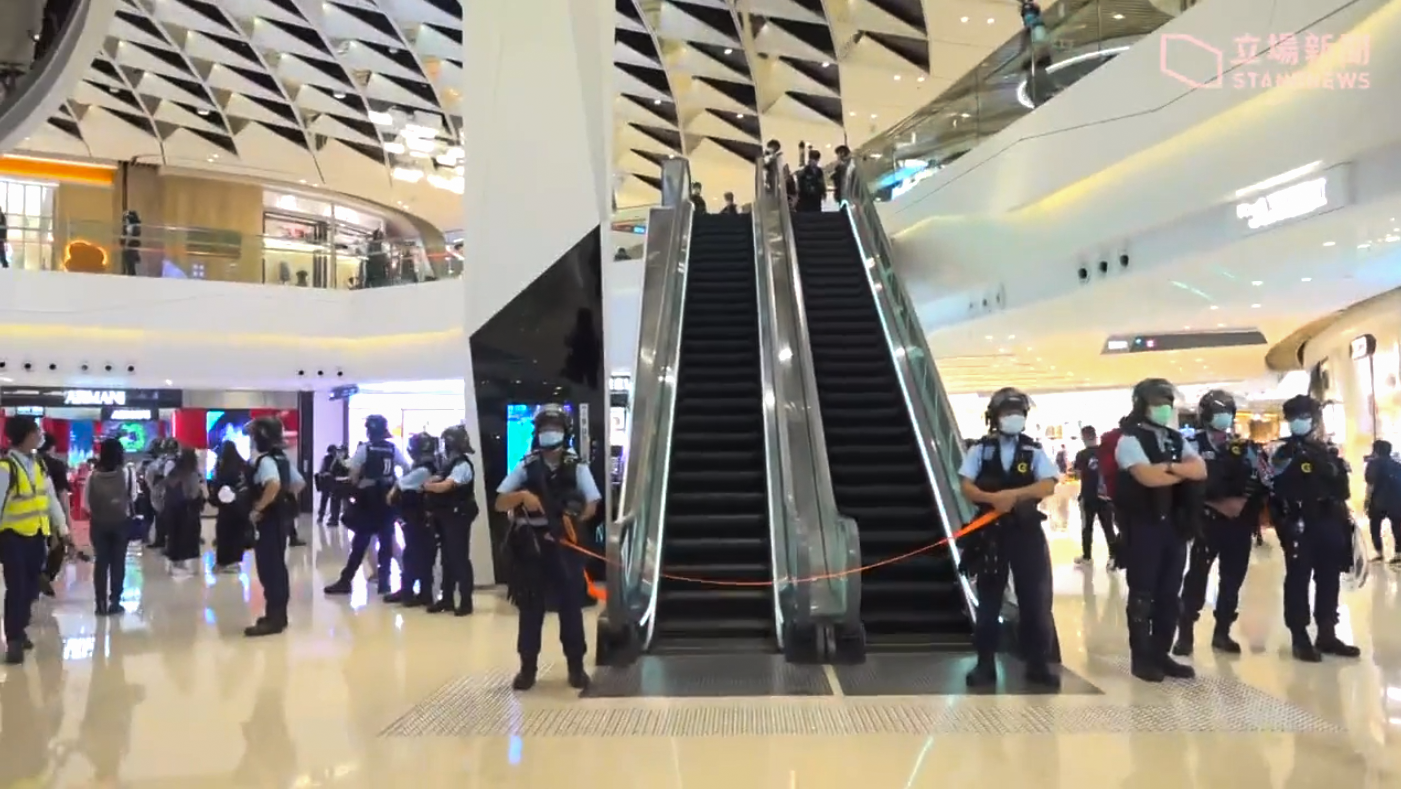
大批警員繼續在商場內巡邏，並封閉往2樓的扶手電梯

## 23日

### 愛爾蘭暫停與香港之間的引渡協議
愛爾蘭外長科文尼表示，指愛爾蘭政府審視了港區國安法的實施，對當地與香港引渡協議的影響後，已在10月13日同意暫停與香港之間的引渡協議。

## 24日

### 賢學思政荃灣擺街站 警向12人發13張限聚令告票

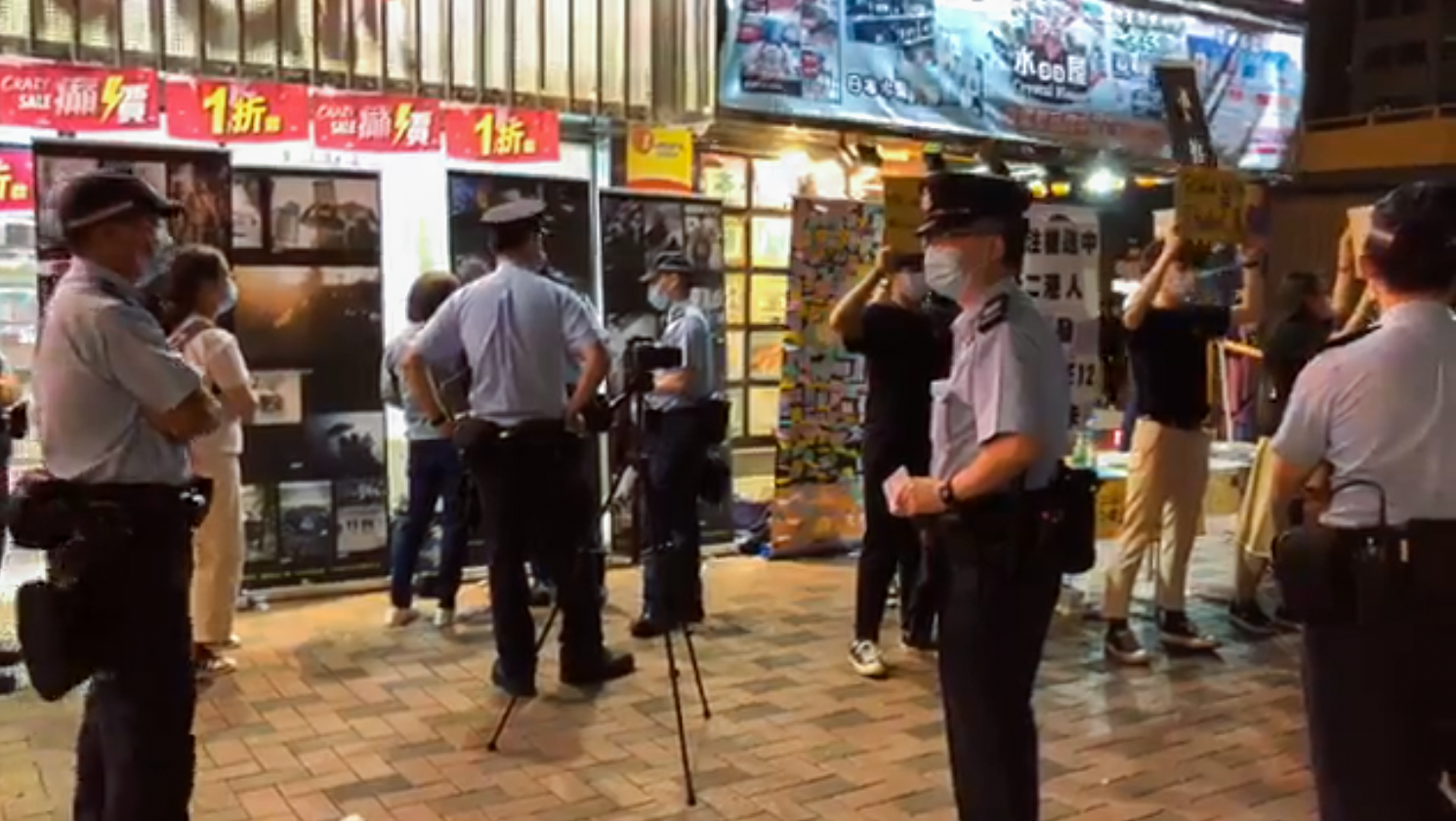
傍晚近6時，警方以有人涉嫌違反禁止群組聚集規例為由，向8男4女，發出13張定額罰款通知書。包括兩名剛好路過，並拍攝在場的中年女子

下午，學生組織賢學思政在荃灣地皇廣場對出設街站，呼籲市民關注12名在內地被扣留港人及派發宣傳品。到傍晚近6時，警方到場拉起封鎖線，以有人涉嫌違反禁止群組聚集規例為由，向8男4女，發出13張定額罰款通知書。包括兩名剛好路過，並拍攝在場環境的中年女子，形容是不幸。

### 海外集會聲援12港人

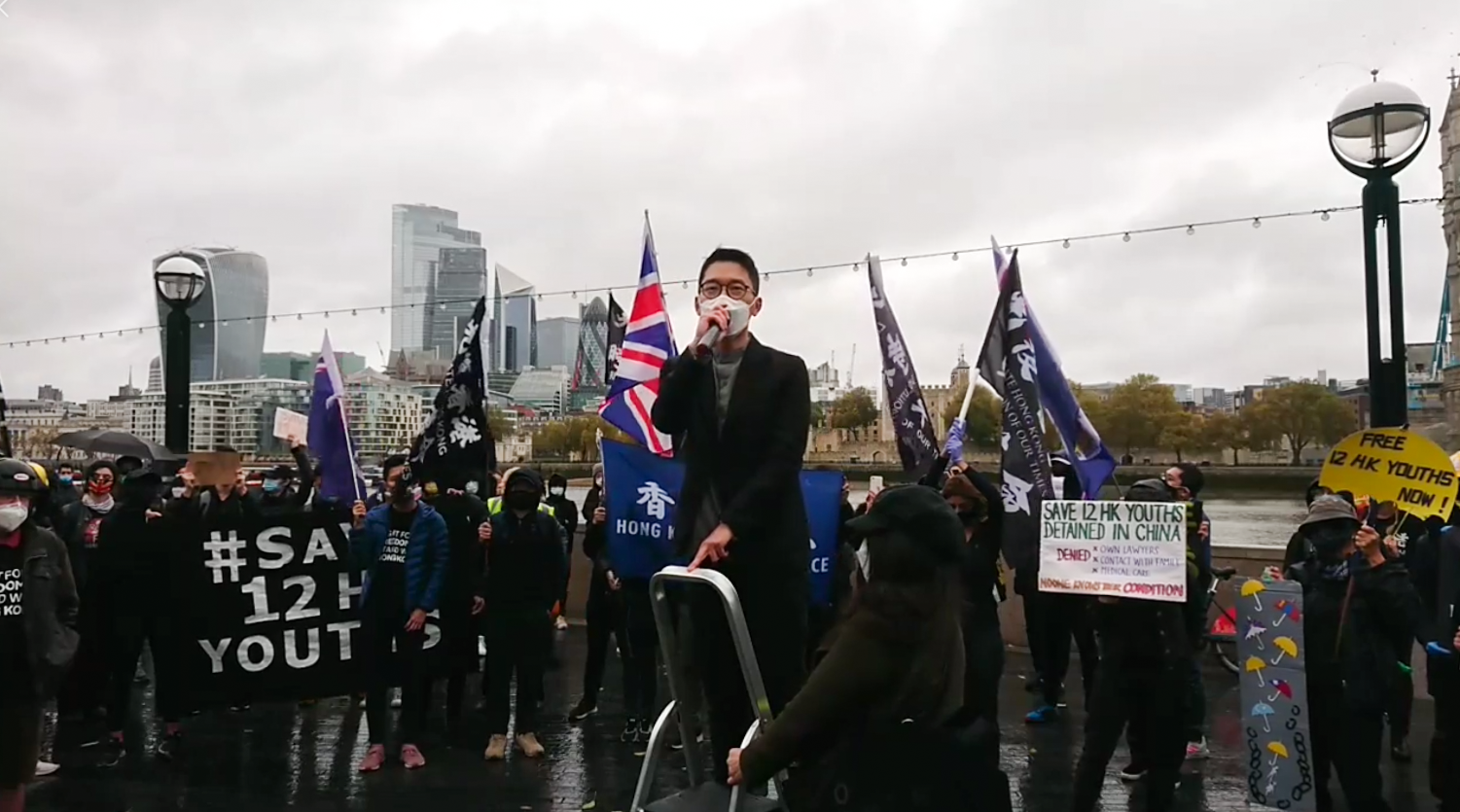
英國倫敦的集會有300人參與，流亡英國的前香港眾志主席羅冠聰亦現身集會，並首次公開發言

12港人關注組發起「國際連動 聲援十二港人」行動，在英國倫敦的集會有300人參與。流亡英國的前香港眾志主席羅冠聰亦現身集會，並首次公開發言。他表示海外的人士有更大責任和能力做更多的事。而美國、加拿大、澳洲、瑞典、韓國、印度等多地亦有人發起聲援12港人行動。

## 25日

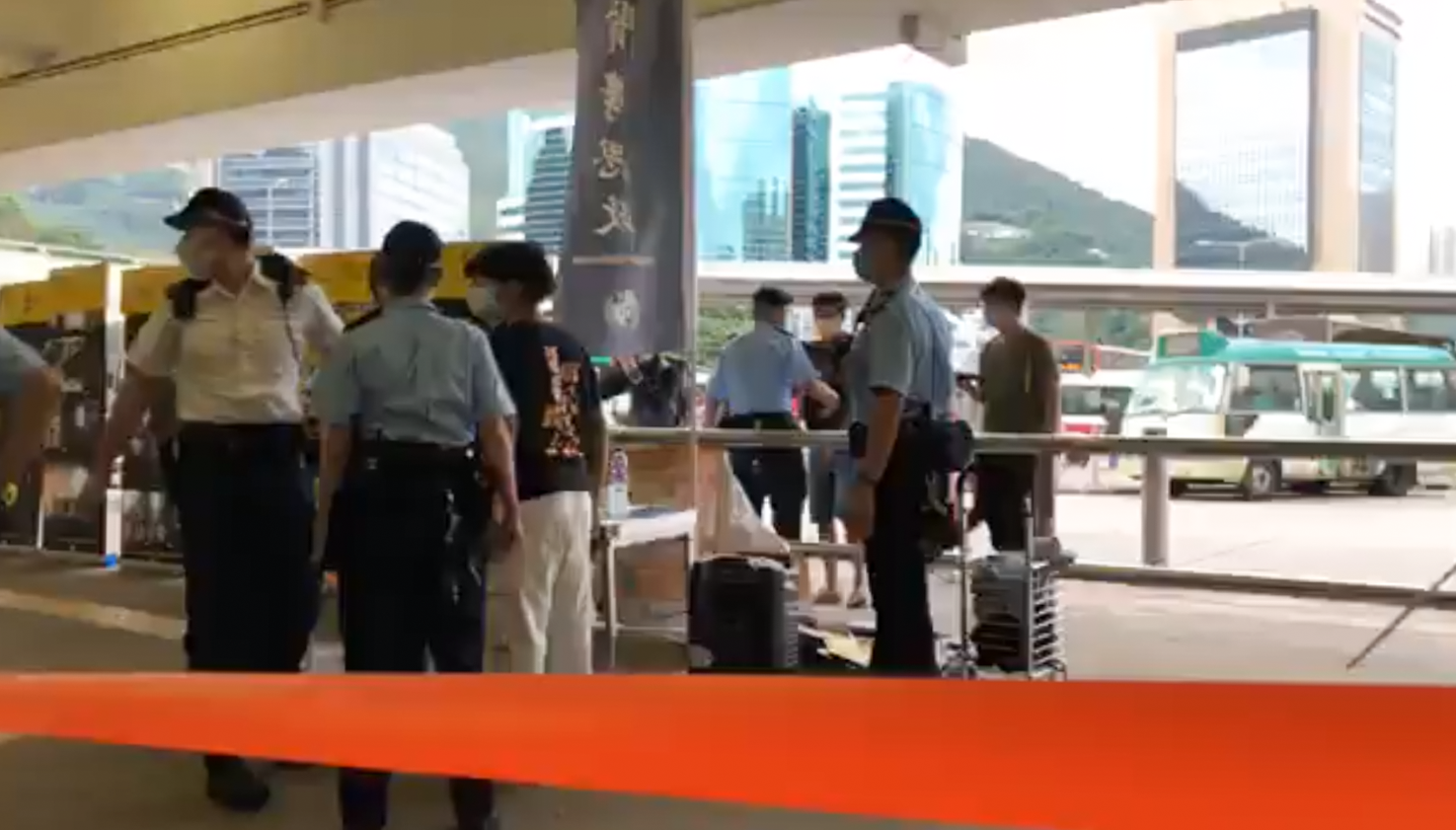
賢學思政設街站期間，警員先後兩次到場，在街站範圍拉起橙色封鎖線，並呼籲在場人士不可聚集

### 李彬豪涉助親中媒體蒐集情報 遭台驅逐出境
前「學生動源」召集人鍾翰林、洪英棠與洪心弦被人偷拍到與《自由時報》政治組副主任蘇永耀、台灣青年反共救國團理事長楊月清見面，之後在《文匯報》、《大公報》頭版刊登，並稱們是「蔡英文密使」。台灣移民署發新聞稿，指香港人李彬豪在台灣從事跟監拍攝港青參訪活動，其行為違反居留目的和港澳條例等規定，決定廢止他在台居留許可權，強制驅逐出境。

### 潘曉穎母親與警方會面告吹
警方東九龍總區重案組探員原邀請死者潘曉穎的母親在早上會面，不過潘太透過代表向傳媒表示，她要確定警方是否接受她作為中間人，邀請香港警方聯同台灣警方就陳同佳案進行商談，同時與她見面的警員需要有足夠權力代表香港警方。因警方沒有在早上10時半前回覆，回面告吹。

### 賢學思政沙田擺街站 警方一度拉封鎖線截查
下午4時半，組織賢學思政在沙田站公共運輸交匯處擺設街站。展示與反修例示威有關的相片和擺放文宣讓市民索取。警員先後兩次到場，在街站範圍拉起橙色封鎖線，並呼籲在場人士不可聚集。沙田區議員趙柱幫、黃學禮及陳運通其後到場了解。

## 27日

### 鍾翰林尋美領館庇護前遭國安拘捕
已宣佈解散香港分部的學生動源，其前召集人鍾翰林及前成員何忻諾和陳渭賢再度被捕，涉嫌自今年9月在網上社交平台發表有關煽動他人分裂國家的內容。據報道，鍾翰林被捕後有4人擬進入美國駐港總領事館尋求庇護，但被拒進入。而有人目擊鍾在美國駐港總領事館外被最少4名國安人員拘捕。美國駐港總領事館以沒資料提供回應。美国国务院10月28日在回复自由亚洲电台的电邮中表示，「我们谴责香港警务处逮捕和拘留三名学生民主活动家，谴责使用香港警察国家安全局，将未成年人拘留在咖啡店中的做法」。美国国务卿蓬佩奥周四（29日）发布声明，强烈谴责香港警方逮捕三名支持民主运动的学生活动人士，并呼吁港府立即释放那些仍被拘留的相关人士。

## 28日

### 司法部门禁止律师代理「深圳12港人案」
深圳有律师及其法律事务所，近日收到当地司法局官员口头传达的禁令，不准律师代理「深圳12港人案」的案件，并称已经代理案件的律师必须退出。官员称，禁令来自司法部，至少五家律师事务所已收到有关通知。

## 29日

### 中共十九屆五中會全会發布公报
中共十九屆五中全會26日召開，29日結束，傍晚發布新聞公報，當中提到香港的部分，指「要保持香港、澳門長期繁榮穩定，推進兩岸關係和平發展和祖國統一」。
30日舉行新聞發布會，中央財經委員會辦公室副主任韓文秀回答星島日報記者提問時表示，中央將進一步支持香港鞏固提升競爭優勢、建設國際創新科技中心，打造一帶一路功能平台，高質量建設粵港澳大灣區建設，完善便利港澳居民在內地發展的政策措施，全面準確貫徹一國兩制方針，支持香港與世界各國地區開展交流合作。
由於公報港澳部分僅有一句話，全國人大常委譚耀宗指長期繁榮穩定是中央對港政策的重要方針，亦是港人的希望，中央對香港工作的具體想法，已透過上次在深圳的講話發表，已經成事的項目，今次不會再提。全國港澳研究會副會長劉兆佳估計，公報的用意是繼續執行四中全會的對港政策，故沒有需要特別提到新的內容。
民建聯主席李慧琼接受鳳凰衛視訪問時表示，「十三五」規劃之後，將迎來「十四五」規劃，她希望特區政府和社會各界一同努力，積極把握國家規劃的機遇，鞏固香港作為國際金融中心的優勢，並深化香港在全球離岸人民幣業務樞紐方面的發展。
作家顏純鈎在Facebook表示，往後只要求港澳保持「繁榮穩定」就夠了，一國兩制有沒有都無所謂了。
關於韓文秀的回答，日本国立静冈大学教授楊海英认为，连串政治风波使香港面目全非，中国的如意算盘很难打响。

## 30日

### 「拱門」路磚 獲提名競逐英設計大獎

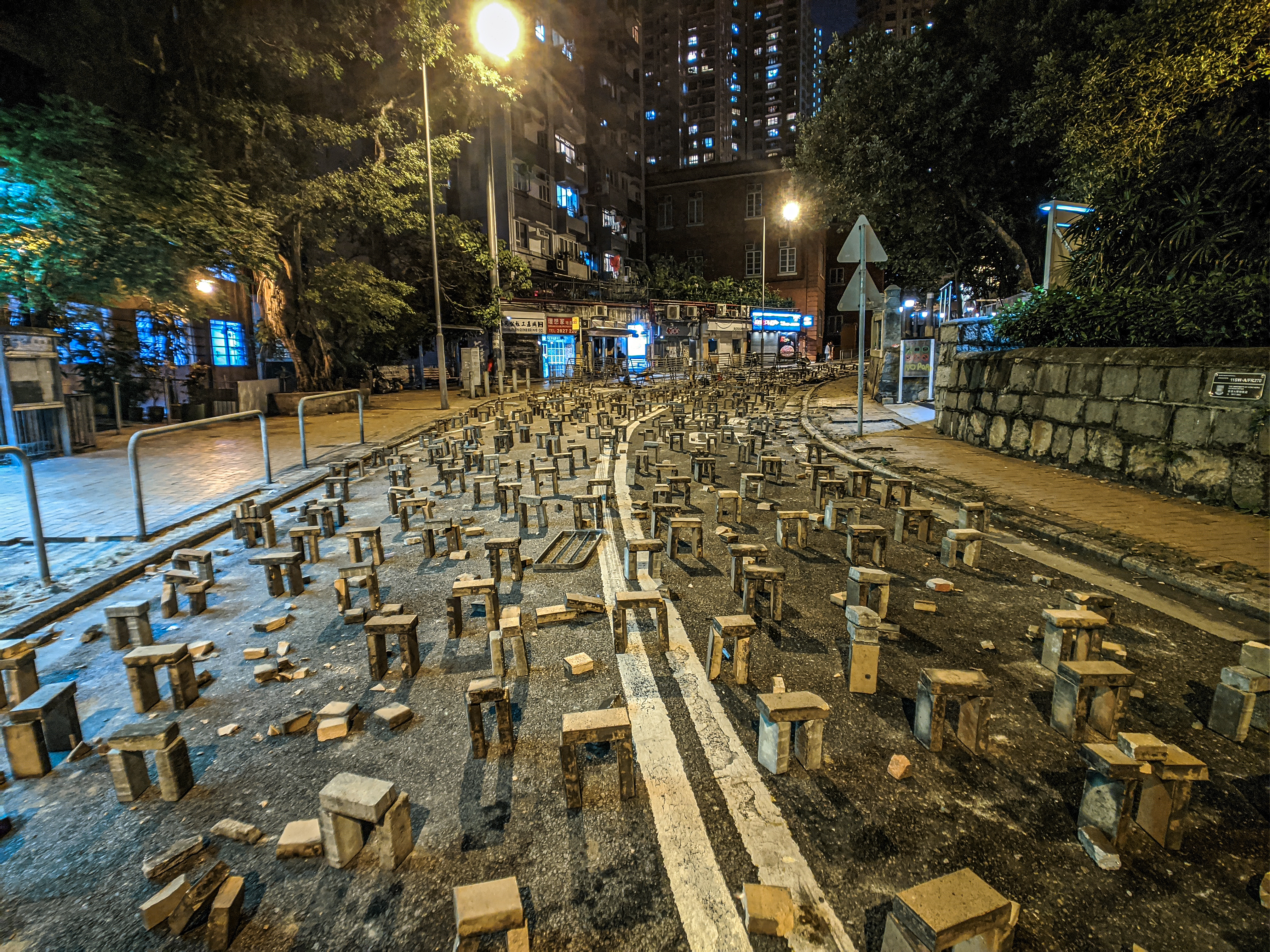
「磚拱」獲提名競逐英國倫敦設計博物館舉辦的比斯利年度設計大獎

去年11月中旬反修例運動期間，示威者在香港理工大學、香港浸會大學及香港大學附近馬路附近擺設磚頭作路障，其「磚拱」獲提名競逐英國倫敦設計博物館舉辦的比斯利年度設計大獎。形容「磚拱」是「細小巧但功能強大的障礙結構」，相對於其他路障也較容易製造和清拆。

### 14歲患有抑鬱症男女童被律政司要求覆核刑期
兩名14歲男女童被控在去年11月18日「圍魏救趙」期間在九龍加士居道與其他不知名人士一起參與暴動，其後被改控非法集結罪。裁判官何俊堯判兩人接受兒童保護令12個月，不留案底。不過律政司認為判刑過輕，指患有抑鬱症以及過度活躍症並非犯案的藉口，要求覆核刑期，案件於高等法院處理。而被告的資深大律師潘熙認為被吿屬長期精神病患者，曾有自殘行為。而代表男被告的大律師馬維騉指若被告留有案底，將來不可考取任何專業資格。

### 香港治安排名暴跌
美国民调机构盖洛普近日发布《2020年全球治安报告》，香港由2018年的第十名暴跌至去年（2019年）的第82名，去年得分仅为76分，较前一年的91分大跌。

### 法庭提堂
兩名12歲及14歲女學生與兩名男子，於2019年10月13日在荃灣南豐中心外參與市民發起「18區開花」示威活動，被控非法集結罪。12歲及14歲女學生，23歲無業男子
因使用口罩、面巾，被加控身處非法集結時使用蒙面物品罪；另外14歲女學生攜有一個能發出鐳射光束的裝置，被加控在公眾地方管有攻擊性武器罪。2020年10月30日於在西九龍裁判法院提堂，被告暫時毋須答辯，案件押後至12月23日再訊，以待辯方索取文件。眾人以5000元保釋，被禁離港或踏足案發一帶，並須守宵禁令及定期往警署報到。

## 31日

### 灣仔8.31衝突案 7人暴動罪名全部不成立
「陣地社工」成員陳虹秀等8人，早前被控去年8月31日在灣仔參與暴動。繼陳虹秀後，餘下的7名被告裁定暴動罪不成立。而第四被告另被控的一項在公眾地方管有攻擊性武器亦不成立。法官沈小民宣佈一刻，庭內隨即掌聲雷動，被告激動痛哭。法官沈小民在裁決理由解釋，認為當晚的情況在香港並不常見，對於某些人而言更可能是歷史時刻，不排除確實有人希望親身來見證，認為遮蓋容貌可以理解。同時認為警方將穿着黑衣的人任意視爲參與暴動的人，有機會冤枉無辜的市民，即使帶防護裝備也是無可厚非。

### 太子站襲擊事件14個月 兩人被捕
太子站襲擊事件14個月，自傍晚起有大量警員在周邊戒備，並截查在場市民，包括一名免費派發白花的男子，也有同行只有二人的市民被票控違反限聚令。到晚上8時許，警員在西洋菜街及太子道西交界附近拘捕兩名男子，其中一名被捕人士是元朗區議員伍健偉。指兩人分別涉及阻礙警員執行職務及公眾地方行為不檢。而區議員在警方封鎖線外收集到場人士的鮮花。到晚上9時許，有人指一間蛋糕店是「紅店」而起閧，警員到場再次舉藍旗驅散市民，並截查多人。

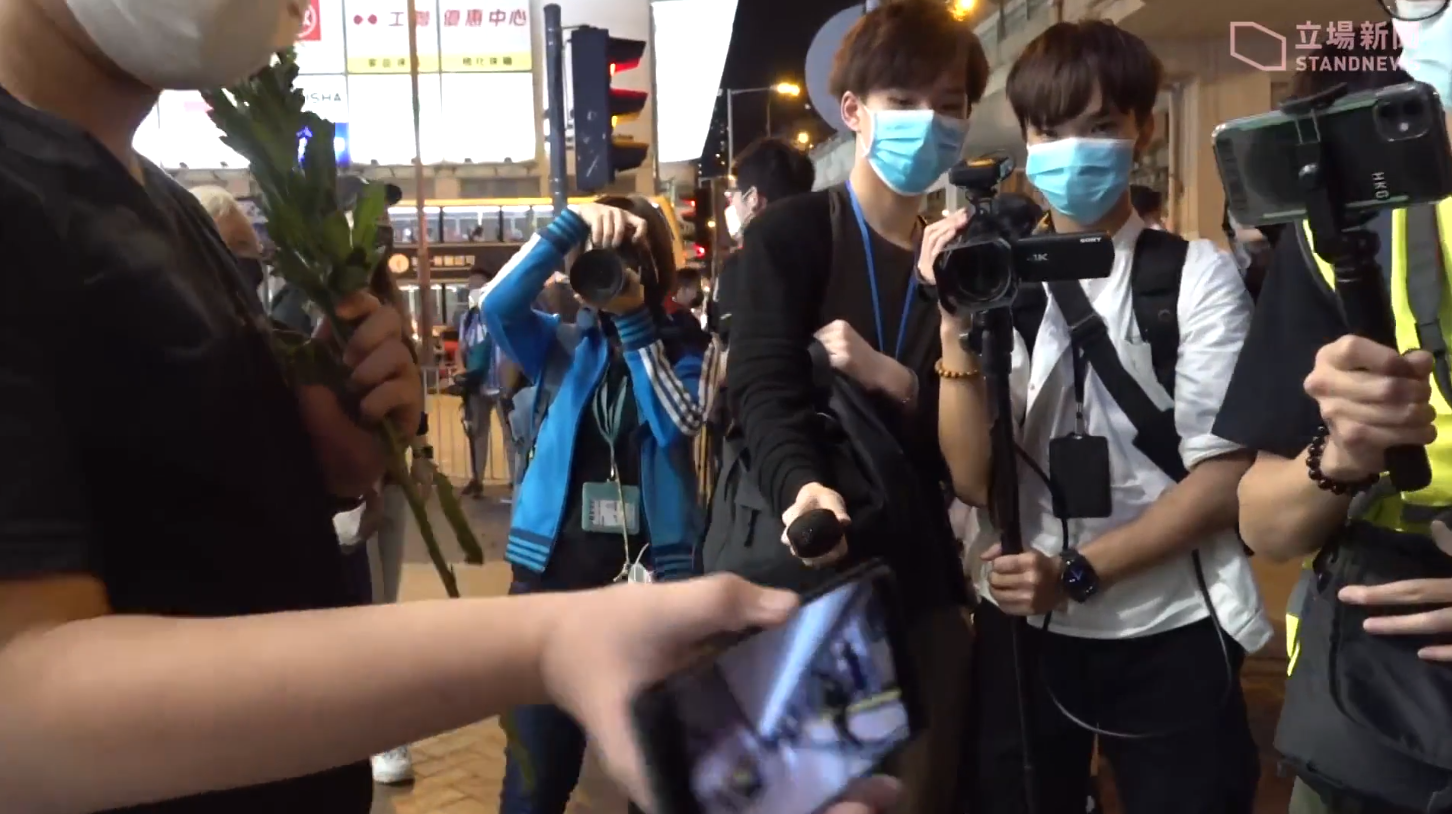
有市民在太子站對面的馬路播放當日襲擊事件的片段，並手持白花
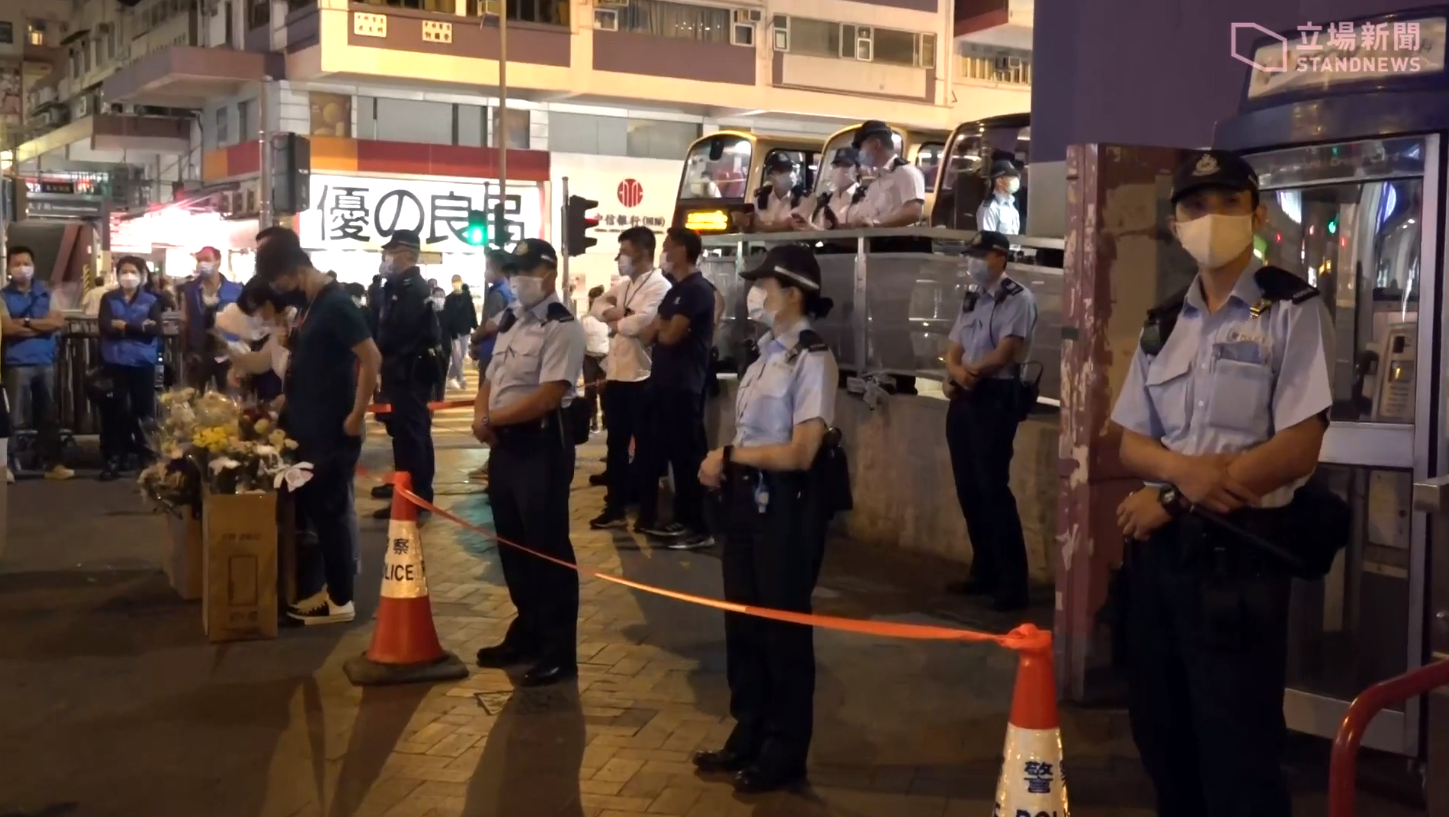
區議員在警方封鎖線外收集到場人士的鮮花
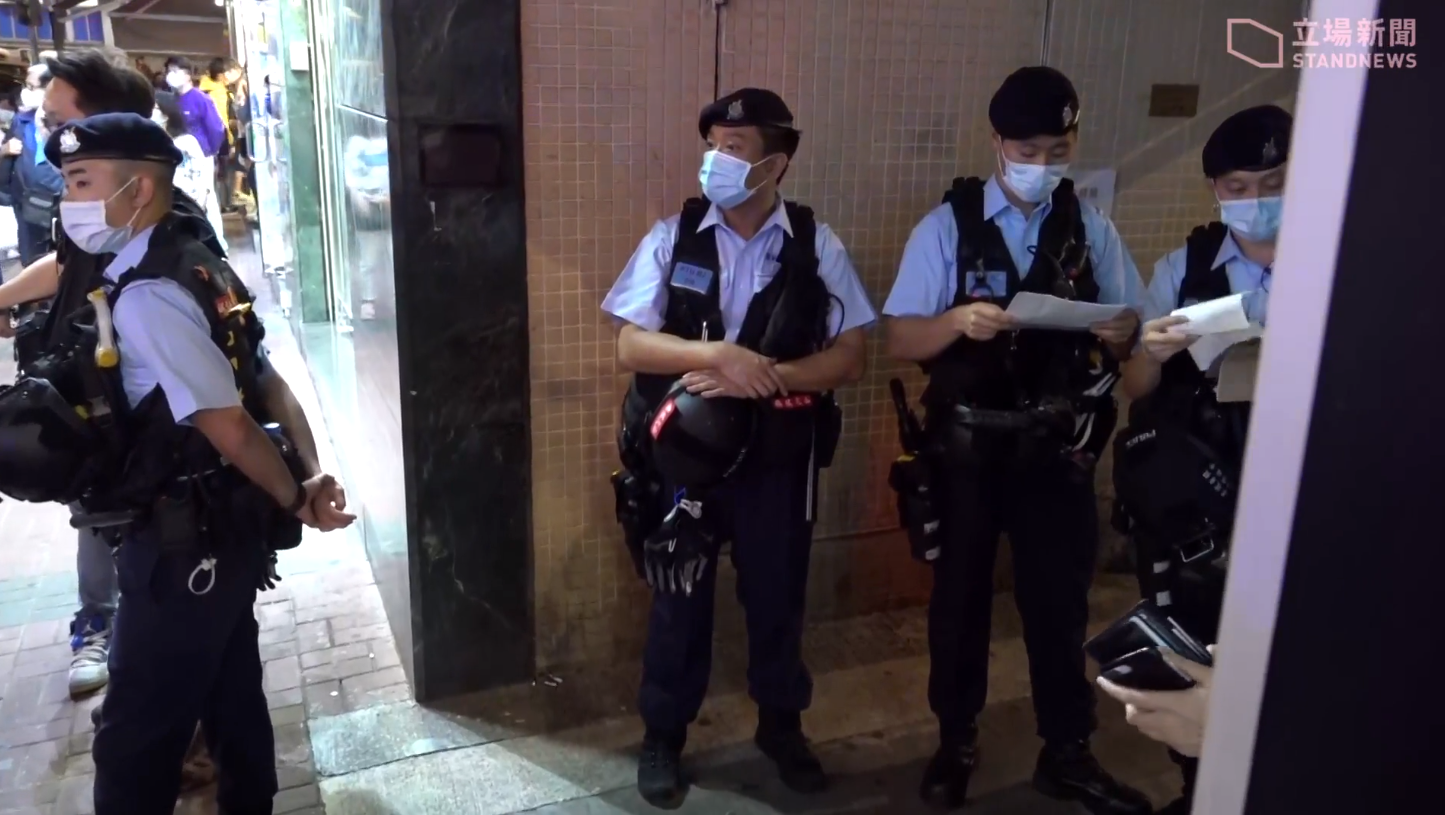
有市民被警員票控違反限聚令
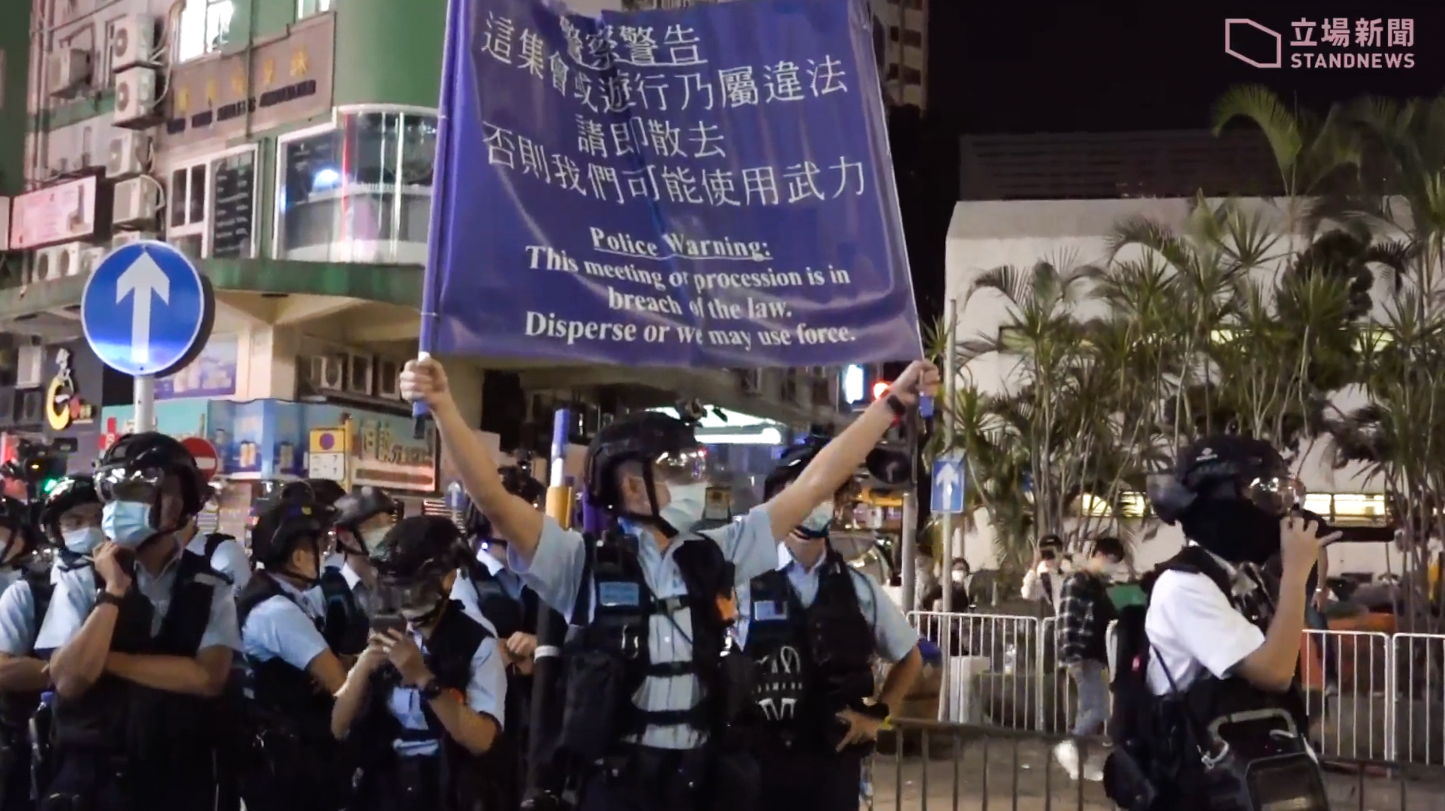
警員在西洋菜南街舉藍旗
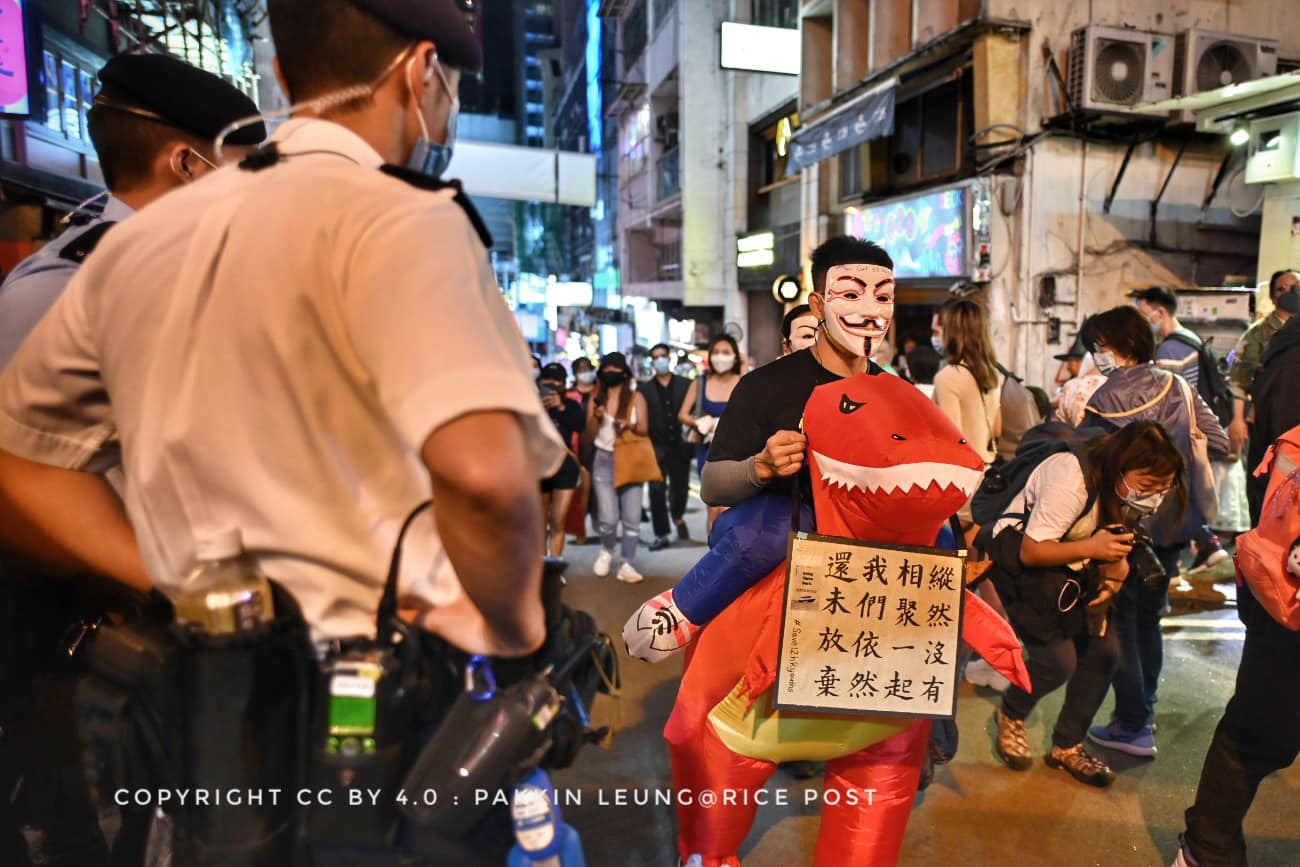
蘭桂坊有市民戴上有關反修例運動的道具
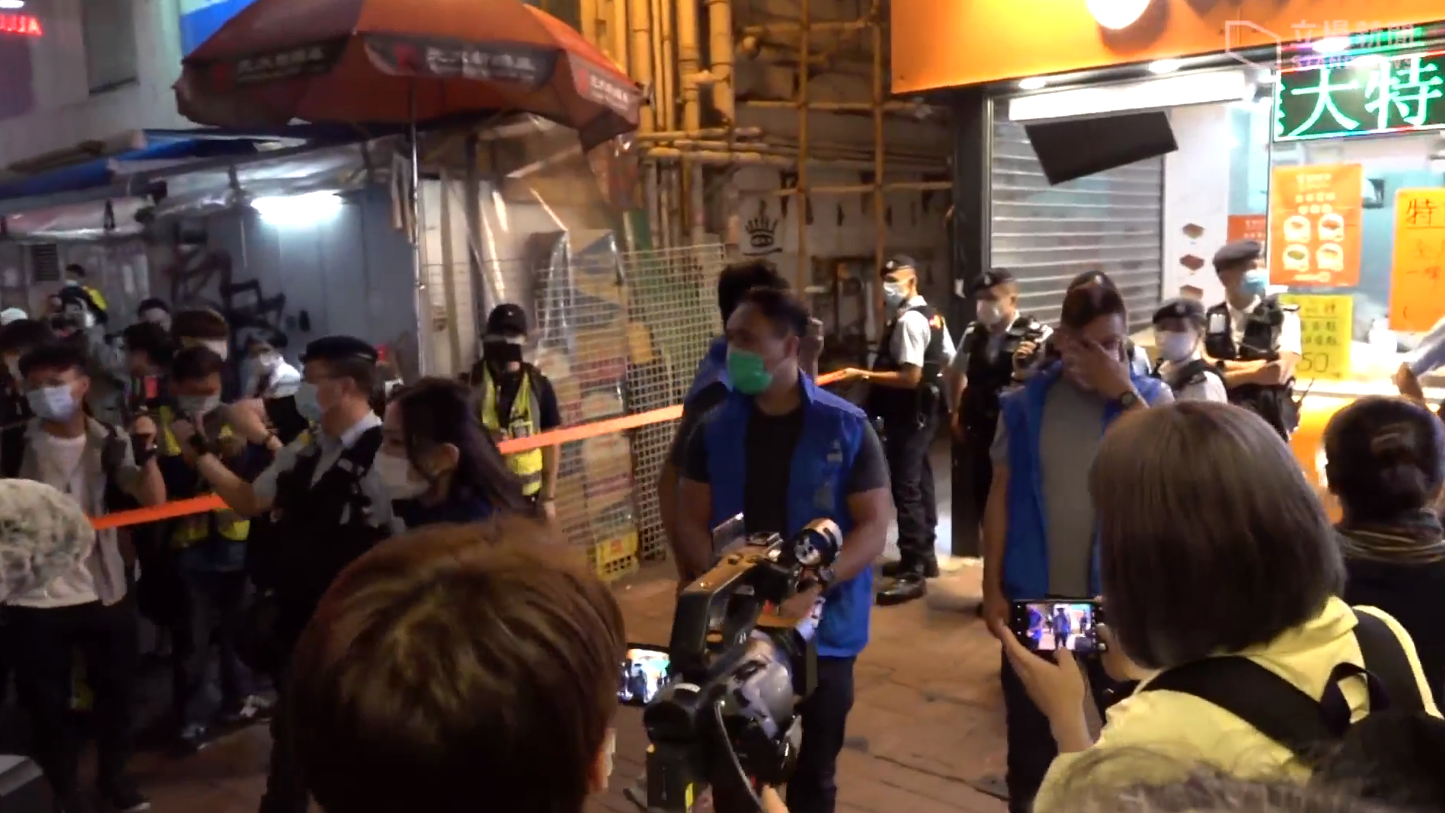
晚上9時許，有人指一間蛋糕店是「紅店」而起閧，警員一度封鎖該處
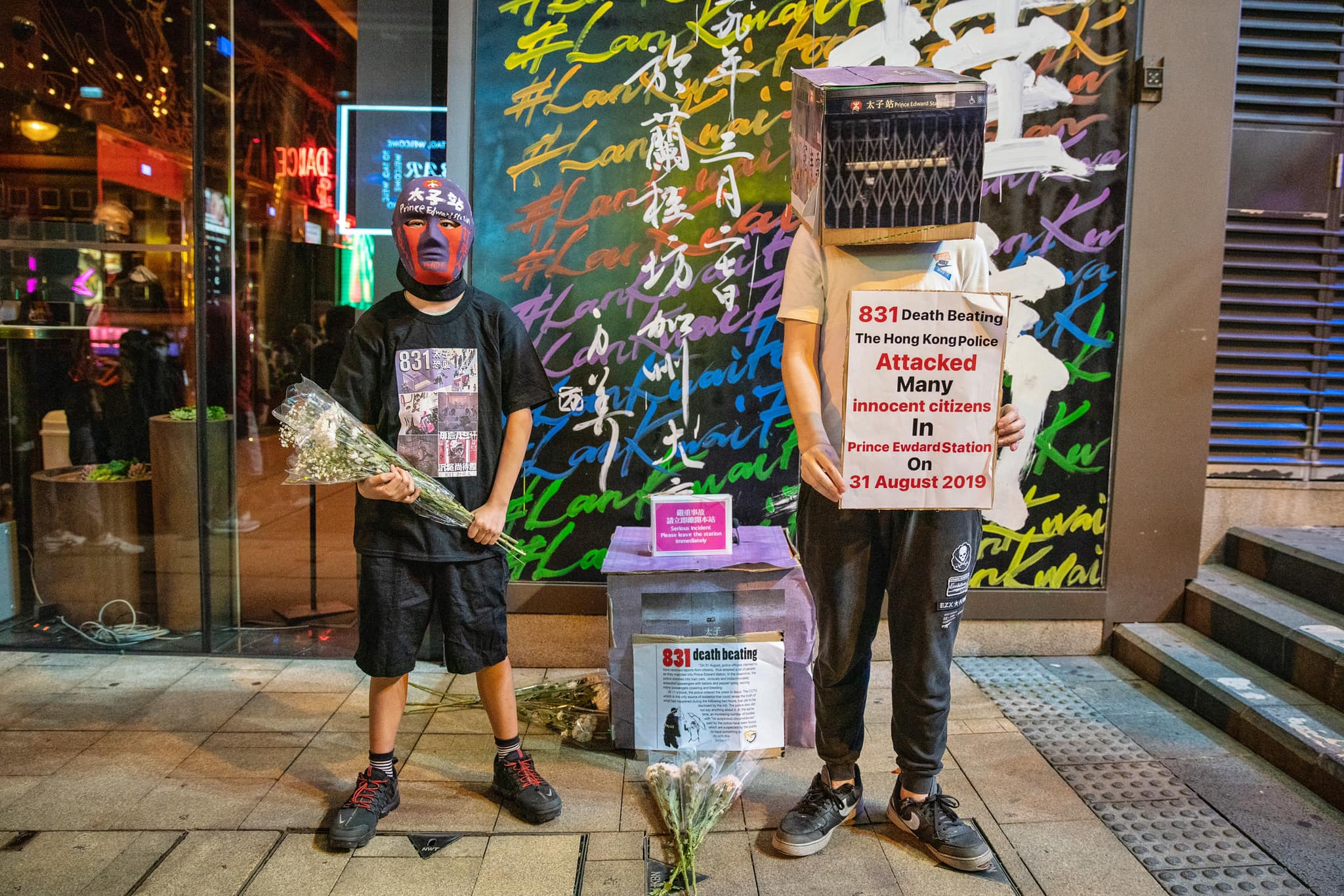
蘭桂坊有市民戴上有關8.31事件的道具